# 조지아 왕국
조지아 왕국(조지아어: საქართველოს სამეფო 사카르트벨로스 사메포)은 조지아 제국이라고도 불리며, 1008년에 건국되어 1490년까지 존속했던 중세 유라시아의 군주국이었다. 그것은 11세기부터 13세기에 걸쳐 다비트 4세와 타마르 여왕의 통치 아래 정치적·경제적 힘의 절정기에 다다랐으며, 이 시기는 조지아 역사에서 "황금 시대"로 불린다. 조지아는 곧 동방 기독교의 선봉 국가 중 하나가 되었고, 그들이 구축한 범캅카스 왕국과 그 연결망은 동유럽에서 아나톨리아와 이란 북부까지 뻗어 있었으며, 또한 조지아 왕국은 예루살렘의 십자가 수도원과 그리스의 이비론 수도원과 같은 타국의 종교적 유산을 유지했다. 그것은 오늘날 조지아의 주요한 역사적 전조이기도 하다.
몇 세기 동안 지속된 조지아 왕국은 13세기에 몽골의 침공으로 한 차례 멸망했지만, 1340년대에 이르러서 그들의 주권을 다시 주장할 수 있었다. 그러나 이후 수십 년 동안 흑사병의 유행 및 티무르의 침공이 일어나 국가의 경제, 인구, 도시 중심지가 모조리 황폐화되었고, 오스만 제국이 비잔티움 제국·트라페준타 제국을 잇달아 정복하면서 상황이 매우 악화되었다. 15세기 중반이 되면 조지아 왕국은 단지 명목상으로만 남아 있게 되었다.
이러한 모든 일련의 사건들은 1466-1490년 사이에 수많은 반란이 일어나고 왕국이 무정부 상태에 빠지게 되는 결과를 가져왔다. 결국 1490년이 되자 최종적으로 조지아 왕국은 해체되었으며, 이 지역은 바그라티온 왕조와 그의 경쟁 분파들이 주도하는 더욱 작은 정치적 분열체로 나뉘게 되었다.

## 배경
라지카와 이베리아로 알려졌던 조지아인의 초기 왕국들은 서기 3~6세기에 걸쳐 벌어진 로마-페르시아 전쟁으로 인해 봉신국으로 전락하거나 멸망하고 말았다. 그 후 이 지역은 7세기 초 아랍 무슬림의 정복으로 이슬람 제국의 지배 하에 들어갔다.
바그라티온 가문 출신의 이베리아 왕족들은 아랍의 압제에 맞서 싸우면서 타오-클라르제티 지역을 통치하게 되었다. 그들은 비잔티움 제국의 명목상 봉신으로써 이베리아 왕국을 세웠고, 888년까지 자신들의 지배권을 조지아 중부 지역(카르틀리)로 확장하면서 기반을 다졌다. 이 무렵 바그라티온 왕조는 세 분파로 나뉘어져 있었는데, 주요 거점은 타오였으며 나머지는 클라르제티였다.
마르완 이븐 무함마드의 조지아 침공(736년)은 압하지야인, 라즈인, 이베리아인의 동맹에 의해 격퇴되었다. 아랍 세력으로부터의 지속되는 침공, 그리고 비잔티움 제국에 대한 반발심의 증가는 조지아계 국가들이 단일 봉건 군주제로 통일되는 과정의 추진제가 되어주었다. 9세기에 조지아 정교회는 콘스탄티노플에서 분리되었고, 므츠헤타 대주교의 권위를 인정했다. 교회 언어가 기존의 그리스어에서 조지아어로 바뀐 것도 이 무렵이다.

## 역사

### 조지아의 통일

압하지야의 베디아 대성당에 있는 바그라트 3세의 프레스코화

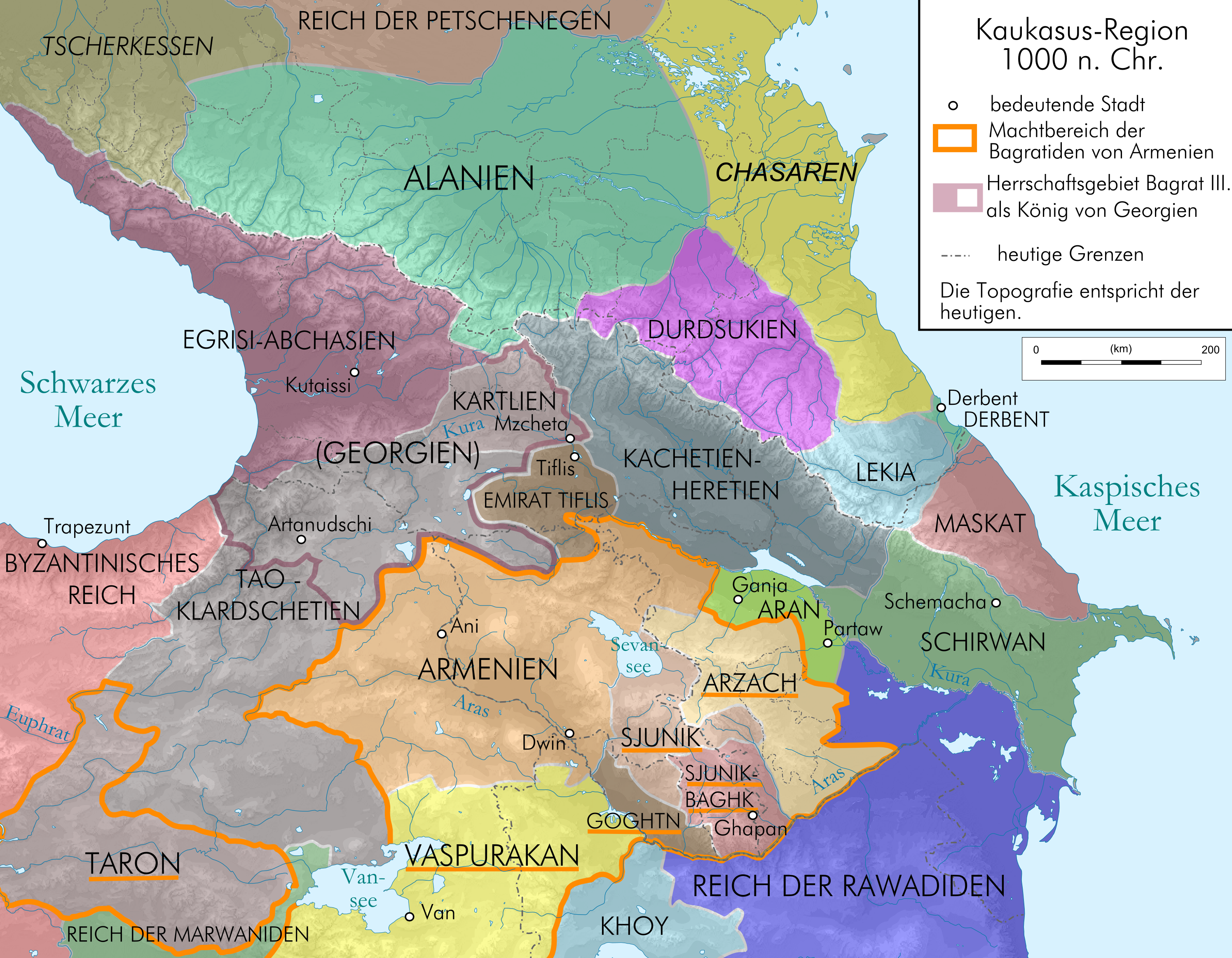
다비트 3세가 사망하기 직전인 1000년 무렵 이베리아 왕국의 영토

10세기 동안 이베리아 왕 다비트 3세는 주변의 적대 국가들을 모조리 정벌하면서 그 위세를 떨쳤다. 그의 치세 동안 이베리아 왕국의 영역은 북쪽의 타오-클라르제티부터 남쪽의 반 호수까지 이르렀다. 978년, 압하지야에서 친 이베리아 쿠데타가 일어나자, 그는 친척 구르겐의 친아들이자 자신의 양자였던 바그라트 3세를 압하지야의 왕으로 임명했다.:67–68
이후 다비트 3세와 구르겐이 잇달아 사망하면서, 바그라트 3세는 타오-클라르제티와 압하지야 전역을 석권하는 유일한 조지아 군주로 떠올랐다. 1008년, 그는 공식적으로 통일된 조지아 왕국의 군주를 선언함으로써 조지아 왕국을 출범시켰다.
그는 즉위하자마자 자신에게 복종하길 거부하는 카헤티 왕국에 대한 군사 원정을 단행하여, 1010년에 이를 성공적으로 마무리했다. 그는 이 시기에 자신을 "압하지야인, 란스, 카흐인, 카르트벨인의 왕"이라 칭했다. 또한 바그라트는 자신의 왕국을 안정시키기 위해서 왕권을 위협하는 클라르제티의 바그라티온 제후들의 자치권을 대폭 약화시켰다.
이후 바그라트는 아들 기오르기 1세의 왕위를 확보하기 위해 재차 사촌들을 숙청했으며, 그들의 영역을 대부분 합병시켰다. 이리하여 조지아 전역이 그의 손아귀에 들어갔다. 클라르제티 공작 슴바트 3세의 아들이 콘스탄티노플로 달아난 뒤 비잔티움 제국의 후원을 받고 그에게 맞섰으나, 대세를 뒤집지는 못했다.
바그라트 3세의 집권은 바그라티온 가문이 조지아에서 강력한 권력을 구축했다는 것과, 수 세기 동안 이 지역을 괴롭혀왔던 권력 투쟁이 종식되었다는 것을 의미했다. 비록 타오와 트빌리시와 같은 영토 일부가 각각 비잔티움, 아랍의 지배 하에 남아있었지만, 바그라트 3세는 안정적이고 평화로운 외교 정책을 펼침으로써 이들과의 별다른 분쟁 없이 그의 통치를 마무리할 수 있었다.

### 비잔티움 제국과의 전쟁과 평화

1045년 무렵 비잔티움 제국(노란색)과 조지아 왕국(하늘색)

기오르기 1세의 통치는 주로 비잔티움 제국과의 전쟁으로 점철되어 있었는데, 이것은 990년 비잔티움 황제 바실리오스 2세가 반역자 바르다스 포카스를 지원한 다비트 3세를 굴복시키고 인접한 이베리아 영토를 강제로 할양받은 일로부터 비롯된 것이었다. 기오르기 1세는 이를 되찾기 위해 기회를 노리고 있었고, 마침내 1015~1016년 바실리오스 2세가 불가리아 제1제국과 전쟁을 벌이자, 그는 이 틈을 타서 곧장 비잔티움 국경을 침범한 뒤 여러 지역을 약탈하고 타오를 점령했다.
1018년, 불가리아 제1제국이 멸망하고 불가리아 전역이 비잔티움 제국의 속주로 편입되었다. 이제 바실리오스 2세는 병력을 끌어모아 대대적인 조지아 정벌에 착수했다. 약 2년에 걸친 전쟁 끝에 승리를 가져간 것은 비잔티움 제국이었다. 이에 따라 기오르기 1세는 타오 지역과 서남부 영토 일부를 할양해야 했다. (나중에 이베리아 테마로 조직됨). 이때 그의 어린 아들도 인질로서 콘스탄티노플로 보내졌다.
기오르기 1세가 1025년에 사망하자, 8살 난 그의 아들 바그라트 4세가 그의 뒤를 이어 왕으로 즉위했다. 그는 나이가 너무 어렸기 때문에 모후 마리암이 클데가리 총독  리파리트 4세 및 카르틀리 공작 이바네와 함께 섭정을 맡았다. 그러나 타오, 트빌리시, 카헤티, 헤레티와 같은 대부분의 조지아 지역들이 외세의 지배 하에 들어가거나 독자적인 제후들의 통치를 받았으며, 귀족들의 충성심도 대단히 의심스러워졌다.

### 튀르크 대침공
11세기 후반, 중앙아시아에서 발흥한 셀주크 제국이 페르시아를 거쳐 소아시아 일대로 침입해왔고, 이에 따라 조지아 왕국과 비잔티움 제국 사이에 더 많은 협력이 이루어졌다. 바그라트 4세의 딸 마리아는 1066~1071년 사이에 비잔티움 황제 미하일 7세 두카스와 결혼하기도 했다.
1065년, 셀주크 술탄 알프 아르슬란이 카르틀리 지역을 침공하여 트빌리시를 점령하고 모스크를 건설했다. 그는 카르틀리에 총독을 임명하고 돌아갔다. 이에 기오르기 2세는 반격을 개시하여 셀주크 총독을 무찌르고 카르틀리를 겨우 탈환했다. 또한 다비트 3세가 바실리오스 2세에게 양도한 이래로, 조지아와 비잔티움 제국간의 분쟁의 근원이 됐던 타오 일대를 비잔티움 총독 그리고리오스 파쿠리아노스로부터 공식적으로 돌려받았다. 이는 만지케르트 전투 후 셀주크의 지속적인 공세에 직면한 제국이 조지아의 도움을 얻기 위한 조치였다. 이때 제국은 그에게 쿠로팔라테스에 더해 카이사르 칭호를 추가로 수여하며 동부 국경을 방비하는 임무를 맡겼다.
이후 셀주크 제국이 왕위 계승자들 간의 내전으로 일시적인 혼란에 빠지자, 기오르기 2세는 1074년 파트스키시 전투에서 간자의 셀주크 총독을 크게 물리쳤다. 그러나 1076년, 단독 군주로 즉위한 셀주크 술탄 말리크샤 1세가 조지아를 침공하여 여러 마을과 도시를 파괴했다. 이후 1079년부터 대대적인 침공이 가해지면서 조지아 전역이 황폐화되었다. 결국 그는 매년 막대한 공물을 바치고 셀주크 술탄에게 충성을 서약한다는 조건으로 항복을 구걸해야 했다.

### 조지아 레콘키스타

#### 다비트 4세

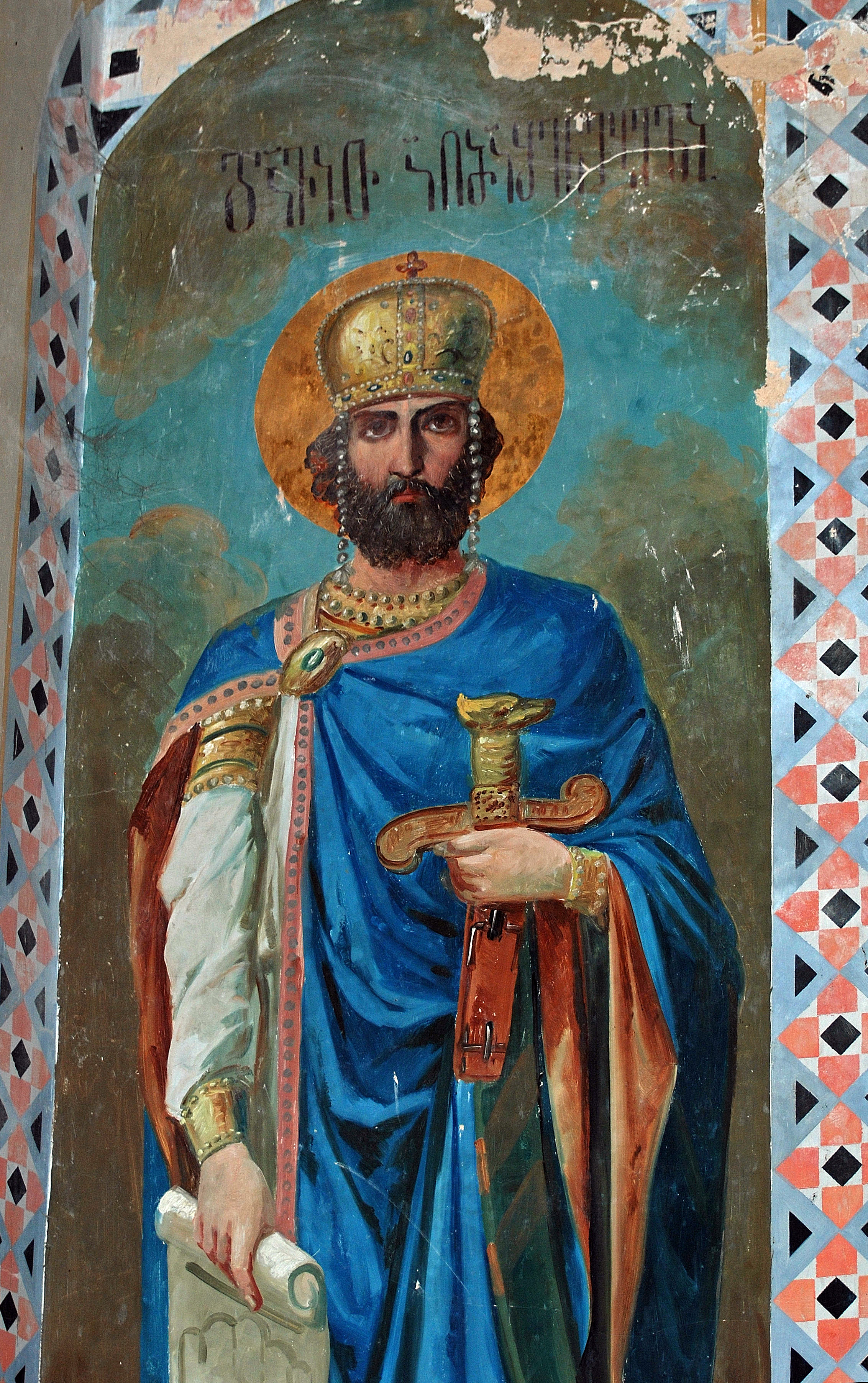
시오-므비메 수도원에 그려진 다비트 4세의 프레스코화

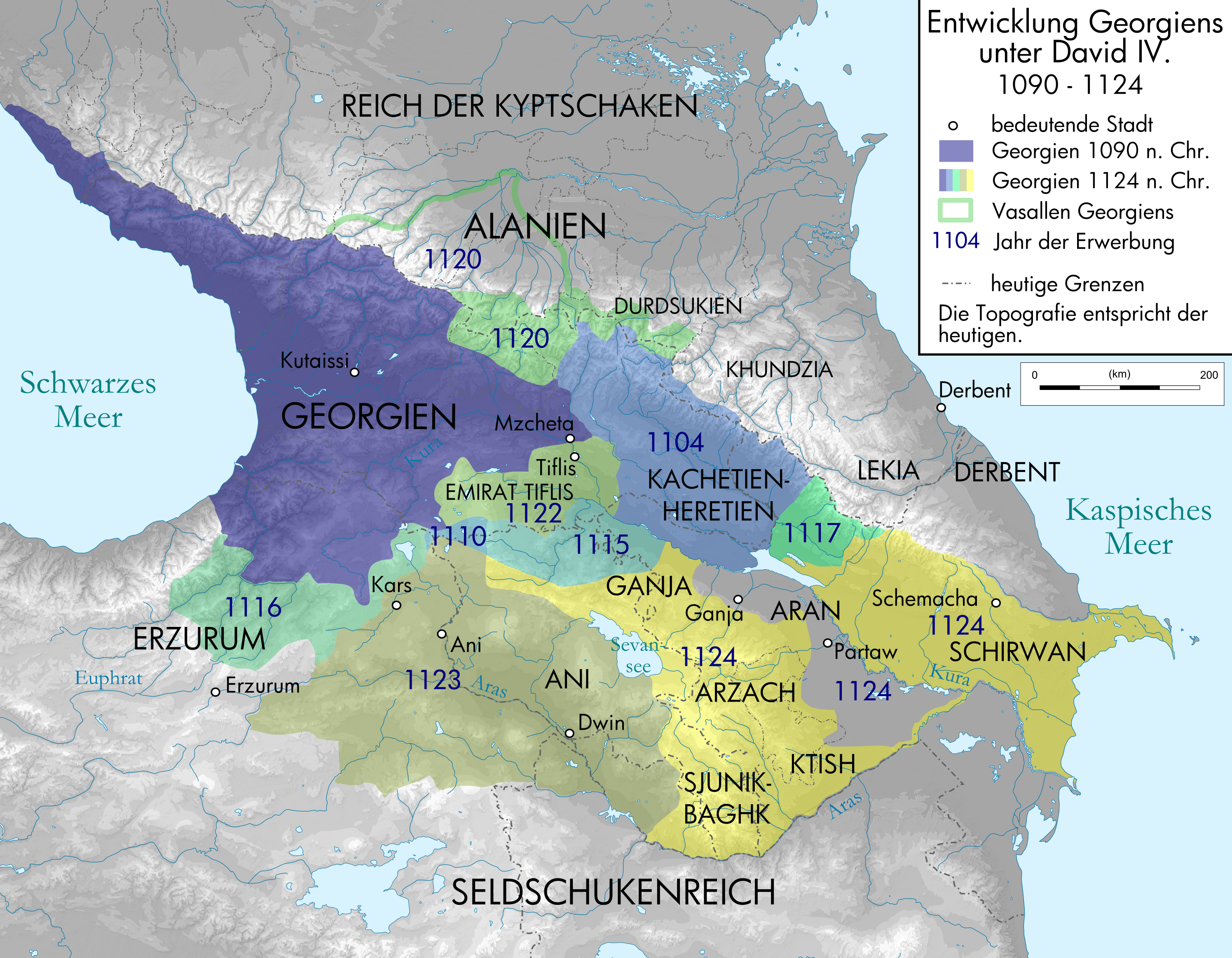
다비트 4세 치하 조지아 왕국의 영토

1088년, 대규모 지진이 조지아를 강타하면서 막대한 인명·재산 피해가 발생했다. 튀르크인들의 지속적인 침략으로 인해 파탄 지경에 놓여 있던 민심이 이로 인해 폭발 직전까지 이르자, 기오르기 2세는 더 이상 버티지 못하고 1089년 아들에게 왕위를 물려준 뒤 권좌에서 물러났다.
실패와 굴욕으로 점철된 치세를 보낸 끝에 불명예스럽게 퇴위한 아버지의 뒤를 이어 즉위한 다비트 4세는 그의 궁정 장관 콘디디의 기오르기와 함께 국가 재건 사업에 착수했다. 우선 그는 튀르크인들에게 수차례 패배하여 사기가 떨어진 군대를 대대적으로 재편성했고, 소수의 귀족과 왕족이 지휘하고 농민군이 주축이 된 몇 개의 소규모 부대를 조직한 뒤 산악 지대와 숲속에서 유격전을 전개하도록 했다.
1089~1100년까지 실시된 이러한 작전은 대개 큰 성과를 거두었으며, 이를 바탕으로 자신감을 얻은 다비트 4세는 1099년에는 셀주크 술탄에게 경의를 표하는 것을 거부하기도 했다. 튀르크인들이 물러감에 따라 많은 조지아인들이 그들의 터전으로 돌아가기 시작했고, 덕분에 전쟁으로 파괴된 마을이 재건되었을 뿐만 아니라 때에 맞춰 농업 진흥 정책이 실시됨으로써 황폐화되었던 왕국의 경제가 어느정도 회복되기 시작했다.
한편 당시 국제 정세는 조지아에게 유리하게 돌아가고 있었다. 한때 서아시아 전역에 막강한 위세를 떨치던 셀주크 제국은 1092년 말리크샤 1세가 사망한 뒤 극심한 내분에 시달렸다. 여기에 1096년 제1차 십자군 원정이 벌어지면서 아랍권의 시선은 십자군 쪽으로 쏠렸다. 이것은 내부를 대거 정비하여 외부로의 상당한 국력 투사가 가능해진 조지아 왕국에게는 최적의 타이밍이었다.
1118년까지, 카헤티 왕 아그사르탄 2세와 같은 수많은 지역 통치자들이 다비트 4세의 군사 원정 앞에 모조리 쓸려나갔다. 도중에 그는 인근의 이슬람 토후국들에 대한 원정 역시 감행하기도 했다. 1110년 삼쉬빌데가 조지아군에게 함락되었으며 이를 되찾기 위해 쳐들어온 무슬림군 역시 섬멸되었다. 1115년, 조지아군은 여세를 몰아 루스타비를 공략함으로써 트빌리시를 이슬람 세계로부터 완전히 고립시켰다.
1118~1120년 사이에는 수만 명의 쿠만인과 킵차크인들이 이 지역에 정착하면서 주요한 군사 개혁이 이루어졌다. 다비트 4세는 이들에게 정착할 수 있는 토지를 주고 정규군으로 편입시켰으며, 주로 셀주크 제국과 인접한 국경 변경 지역의 방비를 맡겼다. 이것은 다비트 4세가 킵차크 칸의 딸 구란두크트와 결혼하여 그들과 동맹을 맺은 덕분에 이루어진 일이었다.
1120년에 들어, 다비트 4세는 이전보다 더욱 팽창적인 외부 정책을 펼쳤다. 그는 이웃한 시르반과 카발라를 침공했고, 거기서부터 캅카스 동부와 남서부에 걸친 셀주크 영토를 성공적으로 공격하기 시작했다. 1121년, 갈수록 강성해지는 조지아 왕국에 위협을 느낀 인근의 토후국들이 셀주크 제국의 마흐무드 2세와 연합하여 지하드를 선포하고 쳐들어 왔으나, 디드고리 전투에서 다비트 4세에게 대패했다. 얼마 지나지 않아, 다비트 4세는 당시 조지아에 남아 있던 마지막 무슬림 정착지 중 하나인 트빌리시를 점령하고 그곳을 조지아 왕국의 새로운 수도로 선포함으로써 조지아 황금기의 시작을 알렸다.
1123년, 다비트 4세는 아제르바이잔의 시르반샤를 공격하여 영토의 절반을 빼앗아갔으며 조지아 남부의 마지막 셀주크 요새인 드마니시를 해방시켰다. 1124년에는 카스피해의 중요한 항구 도시인 데르벤트를 공략하고 헤레티 왕국 역시 복속시켰다. 얼마 후 다비트 4세는 시르반과 함께 아르메니아의 역사적인 수도 아니를 무슬림의 지배로부터 탈환했으며, 자신을 "아르메니아와 조지아의 왕"으로 칭했다. 이리하여 캅카스의 무슬림 권력은 모조리 파괴되었고, 조지아 왕국의 영토는 흑해에서 카스피해까지 이르는 캅카스 남부 전체를 뒤덮었다.

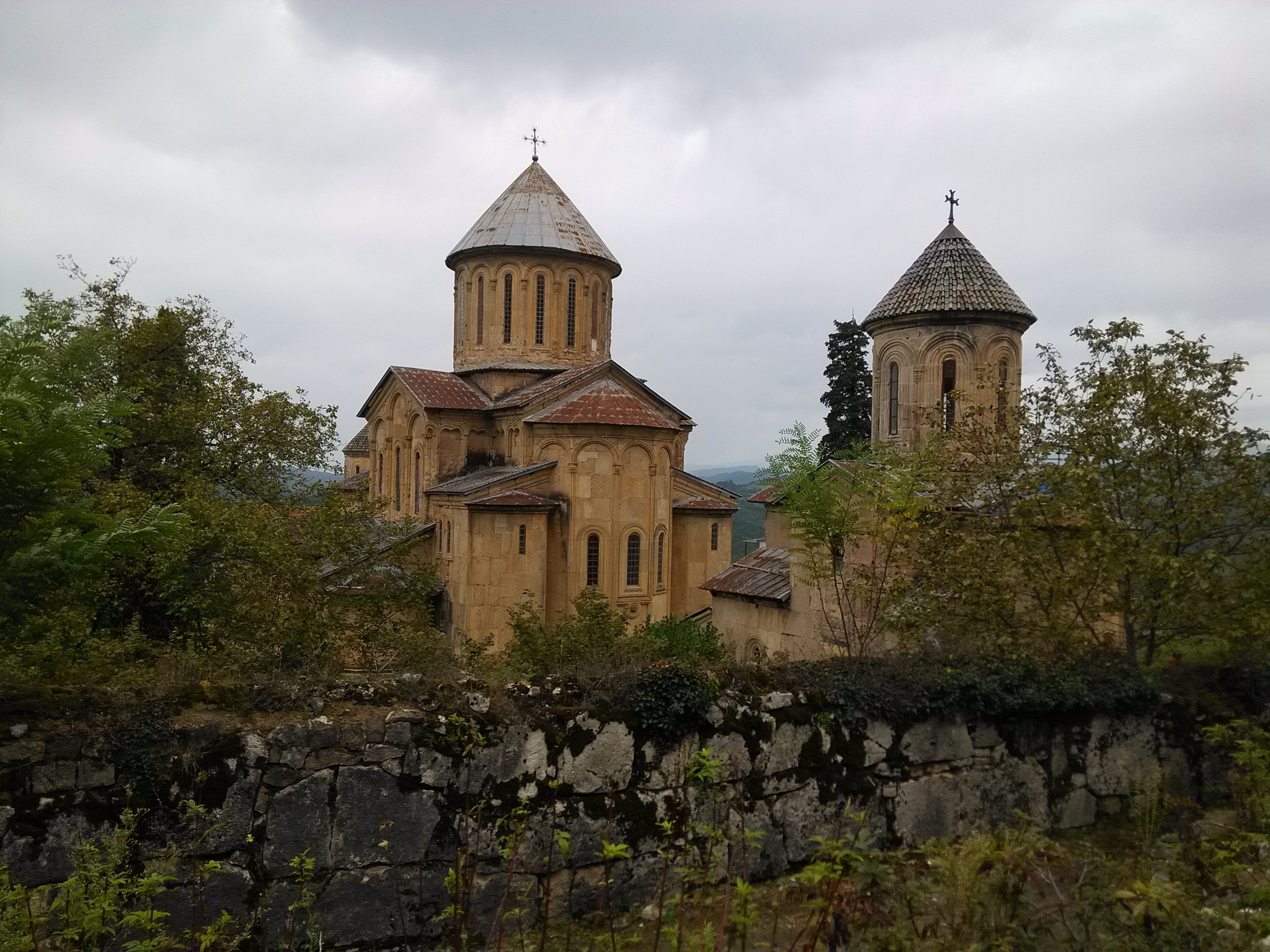
유네스코 세계문화유산으로 선정된 젤라티 수도원의 오늘날 모습

군사적인 업적 이외에도, 그는 조지아 교회 건설을 대대적으로 후원했고, 북부의 현지 주민들과 경제 및 문화 교류를 장려했으며, 캅카스 남부에서 대 캅카스 산맥을 거쳐 캅카스 북부까지 이어지는 교역로를 통제함으로써 일대에 대한 조지아 왕국의 영향력을 대폭 강화했다. 그러면서도 비잔티움 제국에 자신의 딸 카타를 시집보내, 이슬람 세력에 대항하는 양자의 동맹 관계를 굳건히 했다.
다비트 4세는 당시 "새로운 헬라스", "제 2의 아토스"라 알려진 겔라티 수도원을 설립했다. 그는 또한 회개의 찬송가와 여덟 개의 자유곡 시편을 작곡하는 등, 예술적으로 유능한 군주이기도 했다.

#### 디미트리오스 1세

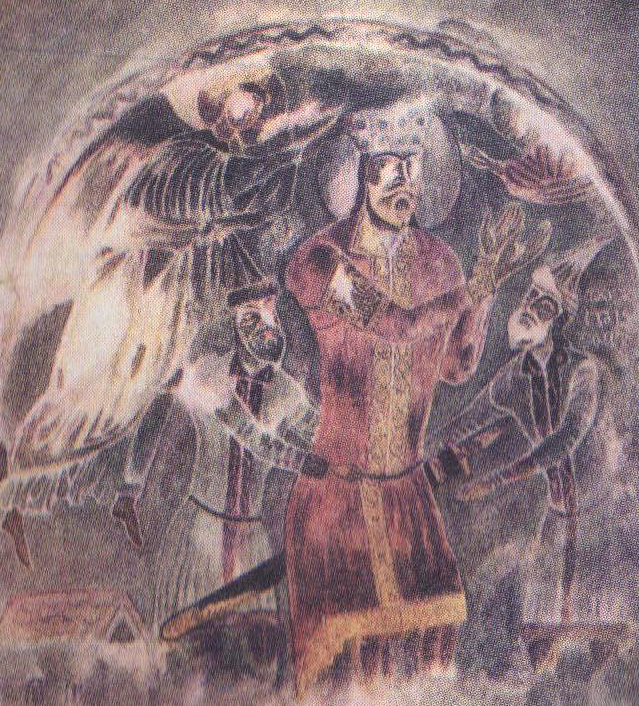
1140년에 그려진 마츠흐바라시 수도원의 데메트리오스 1세 대관식 프레스코화

다비트 4세의 아들 디미트리오스 1세 치하에서 조지아 왕국은 계속 번영을 이어갈 수 있었다. 그는 트빌리시의 무슬림들에게 세금 면제와 종교적인 특권을 주는 등 관용 정책을 베풀었지만, 한편으로 조지아 왕국과 적대하는 외부의 무슬림 통치자들에게는 단호한 태도를 취했다. 1129년 또는 1130년, 그는 자신을 상대로 반란을 일으킨 시르반샤를 제압한 후 미누히르 2세를 그곳의 지배자로 앉혔다. 이후 시르반샤는 조지아 왕이 요구할 때마다 그들의 군대를 제공해야 하는, 사실상의 속국으로 전락했다. 1130년, 아흘라트 토후국의 술탄 샤 아르멘 쇠크멘 2세가 아니를 조지아 왕국으로부터 탈환하기 위해 아르메니아 지역을 침공했다. 디미트리오스 1세는 이에 맞섰지만, 다른 전선에서도 적이 준동하자 아버지 대부터 조지아와 협력한 샤다드 왕조의 아미르 파들 이븐 마흐무드에게 아니를 양보해야 했다.
1139년, 그는 간자를 공격하여 중대한 타격을 입힌 뒤, 도시의 성문을 떼어내어 조지아로 가져오고는 젤라티 수도원에 기증했다. 그러나 그는 무슬림들의 극심한 저항으로 인해 도시와 주변 지역을 오랫동안 장악할 수 없었다. 이후 1143년에 간자는 엘디귀즈 왕조의 술탄에 의해 탈환되었다. 아르메니아의 학자 므키타르 고쉬에 따르면, 디미트리오스 1세는 결국 간자를 정복했지만, 엘디귀즈 왕조와 결혼 동맹을 맺을 때 지참금으로 그곳을 넘겼으며, 술탄은 휘하의 아미르를 임명하여 간자를 통치했다고 한다. 이 무렵 이복형제 바크탕을 왕위에 옹립하려는 음모가 발각되자, 그는 음모자들을 체포해 모조리 처형하고 바크탕을 실명시킨 뒤 감옥에 보내 곧 죽게 했다.
1154년, 아니의 아미르 파크르 앗 딘 샤다드는 그의 주군 살투크 2세에게 당신의 딸을 아내로 삼고 싶으니 허락해달라고 청했으나 거부당했다. 이에 원한을 품은 그는 디미트리오스 1세와 비밀 동맹을 맺었다. 얼마 후, 살투크는 봉신으로 삼아달라는 파크르 앗 딘의 요청을 수락하고 아니로 이동하던 중에, 미리 매복하고 있던 조지아군의 습격으로 사로잡혔다. 이웃 무슬림 통치자들과 살투크의 아들들이 10만 디나르를 제공하며 아버지를 풀어달라고 요청하자, 그는 살투크가 조지아와 다시는 싸우지 않겠다고 맹세하게 한 뒤 석방했다.
비록 그의 통치 기간 동안 왕위 계승과 관련된 파괴적인 가족 간의 갈등이 있었지만, 강력한 군대와 함께 조지아는 중앙집권적인 국가로 남아 있을 수 있었다. 한편 재능 있던 시인인 디미트리오스 1세는 또한 조지아의 종교 음악에 그의 아버지와 함께 지대한 공헌을 계속했다. 그가 작곡한 찬송가 중 가장 유명한 것은 ≪포도밭의 당신≫이다.

#### 기오르기 3세
디미트리오스 1세는 1156년 그의 아들 기오르기 3세에 의해 계승되었다. 그는 아버지보다 더욱 공격적이고 팽창주의적인 외부 정책의 단계를 시작했다. 즉위한 그 해, 기오르기 3세는 남부의 아흘라트 토후국을 상대로 선제 공격을 감행하여 성공적으로 마무리했고, 그들의 영토를 습격하여 약탈을 자행하고 수많은 포로들을 사로잡았다. 1161년에는 옛 바그라투니 왕국의 수도였으며 다비트 4세 시절 조지아에 복속되었다가 디미트리오스 1세 대에 다시 무슬림에게 넘어갔던 아르메니아의 아니를 탈환하고, 이바네 오르벨리 장군을 그곳의 통치자로 임명했다. 이에 아흘라트 토후국의 샤 아르멘 쇠크멘 2세, 디야르바키르의 통치자 코트바드 디닐 가지, 에르주룸의 알 말리크 등이 연합하여 조지아 왕국에 대항했지만, 기오르기 3세는 이들과의 전투에서 승리를 거두었다. 1162년 여름, 3만 명에 달하는 조지아 대군이 진군하여 아르메니아의 또 다른 역사적인 도시 드빈을 점령했다.

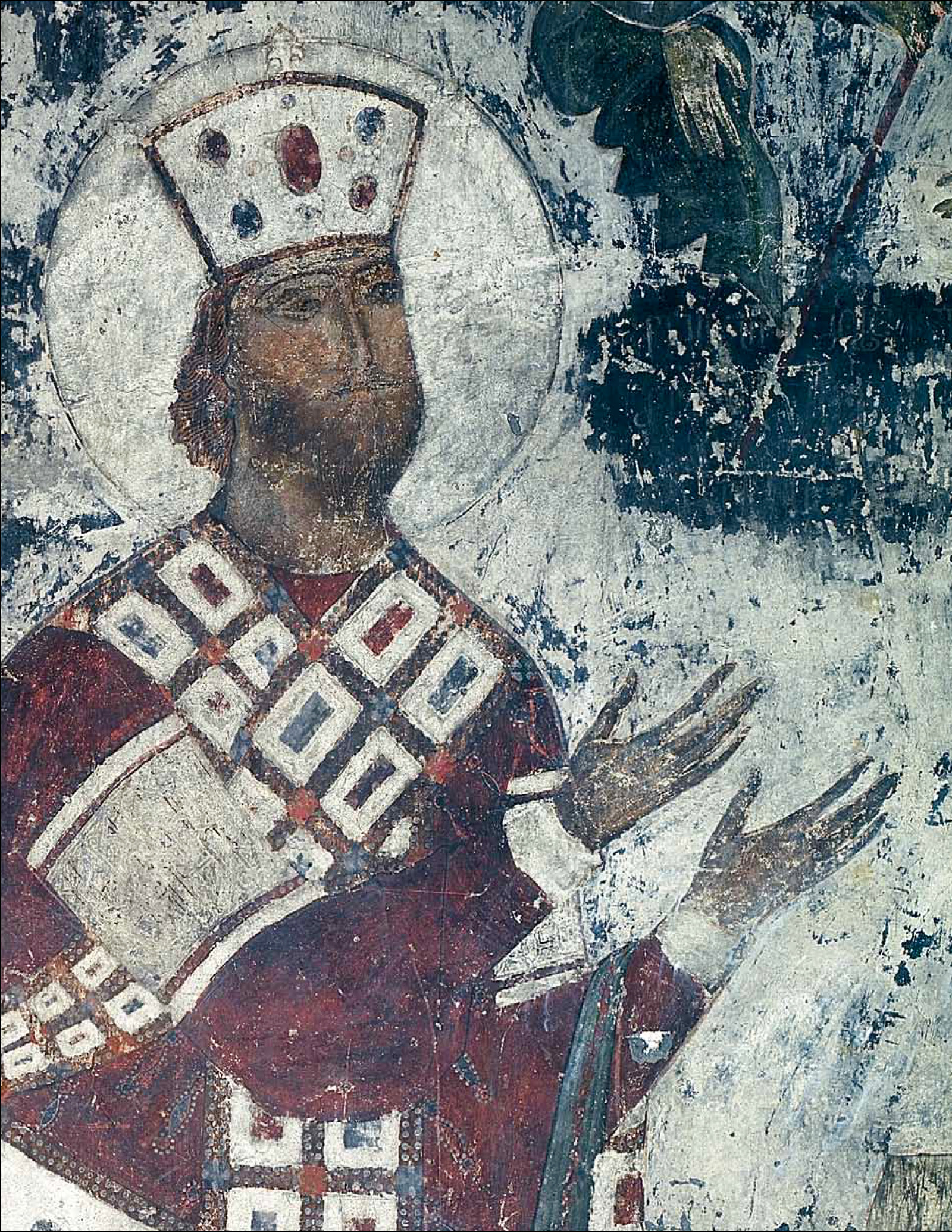
바르치아 유적지에 그려져 있는 기오르기 3세의 프레스코화

1163년 초 엘디귀즈 왕조의 샴스 웃 딘 일데니즈, 아흘라트 토후국의 세이페틴 베테무르, 아마딜르 토후국의 아르슬란 아바, 아르젠의 아미르 파흐룻 딘, 살투크 2세 등으로 구성된 무슬림 연합군이 대대적으로 조지아를 침공했다. 조지아군은 이들에 맞서 싸웠지만 패배했으며, 이슬람 군대가 가기 요새를 공략하고 게가르쿠니크 일대를 황페화시킨 뒤 아니로 진군했다. 하지만 1166년 초 기오르기 3세는 결정적인 반격을 가하여 이들을 격퇴했다. 이후 그는 아란으로 진군하여 간자를 탈환하고 일대를 황폐화시켰으며, 막대한 재물과 포로들을 확보한 뒤 본국으로 귀환했다.
이후 일데니즈가 휴전을 제안하자, 그는 이를 수용하여 아니를 샤다드 왕조에게 돌려 주었다. 그러나 그는 1174년 재차 아니를 점령하고 이바네 오르벨리를 그곳의 총독으로 삼았다. 이후 일데니즈는 다른 무슬림 통치자들과 함께 두 차례에 걸쳐 조지아를 침공했는데, 조지아인들은 첫 번째 공격은 성공적으로 격퇴했으나 두 번째 공격에서는 아니를 상실하고 말았다. 1175년에 아니는 재차 샤다드 왕조에게로 돌아갔다.

### 황금시대

타마르 여왕 통치 하의 조지아 왕국

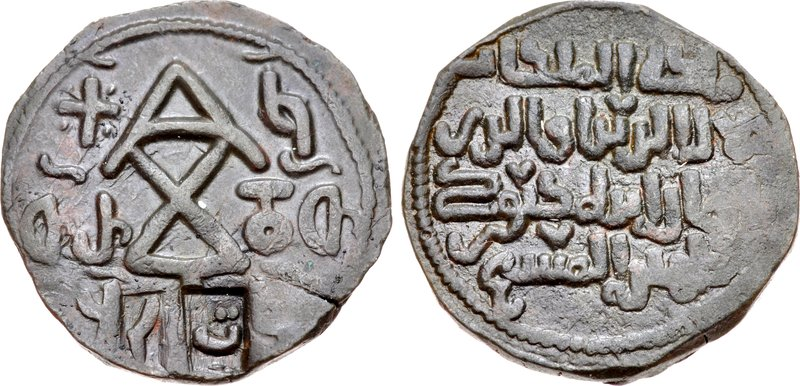
타마르의 모노그램이 특징인, 조지아어와 아랍어 둘 다 새겨진 1200년대의 조지아 구리 동전

통일 군주제는 11세기 내내 비잔티움 제국과 셀주크 제국 사이에서 불안정한 독립을 유지했으나, 셀주크인들의 공격을 격퇴하고 1122년 트빌리시를 재정복함으로써 조지아의 통일을 본질적으로 완성한 "건설자" 다비트 4세(1089–1125)의 통치 하에서 전성기의 기틀을 마련했다. 이후 반복되는 왕조 내부의 투쟁에도 불구하고, 조지아 왕국은 디미트리오스 1세(1125–1156)와 기오르기 3세(1156–1184), 특히 그의 딸 타마르(1184–1213)의 통치 기간 동안 계속 번영했다.
비잔티움 제국의 쇠퇴, 그리고 셀주크 제국의 해체로 조지아는 오늘날의 러시아 남부에서 이란 북부로, 그리고 서쪽으로는 아나톨리아 반도로 뻗어나가는 이 지역의 우세한 국가들 중 하나가 되었다. 조지아 왕국은 대략 11세기 후반에서 13세기 초반에 걸친 중세의 역사적인 시대(조지아 황금기)를 가져왔으며, 이 기간 동안 조지아는 전무후무한 정치적·경제적 발전의 정점에 이르렀다. 이 시기에는 군사적인 팽창 외에도 건축 양식, 회화 기법 및 문학 등의 대단한 발전이 이루어졌으며, 조지아 정교회 미술의 번영과 세속적인 문학 작품들의 놀라운 탄생들이 이어졌다. 이것은 또한 소위 조지아 르네상스(또는 동방 르네상스)를 포함했는데, 이 기간 동안 조지아 왕국에서는 다양한 인문 활동, 철학 및 건축과 같은 예술 분야가 대단히 융성하기도 했다.

#### 타마르 여왕
1184년, 조지아 왕국 최초의 여왕으로 등극한 타마르는 재위 초기부터 귀족들의 대대적인 반발에 부딪쳤다. 그러나 얼마 지나지 않아, 그녀는 남편 유리 보골류브스키가 일으킨 쿠데타를 포함한 몇몇 내부 소요를 성공적으로 진압하고 귀족들을 대거 숙청함으로써 강력한 왕권을 확립할 수 있었다. 이후 타마르는 스스로를 "mepet mepe"(왕 중의 왕)이라 칭하며 그 누구도 자신의 권위에 도전할 수 없다는 것을 명백히 표명했다.
1190년대 초부터 조지아 왕국은 점차 아제르바이잔과 아르메니아 지역에 영향력을 뻗치기 시작했고, 곧 그곳의 이슬람 왕조들(엘디귀즈 왕조, 시르반샤)과 충돌하게 되었다. 1195년, 다비트 소슬란이 이끄는 조지아 군대가 샴키르 전투에서 엘디귀즈 아타베그 아부 바크르를 대파한 뒤 도시를 함락시켰다. 이로 인해 엘디귀즈 왕조는 크게 약화되었으며 시르반샤는 조지아 왕국의 봉신으로 전락하고 말았다.
기독교로 개종한 쿠르드족 출신의 형제 자카레와 이바네 음하르그르젤리는 아라라트 평원으로 진격, 그곳의 요새와 도시들을 모조리 점령하고 샤다드 왕조로부터 아니를 탈환했다. 이후 두 형제는 아니를 기반삼아 주변의 이슬람 토후국들을 잇따라 공략함으로써 중앙 아르메니아 일대를 평정했다.
이러한 조지아의 팽창에 두려움을 느낀 룸 술탄국의 통치자 술레이만샤 2세는 휘하 아미르들을 규합하여 조지아로 진격했다. 이때 그는 타마르에게 서신을 보내 그녀를 "단순한 여왕"이라 부르면서, 그녀가 이슬람교로 개종한다면 아내로 맞이하겠지만 그렇지 않는다면 여노예로 삼겠다고 비아냥거렸다. 이에 타마르는 군대를 소집한 뒤 교회 발코니에서 이교도의 침략으로부터 가족과 교회를 수호하라고 연설했다. 1203년 또는 1204년, 다비트 소슬란이 이끄는 조지아군은 술레이만샤 2세를 상대로 바시아니 전투에서 결정적인 승리를 거두었다.

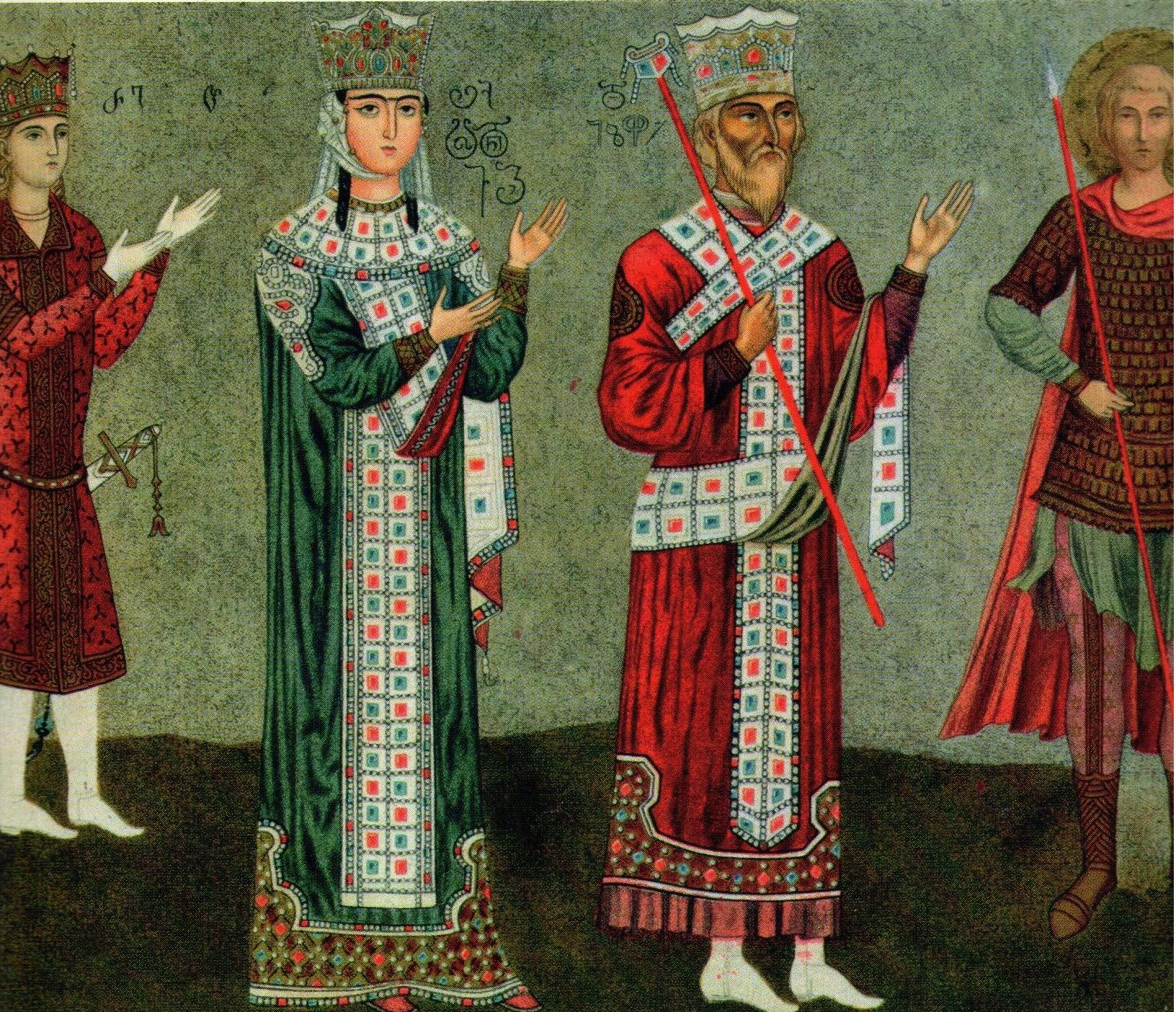
타마르와 그녀의 아버지 기오르기 3세를 묘사한 프레스코화. 베타니아 수도원에 그려져 있던 것을 복원한 것이다.

1203~1205년 사이, 조지아 왕국은 드빈을 점령하고 두 차례에 걸쳐 아흘라트 토후국으로 쳐들어갔으며, 카르스와 에르진잔의 아미르들을 모두 제압했다. 1206년 에르주룸의 아미르가 조지아 왕국에 복종하기를 거부하자, 다비트 소슬란의 지휘 아래 조지아 군대는 아라스 강 주변의 요새들과 마을들을 공략하기 시작했다. 카르스의 아미르는 아흘라트 통치자에게 도움을 요청했지만 후자는 이에 응하지 못했고, 곧 1207년 아이유브 술탄국에게 점령되었다.
1209년 조지아 왕국은 아이유브 술탄국의 아르메니아 고원 통치에 도전했고, 기독교 군대에 의한 해방 전쟁을 이끌었다. 조지아 군대가 아흘라트를 포위하자, 아이유브 술탄 알 아딜은 자지라의 아이유브 아미르 알 아와드를 지원하기 위해 다른 아이유브 제후국들 뿐만 아니라 홈스, 하마, 바알베크에서 군대를 끌어모아 곧장 진격했다. 포위전이 진행될 즈음 이바네 음하르그르젤리가 실수로 적군에게 사로잡히면서 전세가 조지아군에게 불리하게 돌아갔다. 알 아와드는 그를 석방하는 대가로 30년 간의 휴전을 맺기를 요청했고, 따라서 조지아의 위협을 종식시킬 수 있었다. 이로 인해 조지아의 아르메니아로의 팽창은 교착 상태에 빠졌고, 반 호수 일대는 다마스쿠스의 아이유브 아미르들에게로 넘어가게 되었다.

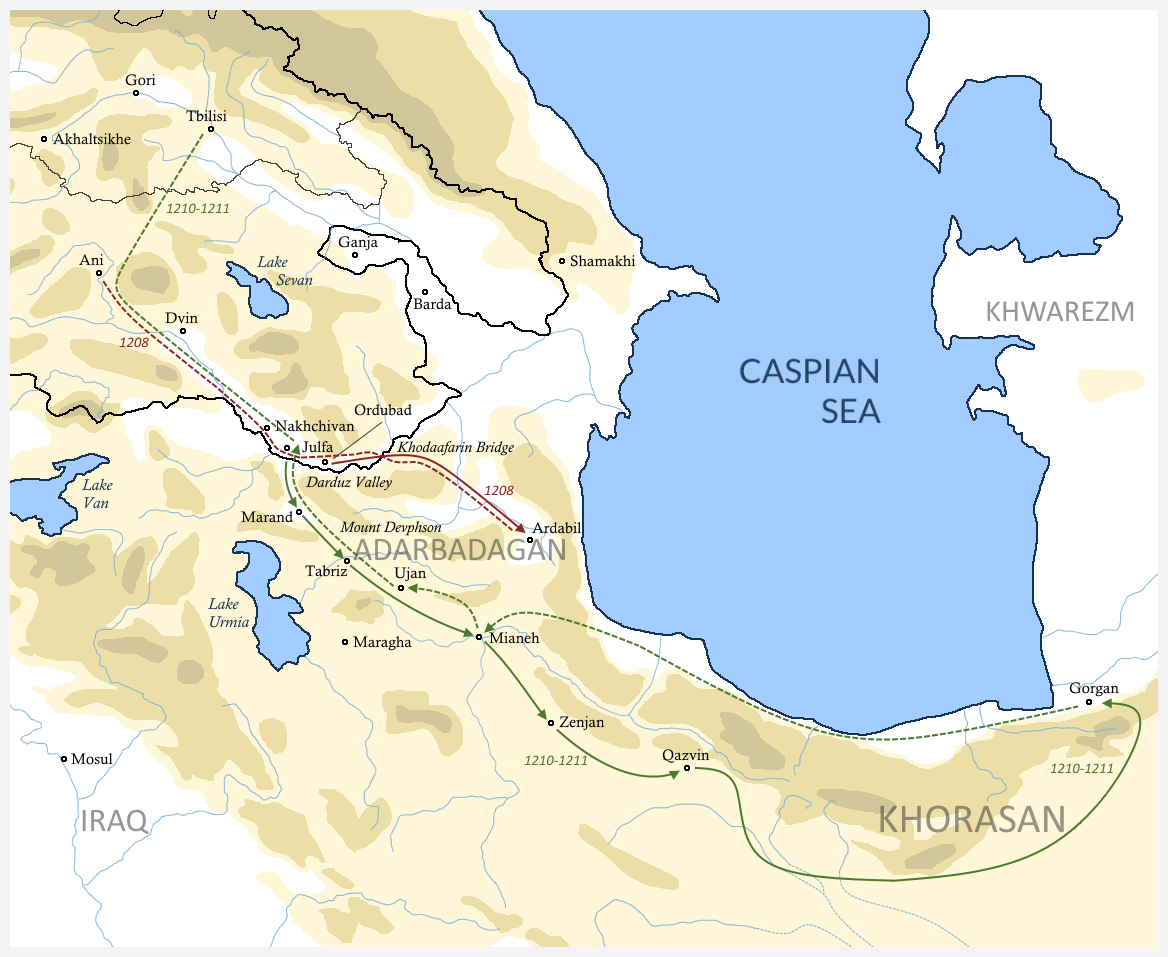
자카레 음하르그르젤리의 아제르바이잔~페르시아 원정로

1207년 다비트 소슬란이 병사한 후에도 조지아의 확장은 지속되었다. 1209년 부활절에 엘디귀즈 왕조 봉신인 아르다빌의 통치자가 아니를 습격하여 기도 중이던 12,000명의 아르메니아인들을 무차별 학살했다. 이 소식에 분노한 타마르는 자카레 음하르그르젤리에게 군대를 주어 아제르바이잔 응징을 명령했다. 1210년, 자카레와 조지아 군대는 라마단 기간에 아르다빌을 급습했고, 나흐츠반을 지나 줄파, 마란드, 타브리즈, 잔잔, 카즈빈, 고르간으로 계속 진군하면서 도중에 마주친 여러 정착지를 약탈했다. 이 원정으로 조지아 왕국의 영향력은 아제르바이잔을 넘어 페르시아 북부까지 도달했고, 여러 도시들이 타마르에게 복종을 맹세하며 공물을 바치게 되었다.
타마르 치세에 벌어진 가장 놀라운 사건 중 하나는 1204년 흑해 연안에 트라페준타 제국이 수립된 일이었다. 그 나라의 창건자는 타마르의 조카인 알렉시오스 1세였다. 그녀는 제4차 십자군으로 인해 비잔티움 제국이 붕괴된 틈을 이용하여 조지아의 남서부 지역에 우호 국가를 마련하려는 의도를 가지고 있었던 듯 하다. 타마르는 트라페준타 제국이 그곳에 자리를 잡도록 상당한 지원을 해줌으로써 그들을 조지아 왕국의 동맹국으로 끌어들였다.

발칸 반도와 근동 지역에 설립된 중세 조지아 수도원들을 표시한 지도

다른 한편으로, 타마르는 아이유브 술탄국에 의해 기독교의 성지 예루살렘이 함락되고 십자군이 패배한 상황을 적극적으로 활용하여 국제 무대에서 조지아 왕국이 중동 기독교인의 수호자로 인식되도록 유도했다. 조지아 선교사들은 북부 캅카스에서 주로 활동했으며, 그녀의 후원으로 지중해 동부 연안에 이르는 광범위한 지역에 수도원 공동체가 대거 설립되었다. 중세 조지아 연대기는 이집트에서 불가리아, 키프로스에 이르기까지 수많은 교회와 수도원이 그녀의 지원 덕분에 설립되었다고 언급한다.
이러한 정책의 일환으로써, 타마르는 중동, 그중에서도 특히 예루살렘의 교회를 보호하는 데 많은 관심을 보였다. 살라흐 앗 딘 유수프의 전기를 기술한 바하 앗 딘 이븐 샤다드에 따르면, 1187년 살라흐가 예루살렘을 점령한 직후 타마르가 사절을 보내어 예루살렘에 있는 조지아 수도원의 몰수된 재산을 반환해달라고 요구했다고 한다. 이후 살라흐의 반응은 기록되지 않았지만, 아마도  그녀의 이같은 노력은 성공한 듯하다. 또한 그의 다른 기록에는 타마르가 성십자가를 얻기 위해 비잔티움 황제보다 더 많은 액수를 제시한다고 기술했다.
당시 예루살렘 총대주교였던 자크 드 비트리는 다음과 같은 기록을 남겼다.
또한 동양에는 매우 호전적이고 용감하게 전투에 임하며, 신체가 강건하고 강력한 힘을 가지고 있는 또 다른 기독교인들이 있다. 이들은 전적으로 이교도들의 나라에 둘러싸여 있으며[...] 이들은 특별히 성 게오르기우스를 경외하고 숭배하기 때문에 조지아인이라고 불린다. 주님의 성묘를 순례하러 올 때마다, 그들은 신성한 도시로 당당히 행진한다[...] 왜냐하면 그 어느 사라센인들도 감히 그들을 추행할 수 없기 때문이다.

이 시기에는 기독교와 세속주의, 비잔티움 및 페르시아 양식이 혼합된 독특한 조지아 문화가 번영했다. 하지만 조지아인들은 스스로와 기독교와의 연관성을 지속적으로 강조하고, 왕권을 신에게서 받았음을 천명하는 조지아식 군주제와 함께 계속 이슬람 동방이 아닌 비잔틴 서방과 그들을 동일시했다. 한편 조지아 정교회의 건축 양식이 재설계되고, 일련의 대규모 돔형 대성당이 세워진 것도 이 무렵이다. 현재까지 남아있는 조지아 교회의 기념비적인여왕 초상화는 대체로 비잔티움 예술을 그 모델로 삼았지만, 여성의 아름다움과 이상형을 강조하는 페르시아 예술의 특징도 어느정도 가미되어 있다.
조지아인들은 전쟁을 치르면서도 이슬람 세계와 꾸준히 무역 거래를 이어감으로써 그들의 문화를 일부 수용하기도 했는데, 이것은 조지아어·아랍어 양측의 언어로 쓰여진 당시의 조지아 주화에 반영되었다. 1200년경 타마르의 이름으로 주조된 동전의 한쪽에는 현지식으로 변형된 비잔티움 동방 정교회 상징물이, 다른 한쪽에는 그녀를 "메시아의 대변자"로 묘사하는 아랍어 글귀가 적혀 있었다. 같은 시기에 서방에서 전해진 기독교식 도덕과 가부장적 문화가 퍼지면서 이런 류의 내용을 서술한 조지아 연대기가 계속해서 번성했고, 이를 현지식으로 재해석한 독창적인 세속 문학이 숱하게 등장하기 시작했다. 이는 훗날 "기사도 시대"의 이상을 기념하고 조지아 문학의 가장 위대한 업적 중 하나로 추앙받는 서사시 《표범의 가죽을 쓴 기사 vepkhist'q'aosani》가 창작되면서 절정을 이루었다.

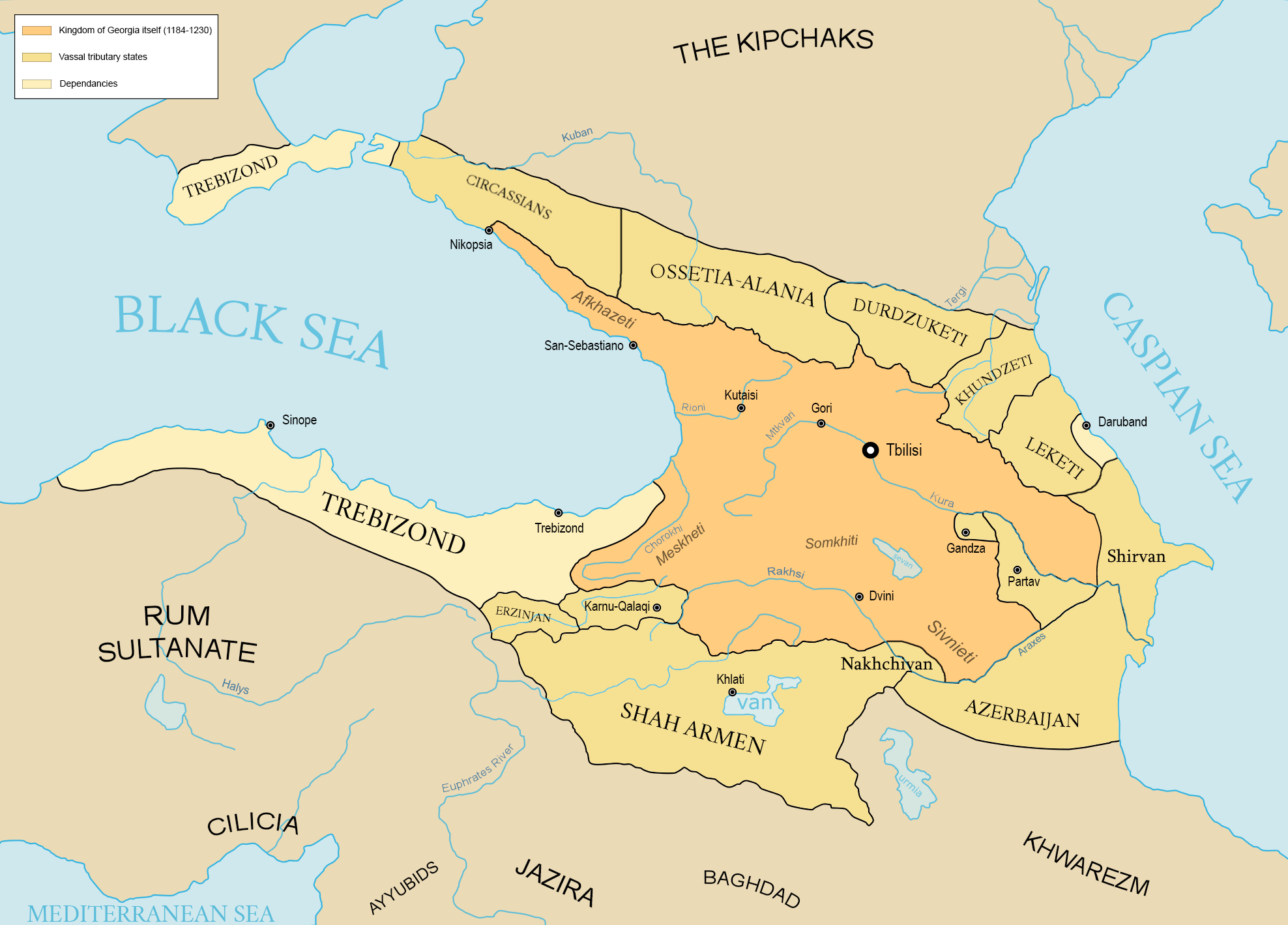
타마르의 통치 아래 최대 영토 범위와 영향권에 도달한 조지아 왕국

타마르의 통치가 끝나갈 무렵, 조지아의 국력과 영향력은 절정에 이르렀다. 그녀의 치세에 조지아 왕국은 북쪽의 캅카스 산맥에서 남쪽의 에르주룸, 북서쪽의 지기이에서 남동쪽의 간자까지 이르는 범캅카스 제국을 형성했다. 또한 아르메니아 북부 및 중부의 자카르 왕조, 아제르바이잔의 시르반샤가 조지아의 통치에 순종하며 스스로를 종속국으로 낮추었으며, 서남부의 트라페준타 제국은 그들의 충실한 동맹임을 자처했다. 동시대 조지아의 역사학자는 타마르를 "폰토스 해에서 흑해, 카스피 해에서 스페리와 데르벤트, 그리고 캅카스 전역에서 하자리아와 스키티아에 이르기까지" 모든 땅의 주인이라고 칭송한다.
그녀는 치세 말기에 아들 기오르기 4세를 공동 군주로 임명하고 함께 통치하다가, 1213년 1월 13일 수도 트빌리시 인근에서 갑작스럽게 사망했다. 당시에는 몰랐을 테지만, 그녀의 사망은 조지아 황금시대의 종말을 예고했다.

### 황금시대의 종말

#### 호라즘 제국과 몽골의 침략

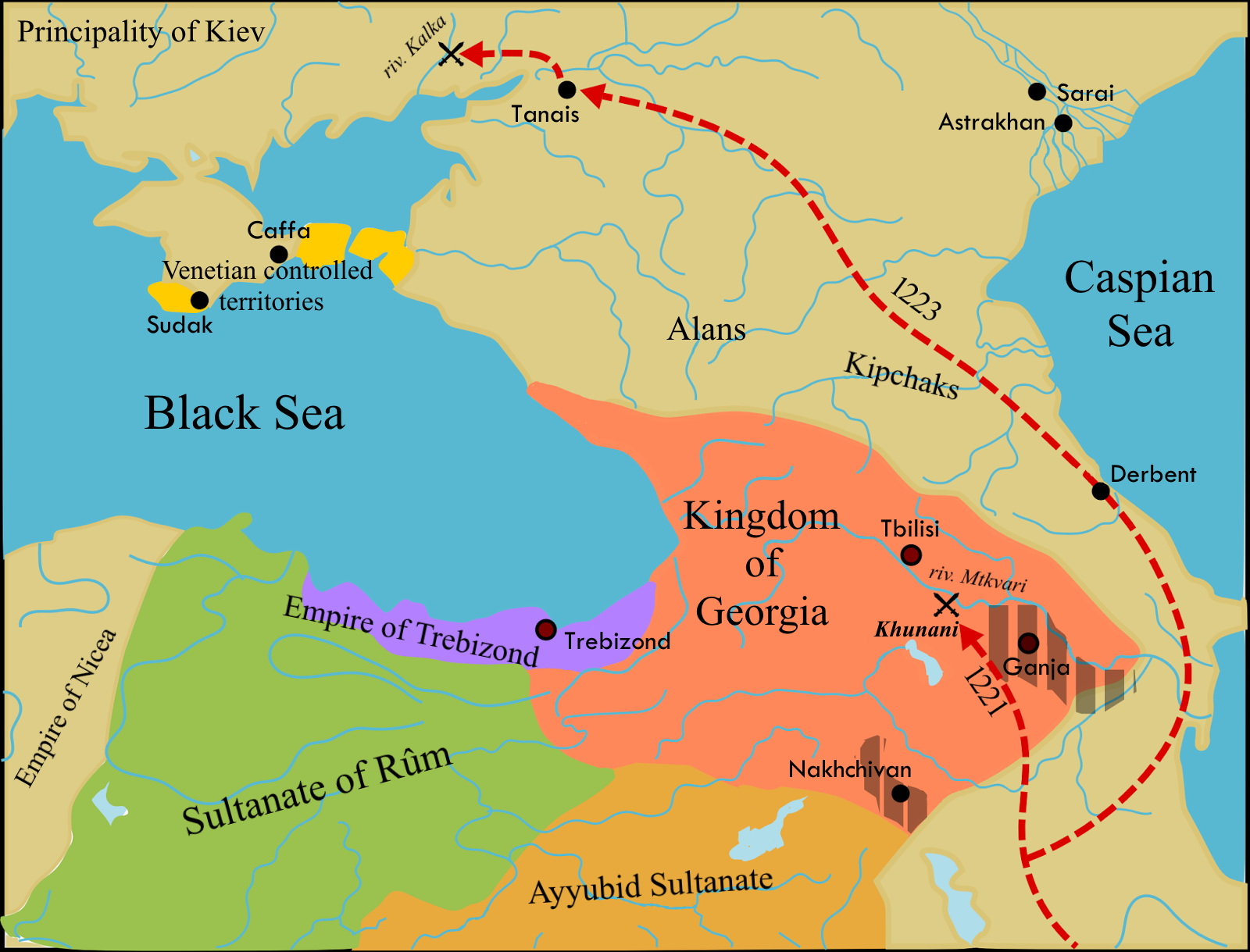
몽골의 조지아 침입 경로와 쿠난 전투를 표시한 지도

타마르 사후, 1213년에 왕위에 오른 기오르기 4세는 에르주룸, 나흐츠반, 아흘라트의 아미르들을 상대로 군사 원정을 감행하여 자신에게 조공을 바치도록 강요하고, 아나톨리아와 이란에서 조지아의 패권을 재확인하는 등, 그의 어머니에게 물려받은 황금 시대를 계속 이어가는 듯 했다. 그런데 그가 십자군 원정을 준비하던 1221~1222년 무렵, 수부타이와 제베가 이끄는 몽골 군대가 쳐들어와 쿠난 전투에서 조지아군을 크게 물리쳤고, 기오르기 4세는 이 전투에서 입은 상처가 악화되어 요절하고 말았다. 그는 생전에 아들 다비트 7세를 얻었지만, 귀족들과 교회가 다비트 7세의 어머니가 평민 출신인 것을 문제삼아서 그의 즉위에 격렬히 반대했으므로 대신 기오르기 4세의 누이 루수단이 여왕으로 등극했다.
1225년, 호라즘 제국 최후의 군주였던 잘랄 웃 딘 밍부르누가 몽골 군대를 피해 아제르바이잔 일대로 피신했다. 그는 타브리즈를 본거지로 삼고 호라즘 왕조의 잔여 병력을 규합한 뒤, 루수단에게 위협적인 편지를 보내면서 복종을 요구했다. 조지아 측이 이를 단호히 거부하자, 잘랄 웃 딘은 곧바로 군대를 이끌고 진군하며 조지아 동부를 휩쓸었다. 1225년, 조지아군은 가르니 전투에서 처참히 패배했으며 아르메니아는 그의 공격에 속수무책으로 함락되었다. 이듬해에는 그가 이끄는 호라즘 군대가 트빌리시를 점령한 뒤 무자비한 약탈과 파괴를 자행했다. 이에 루수단은 조지아 서부의 쿠타이시로 도망친 뒤, 일부 요새를 넘겨주고 공물을 바치는 조건으로 더 이상의 공격을 그만두라고 요청했다. 잘랄 웃 딘은 이를 수용하였으며, 얼마 후 반란이 일어나자 이를 진압하기 위해 이란으로 이동했다. 이후 과도한 공물 요구에 지친 일부 무슬림 아미르들이 조지아 왕국과 연합하여 그에게 대항하자, 잘랄 웃 딘은 다시 돌아와 1228년 볼니시 전투에서 조지아군을 재차 패배시켰다.
1230년 쿠타이시에 여전히 머물고 있던 루수단은 수도 트빌리시로 귀환했다. 그러나 이번에는 장군 초르마칸이 이끄는 몽골 군대가 조지아로 쳐들어왔다. 이전과는 달리 이번에는 영토 확장 및 정치적 복속의 목적으로 쳐들어온 것이었다. 잘랄 웃 딘의 연이은 공세로 약화되어 있던 조지아군은 몽골에 대항할 힘이 없었다.
1235년 몽골군은 간자를 점령하고 그곳의 주민들을 잔혹하게 학살한 뒤, 샴코르로 진군해 역시 함락시키고 철저하게 약탈했다. 루수단은 다시 서부로 피신하면서 트빌리시를 불태우게 했다. 몽골군은 로리 베르드, 카얀, 뒤마니스, 삼쉬빌데를 점령한 후 조지아 영내로 깊숙히 쳐들어가 각지의 요새를 파괴했다. 이후 아바그 음하르그르젤리와 에가르슬란 바쿠르치켈리 등의 귀족들이 잇달아 항복하면서 조지아 동부 전역이 몽골의 지배를 받게 되었다. 다만 몽골군은 조지아 서부를 공격하기 위해 리키 산맥을 넘으려는 시도는 하지 않았다.
1239년, 그녀는 교황 그레고리오 9세에게 몽골군의 만행을 설명하며 구원을 요청했으며, 그러면서 동방 교회와 서방 교회의 통일에 찬성한다고 추가로 덧붙였다. 그러나 교황은 교회를 재결합시키기 위해 선교사를 파견할 것을 제안했을 뿐 별다른 도움을 제공하지 않았다. 이 무렵 몽골 군대는 아니와 카르스 등 왕국의 남부인 아르메니아 일대를 초토화시키고 있었다. 서방으로부터 어떠한 도움을 기대할 수 없게 되자, 루수단은 결국 항복을 결심하고 재상 아센을 바투 칸에게 보내 협상을 진행하도록 했다. 그 내용은 다음과 같다.
```
–
1239년 조지아-몽골 조약
–
1
. 조지아의 귀족들에게 몽골 귀족들과 동등한 지위를 보장한다.
2
. 조지아는 (
시르반샤
와 같은) 이슬람 봉신국들을 상실하지만, (
아르메니아
와 같은) 기독교 봉신국들은 그대로 유지한다.
3
. 조지아 왕국은 매년 50,000개의 금화(
금
 약 250kg)를 지불하고 추가로 다양한 공물을 바친다.
4
. 조지아 군대는 몽골의 호위군(
케식
)에 편입된다.
5
. 루수단의 아들을 조지아의 왕으로 인정한다.
```

#### 왕국의 분열

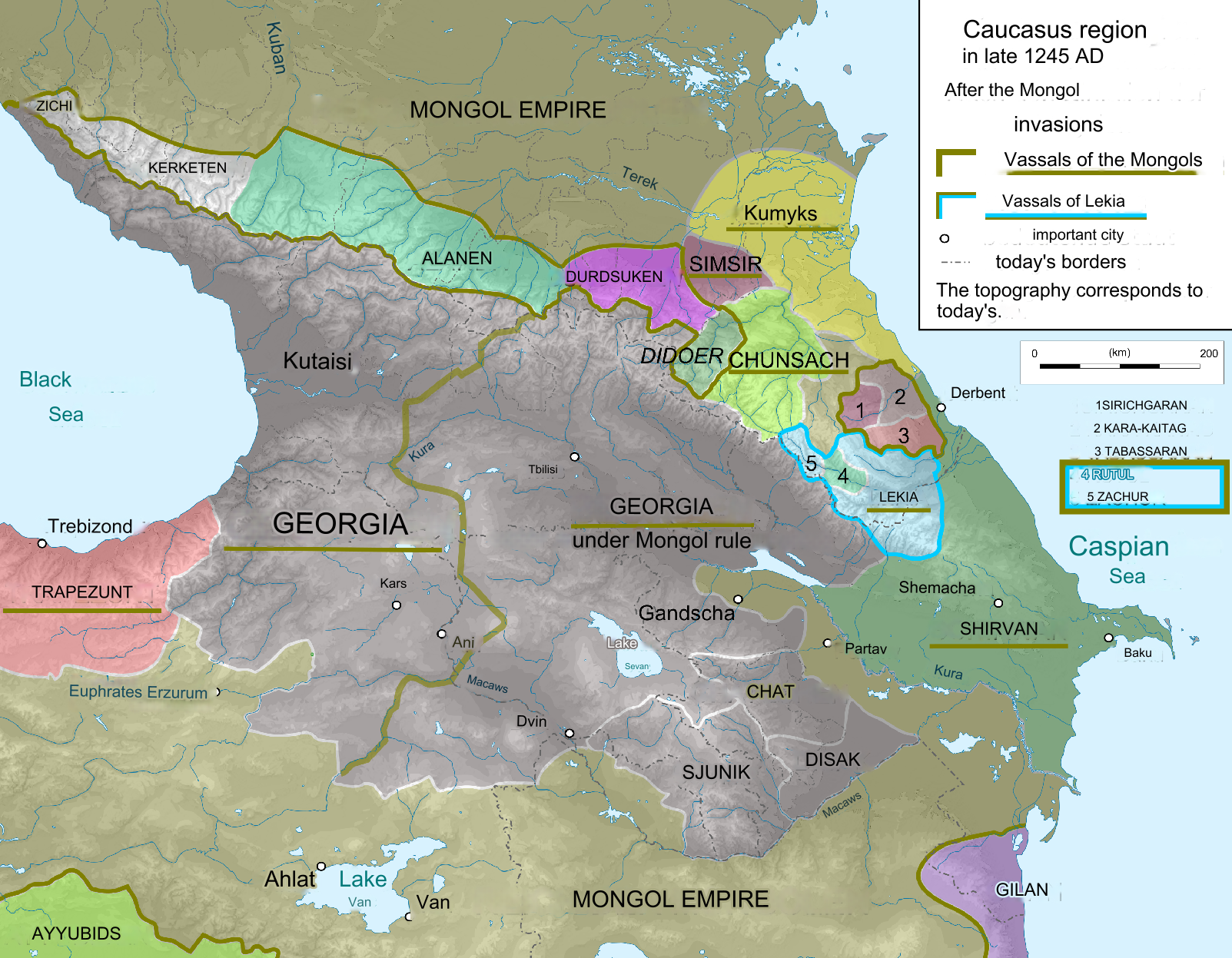
몽골 침공 직후인 1245년의 조지아 왕국 지도. 자세히 보면 동부 지역 대부분이 몽골의 영향권 아래 들어가 있다.

한편, 루수단은 기오르기 4세의 아들이자 자신의 조카인 다비트 7세가 왕위를 갈망할 것을 두려워하여 사위인 룸 셀주크 술탄 케이휘스레브 2세의 궁정에 그를 보내 억류하게 하고, 자신의 아들 다비트 나린을 카라코룸의 몽골 궁정으로 보내 공식적인 후계자로 인정받게 했다. 그러나 그녀가 1245년에 사망한 뒤에도 다비트 나린은 돌아오지 않았고, 귀족들은 2년 더 기다려봤지만 여전히 돌아오지 않자 그가 사망했다고 여기고 1247년 다비트 7세를 조지아로 불러들인 뒤 왕으로 즉위시켰다. 하지만 사실 생존해 있었던 다비트 나린은 지지자들을 끌어모아 다비트 7세에게 반기를 들었다. 나린의 지지자들은 전통적인 조지아 왕실법에 따라 왕권은 나린에게 속하며, 사생아인 다비트 7세는 왕이 될 자격이 없다고 주장했다. 다비트 7세의 지지자들은 이에 맞서 기오르기 4세는 다비트 7세를 왕으로 세울 의사가 있었다며 선왕의 유지를 이어 받은 것뿐이라고 주장했다.

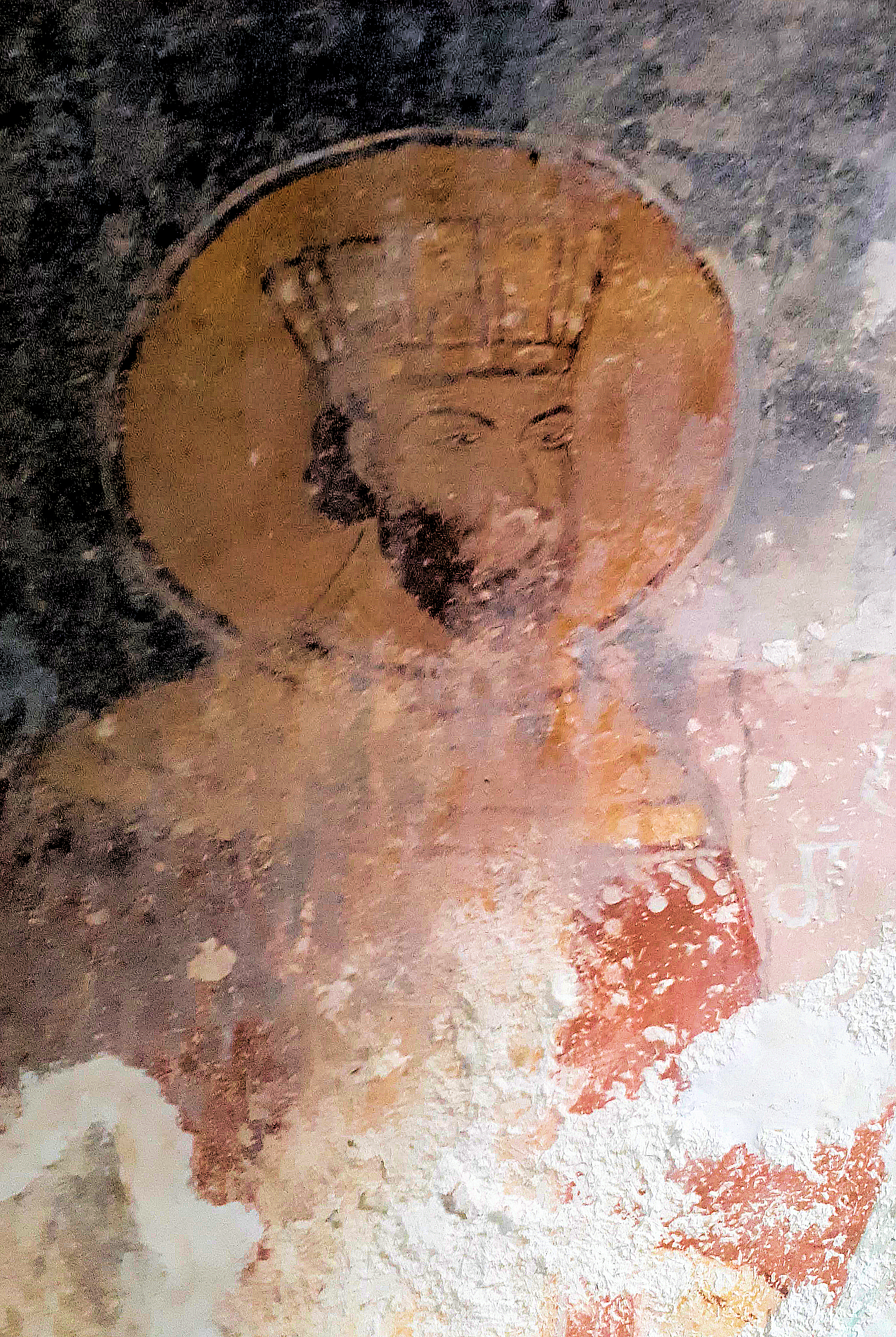
다비트 나린의 프레스코식 초상화. 그는 오늘날 몽골의 압제에 대해 저항했던 민족의 영웅으로서 조지아에서 추앙받고 있다.

분쟁이 좀처럼 끝나지 않자 양측 모두 몽골에 분쟁을 해결해달라고 호소했다. 몽골의 계승법은 적법한 자녀와 사생아에 차이를 두지 않았으므로, 귀위크 칸은 이에 의거하여 두 사람이 조지아를 동시에 다스리되 나이 많은 사람이 더 높은 권위를 가지라는 판결을 내렸다. 이리하여 다비트 나린과 다비트 7세는 1247년부터 1259년까지 조지아를 공동 통치했다. 그러나 다비트 나린은 과중한 공물 납부와 몽골의 지나친 내정 간섭으로 국가가 황폐해지는 사실에 분노하여, 1259년 마침내 반란을 일으켰다. 이 사실을 보고받은 일 칸국의 훌라구 칸은 휘하 장군인 아르군 아카에게 대군을 맡겨 그를 토벌하게 했다. 그러자 다비트 나린은 적군과 정면으로 맞붙어서는 승산이 없다고 판단하고, 조지아 서부로 후퇴하여 쿠타이시 일대를 요새화했다. 아르군 아카는 동부 조지아를 장악한 뒤 서부 일대마저 공략하려 했지만, 산악 지대에서 농성하고 있는 그를 상대로 고전을 면치 못했다.
1261년, 조지아 동부를 다스리던 다비트 7세가 맘루크 정벌을 위해 군대를 제공하라는 훌라구의 명령을 거부하고 반기를 들었다가 일 칸국의 대대적인 침략을 받자 그에게 망명했다. 비록 1년 뒤에 다비트 7세가 다시 몽골의 종주권을 받아들이고 조지아 동부로 돌아갔지만, 다비트 나린은 계속 몽골의 지배를 거부하고 서부 조지아 일대를 독자적으로 통치했다. 이리하여 조지아는 몽골의 지배에 순응하는 다비트 7세의 동부 조지아 왕국과, 몽골의 지배에 대항하는 다비트 나린의 서부 조지아 왕국으로 분열되었다.

#### 계속되는 몽골의 위협

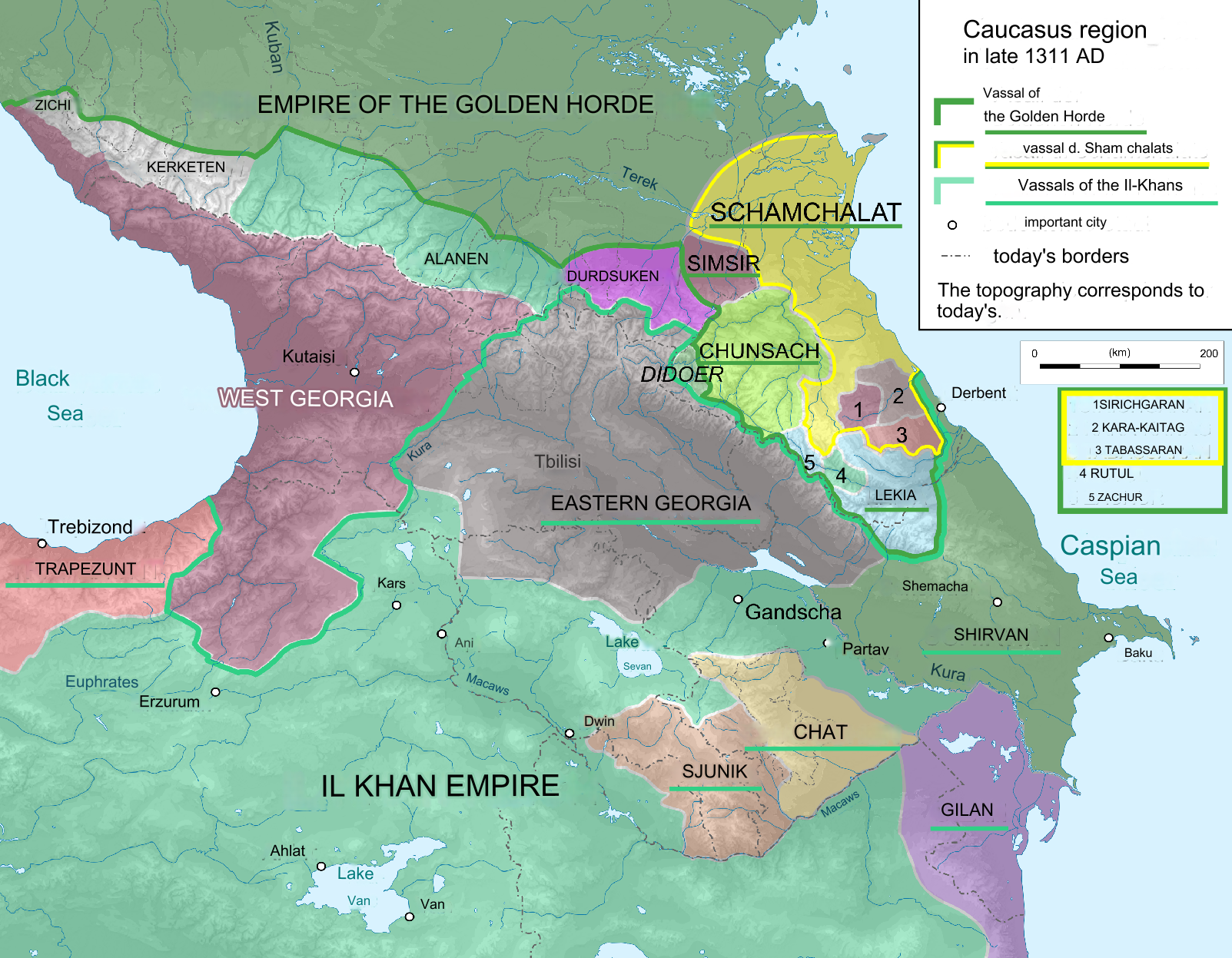
1311년 당시 조지아 지도. 서부와 동부로 분열되어 있는 것이 보인다.

다비트 나린은 일 칸국의 위협에 맞서 주변 국가들과의 유대를 강화하고자 했다. 1264~1265년 사이에는 이집트의 맘루크 왕조에 사절단을 파견하여 그들과 우호 관계를 맺었으며, 동시에 일 칸국과 대립하던 북부의 킵차크 칸국과도 친선 관계를 맺었다. 또한 그는 일 칸국 내부의 갈등을 자신에게 유리하게 이용하려고 시도했다. 1269년, 그는 바라크과 함께 아바카 칸에 대항했던 테구데르에게 피난처를 제공했다. 하지만 테구데르의 군대가 조지아의 주권을 위협하자, 그는 일 칸국 장군 시라문 노얀의 편을 들어 데구데르를 격퇴했다. 그러나 아바카 칸은 그가 자신에게 반기를 들었던 자들을 도와주었던 것을 용서하지 않고, 1270년대에 다비트 나린을 징벌하고자 원정군을 두 차례 파견했다. 그는 이에 맞서 험준한 산악 지대에서 유격전을 전개해 몽골군에 상당한 피해를 안겼고, 결국 몽골군은 별다른 성과를 거두지 못하고 철수했다.
1282년 4월, 다비트 나린은 트라페준타 제국 황제 요안니스 2세가 부재한 틈을 타서 그 수도 트라페준타로 쳐들어가 도시를 포위했지만 공략에 실패했다. 하지만 그는 포기하지 않고 마누일 1세의 딸이자 요안니스 2세의 이복 여동생인 테오도라를 후원하여 제위를 찬탈하게 했다. 그러나 요안니스 2세가 1285년 트라페준타로 돌아온 뒤 테오도라를 축출하면서, 트라페준타 제국을 속국으로 삼으려던 그의 계획은 실패로 돌아갔다.
한편 동부에서는 다비트 7세가 1270년에 사망한 뒤 아들 디미트리오스 2세가 왕위에 올랐다. 그는 일 칸들에게 충성을 다했고, 일 칸국의 원정에 적극적으로 참여하여 전공을 수차례 세웠다. 1288년, 디미트리오스 2세는 아르군 칸의 명령에 따라 카스피해 연안의 데르벤트 일대에서 봉기한 반란군 토벌을 성공적으로 완수했다. 그런데 얼마 후 일 칸국의 권신 부카가 반역을 꾀했다가 발각당해 일가족이 처형당한 사건이 일어났다. 부카의 아들이 그의 딸과 결혼했기에, 아르군 칸은 디미트리오스 2세도 역모에 가담했을 거라 의심하고 소환 명령을 내렸다. 조지아 총대주교와 귀족들이 소환에 응하지 말라고 권유했지만, 그는 몽골군이 조지아를 침략할 것을 우려해 이를 받아들였다. 그는 아르군 칸 앞에 도착한 직후 체포되었고, 1289년 3월 12일 모바칸에서 참수되었다. 사후 그의 유해는 조지아로 이송된 뒤 므츠헤타에 묻혔으며, 조지아 정교회는 그를 순교자로 여기고 성인으로 시성했다.
아르군 칸은 디미트리오스 2세를 참수한 뒤 다비트 나린의 동의를 얻어 나린의 차남 바크탕 2세를 동부 조지아의 왕으로 세웠다. 그러나 바크탕 2세는 재위 3년만인 1292년에 사망했고, 디미트리오스 2세의 아들 다비트 8세가 새 왕으로 등극했다. 그는 일 칸의 신임을 얻고자 왕국의 수도인 트빌리시보다 일 칸국의 수도인 타브리즈에서 더 많은 시간을 보냈다. 그러던 1297년, 일 칸국에서 내전이 벌어졌다. 그는 바이두 칸을 지지했지만, 가잔 칸이 바이두 칸을 죽이고 왕위를 찬탈했다. 이후 가잔 칸이 트빌리시에 머물고 있던 그에게 소환령을 내렸지만, 다비트 8세는 아버지가 소환에 응했다가 어찌 되었는지 잘 알고 있었기에 이를 단호히 거부했다. 가잔 칸은 진노하여 대군을 일으켜 동부 조지아 일대를 무자비하게 황폐화시켰고, 몽골군의 지원을 받은 오세티야인들은 시다 카르틀리 지방을 공격하여 리아흐비 강의 계곡 일대를 정복했다. 이에 다비트는 므티울레티 산맥에 숨은 뒤, 자신을 추격하는 몽골 대군을 상대로 치카레에서 필사적인 유격전을 전개하여 이들을 격퇴했다.
1299년, 가잔 칸은 다비트 8세를 조지아 왕으로 더 이상 인정하지 않겠다고 선언하고, 그의 동생 기오르기 5세를 새 왕으로 세웠다. 하지만 그는 여러 원정들을 이끌면서 조지아군을 이끌수 있는 성숙한 왕의 필요성을 느끼게 되었고, 결국 1302년에 기오르기 5세를 폐위시킨 후 다비트 8세의 또 다른 형제인 바크탕 3세를 다시 새로운 조지아 왕으로 임명했다. 하지만 그는 북부 산악지대에 자리를 잡고 계속 항전하여 상당한 성과를 거두었다. 1299~1301년 사이, 그의 반란을 진압하기 위해 몽골 군대가 수 차례 파견되었으나, 다비트 8세는 산악 부족의 지원에 힘입어 이들을 재차 격파했다. 이에 일 칸국은 협상을 제의하며 가잔 칸의 진영을 방문하라고 요청했다. 그러나 그는 아버지와 같은 최후를 맞이할 생각이 일절 없었기에 다시 이를 거부했다.
1304년, 다비트 8세는 트빌리시를 잠시 공략했으나, 곧 몽골 군대의 지원을 받은 바크탕 3세에게 격퇴되어 다시 산악 지대로 후퇴했다. 이후에도 그곳에서 끈질기게 저항한 끝에, 다비트 8세는 동부 조지아의 대부분을 자신의 세력권으로 확보하는 데 성공했다. 일 칸국은 더 이상 전쟁을 지속하는 건 무의미하다고 판단하고, 1308년 바크탕 3세가 죽자 그를 조지아 왕으로 인정했다. 그 대신 다비트 8세는 자신의 아들 기오르기 6세를 인질로 보내야 했다. 한편, 그는 일 칸국의 전통적 경쟁 국가였던 맘루크 왕조와 우호 관계를 이어갔으며, 1305년에는 비잔티움 제국의 중재에 힘입어 예루살렘의 십자가 수도원을 조지아 정교회로 복귀시키는 성과를 거두었다. 1311년, 다비트 8세가 사망한 후 기오르기 6세가 왕위에 올랐으나 얼마 지나지 않아 급사하고 말았다.

### 재통합과 일시적인 중흥기

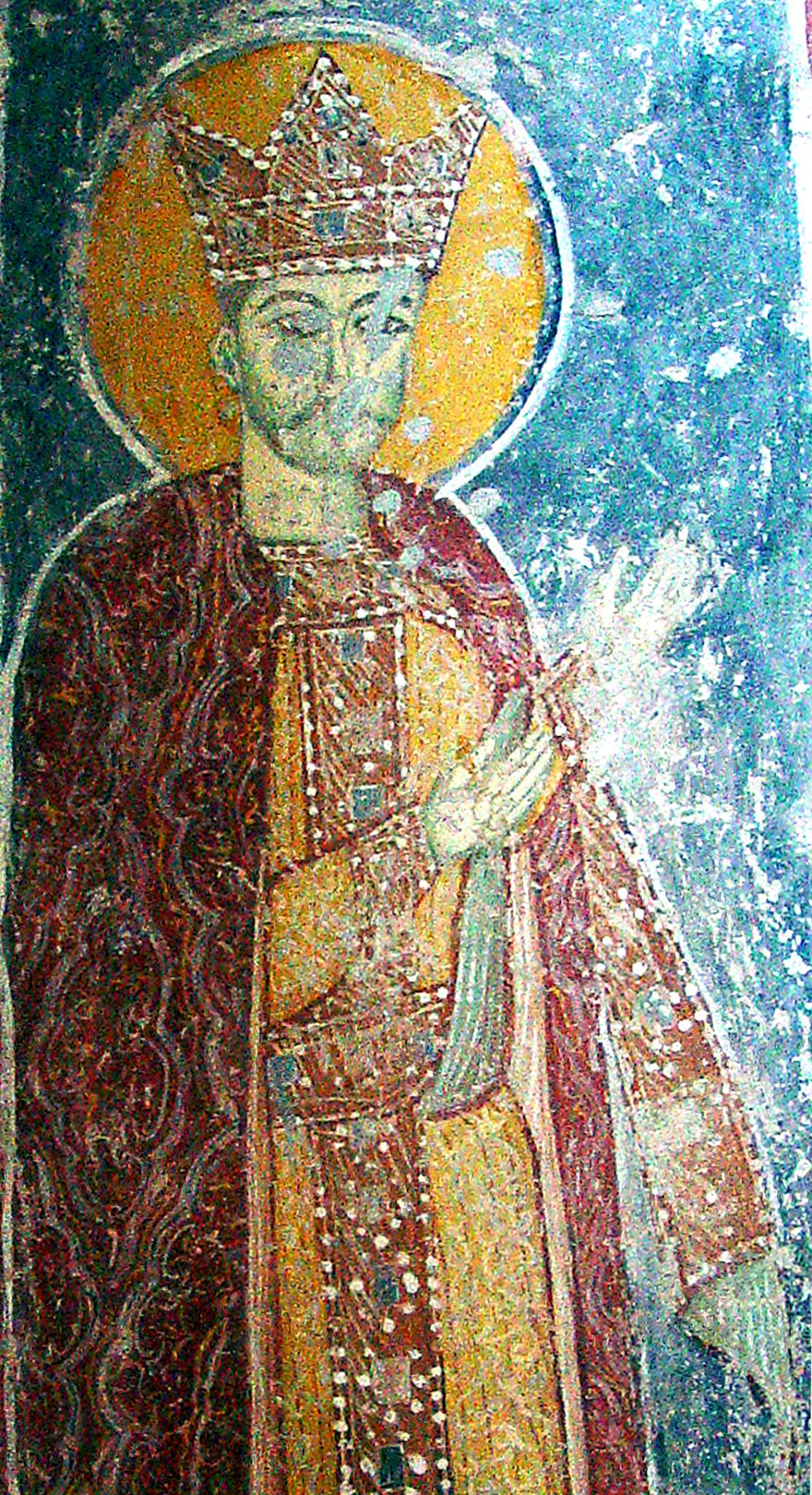
"훌륭한 자" 기오르기 5세의 초상화. 그는 70년간 분열되었던 왕국을 통합하고 중흥기를 가져온 명군이었다.

1313년 왕위에 오른 기오르기 5세는 예전에 폐위되었던 경험이 있던 만큼, 종주국이었던 일 칸국과 가급적 화목하게 지내고자 노력했다. 1316년에 아부 사이드 칸이 왕위에 오르자, 그는 자신을 칸에게 소개하기 위해 수도 타브리즈를 방문하기도 했으며, 1319년에는 일 칸국에서 일어난 반란을 진압하는 데 최선을 다하여 칸의 신임을 얻어내는 데 성공했다. 그 결과 울제이투 칸 사망 이후 일 칸국의 권신으로 등극한 아미르 추판으로부터 조공을 직접 받을 수 있는 권리를 얻어냈다.
그 뒤에는 장기간에 걸쳐 조지아 각지를 습격해 약탈과 살육을 자행하던 오세티아인과 알란인들을 공격하여 3년간의 사투 끝에 본거지인 고리를 함락시켰으며,이후에도 지속적인 원정을 벌여 그들을 시다 카르틀리에서 모조리 몰아내고 캅카스 산맥 이북으로 쫒아내버렸다. 다른 한편으로, 기오르기 5세는 왕권 강화에 주력했다. 그동안 일 칸국은 조지아가 강해지는 걸 원하지 않았기에, 왕에게 불순종하는 귀족과 왕족들을 지원함으로써 내란과 갈등을 조장했다. 하지만 그가 일 칸국의 권신인 추판의 호의를 확보하였기 때문에 그들에 대한 어떠한 지원도 없었다. 기오르기 5세는 이 기회를 적극 활용해 자신에게 복종하지 않는 귀족들, 특히 카헤티의 제후들을 모조리 처형했다. 이에 반발한 무리가 반란을 일으켰지만 단시일에 토벌되었고, 이후로는 동부 조지아의 그 어디에서도 기오르기 5세에게 맞서려 들지 않았다.
이렇듯 내부 기반을 확고히 다진 그는 분열되어 있던 조지아의 통합을 다음 목표로 삼았다. 약 70여 년 전, 몽골의 압제에 맞서 서부 조지아 산악 지대에서 독자적인 국가를 세우고 일 칸국에 절대로 굴복하지 않았던 다비트 나린의 후예들은 이 시기에 내전과 귀족들의 불순종으로 지리멸렬해진 상태였다. 특히 1329년 왕위에 오른 바그라트 1세는 너무 어려서 이 상황을 수습할 능력이 부족했다. 그는 이 기회를 이용하기로 하고, 1330년 군대를 이끌고 서부 조지아로 진군했다.

기오르기 5세 치하 조지아 왕국의 영토. 이전 전성기 시절의 상당 부분 영토를 회복한 것을 알 수 있다.

지속적인 내전과 무정부 상태에 지친 주민들은 그를 열광적으로 환영했고, 서부 조지아 왕국의 수도 쿠타이시는 아무런 저항 없이 함락되었다. 다디아니, 구리엘, 압하지야 및 스반의 귀족들은 그를 찾아가 막대한 선물을 바치고 복종을 표명한 대가로 자치권을 인정받았다. 그는 바그라트 1세를 처형하는 대신 쇼라파니의 공작으로 임명함으로써 자신의 봉신 역할을 하도록 했다. 그는 뒤이어 밍그렐리아, 압하지야, 구리아로 순행하여 그곳 주민들에게 충성서약을 받아냈다. 1334년, 그동안 조지아에게서 벗어나 독자적으로 행동하던 삼츠헤의 영주이며 자신의 삼촌인 사르기스가 사망하자, 기오르기 5세는 그곳에 직접 행차하여 사르기스의 아들인 쿠바레쿠바르를 그곳의 영주로 임명했다. 이는 삼츠헤에 대한 조지아 왕의 우월성을 회복하고 이들이 다시 조지아로 편입되었다는 것을 의미했다. 덕분에 기오르기 5세는 조지아의 통일 과정을 본질적으로 완수하게 되었다.
한편, 이 무렵 일 칸국의 혼란상은 갈수록 극심해졌다. 1327년, 아부 사이드 칸이 아미르 추판과 두 아들을 추종자들과 함께 처형했다. 이후 아부 사이드 칸은 왕권 강화를 꾀했으나 1335년 흑사병으로 인해 사망했고, 뒤이어 즉위한 아르파 케운은 1336년 내전에서 패한 뒤 사망했다. 마침내 여러 토후와 군벌들이 각지에서 할거하면서 일 칸국은 완전히 분열되고 말았다. 기오르기 5세는 이 기회를 놓치지 않고, 몽골에 대한 일체의 조공을 중단한 뒤 모든 몽골 군대를 조지아에서 추방했다. 일 칸국의 잔존 세력들이 14세기의 첫 30~40년 동안 동부 조지아의 지배를 회복하기 위해 원정을 여러 차례 시도했지만, 기오르기 5세에게 모조리 격퇴되었다.
이렇듯 조지아를 통합하고 왕국의 주권을 회복한 기오르기 5세는, 이후에는 경제 부흥 사업에 대대적으로 착수했다. 그의 노력으로 조지아 도시들에게서 무역 및 공예품 생산이 크게 발전했으며, 대외 무역의 범위가 중동 및 캅카스 북부를 넘어 비잔티움 제국, 심지어는 북부 이탈리아의 해양 도시국가들(제노바, 베네치아)까지 도달했다. 한편 그는 기존에 광범위하게 통용되던 몽골 화폐를 계속 사용하되, 조지아 양식의 은화를 새로 주조하여 국내에 유통하도록 했다. 중세 조지아 문헌들은 이를 가리켜 '기오르고울리 테트리Georgauli Tetri'라고 칭했으며, 1380년대에 출간된 조지아 법률집에서는 이를 "위대하고 훌륭한 기오르기 왕 시대의 은화"라고 묘사하면서 보상금으로 쓰도록 규정했다. 또한 황폐화되었던 관개 사업의 복구에 전력을 기울여서 침체되어 있던 조지아의 농업에 새로이 활기를 불어넣었고, 포도 등 각종 과일 재배 산업을 전폭적으로 지원하기도 했다.
기오르기 5세의 치세에는 다른 나라들과의 외교 관계에 일련의 진전이 있었다. 특히 그는 이집트의 맘루크 술탄국와 우호적인 관계를 재개하였는데, 십자가 수도원을 포함한 팔레스타인의 몇몇 정교회 수도원들이 무슬림 회교 사원으로 개조되었다는 사실을 접하고는, 맘루크 술탄 알 나시르에게 탄원하여 이를 다시 되돌리고 조지아의 직접 관리 하에 편입시켰다. 맘루크와의 우호적인 관계 덕분에, 예루살렘으로 향하는 조지아 순례자들은 깃발을 펼친 채 "거룩한 도시"에 들어갈 수 있는 특권을 부여받았다. 한편 그는 비잔티움 제국 및 교황령과도 활발한 외교관계를 체결하였으며, 트라페준타 제국 내 친 조지아파를 몰래 지원함으로써 그들이 조지아에 이로운 방향으로 정책을 펼치도록 교묘히 유도했다. 이를 바탕으로 자신감을 얻은 그는 1332~1333년 사이에 프랑스 왕 필리프 6세가 보낸 사절을 영접한 뒤, 자신이 30,000명의 군대를 이끌고 십자군에 참여하여 "성지"의 해방을 위한 준비가 되어 있다고 답하기도 했다.
그러나 기오르기 5세 사후 왕위에 오른 다비트 9세는 심각한 위기에 직면했다. 막강한 위세를 떨치던 흑사병이 1348년에 조지아 전역을 휩쓸면서, 인구가 대폭 감소하고 심각한 경제 위기가 발생했다. 하지만 그는 무너져가던 성곽을 보수함으로써 수도의 방어력을 강화하고, 몇몇 귀족들의 부정부패를 혁파하는 등의 현명한 정책을 펼쳐 혼란을 그나마 수습할 수 있었다.
1360년에 다비트 9세의 뒤를 이어 왕위에 오른 바그라트 5세는 매우 능력있는 군주였던 듯 하다. 아르메니아와 그리스의 연대기 작가들에 따르면, 그는 신하들에게 항상 존경을 받았으며 능숙한 전사이자 재능 있는 군사 지도자였다고 한다. 1362년, 신하 중 한 명인 스바네스가 반란을 일으켜 서부를 장악하고 조지아의 두번째 도시이자 서부 조지아의 최대 도시인 쿠타이시를 파괴했다. 그는 즉시 카헤티와 헤레티 일대의 병력을 규합하여 그의 세력 확대를 저지한 뒤, 여러 지역에서 도착한 연합군을 직접 지휘하여 반란을 진압하였다. 이후 바그라트 5세는 자신이 신임하는 관료를 그곳의 새로운 통치자로 임명했다.
한편 이 무렵 동부의 추판 왕조가 킵차크 칸 자니베크의 공격으로 붕괴되었고, 일대의 튀르크인들이 대거 조지아를 침공하기 시작했다. 이들이 삼츠헤로 쳐들어오자, 그는 12,000명의 병사를 이끌고 3일 밤낮으로 행군, 방심하고 있던 적들을 기습 공격하여 패배시키고는 여세를 몰아 수많은 튀르크인을 살해하고 막대한 전리품과 포로를 챙긴 뒤 귀환했다. 이 시기에 삼츠헤 공작 쿠바르쿠바레가 사망하자, 그는 공작의 아들인 베카 2세를 삼츠헤 공작으로 임명하고 트빌리시로 귀환했다. 그러나 1365년 흑사병이 재차 위세를 떨쳐 수많은 사람들이 사망하고 왕국의 경제가 파탄났다.
이후 그는 피폐해진 경제를 되살리고자 여러 방면으로 노력했으며, 인접한 무슬림 국가들을 속국으로 삼음으로써 조지아의 영향력을 확대했다. 그리고 1372년에 바그라트 1세의 아들 알렉산드레 1세를 이메레티의 에리스타비로 임명하고, 바메크를 1375년에 오디치의 다디아니로 임명함으로써 조지아 각지에 대한 중앙 정부의 통제력을 강화하려고 시도했다.

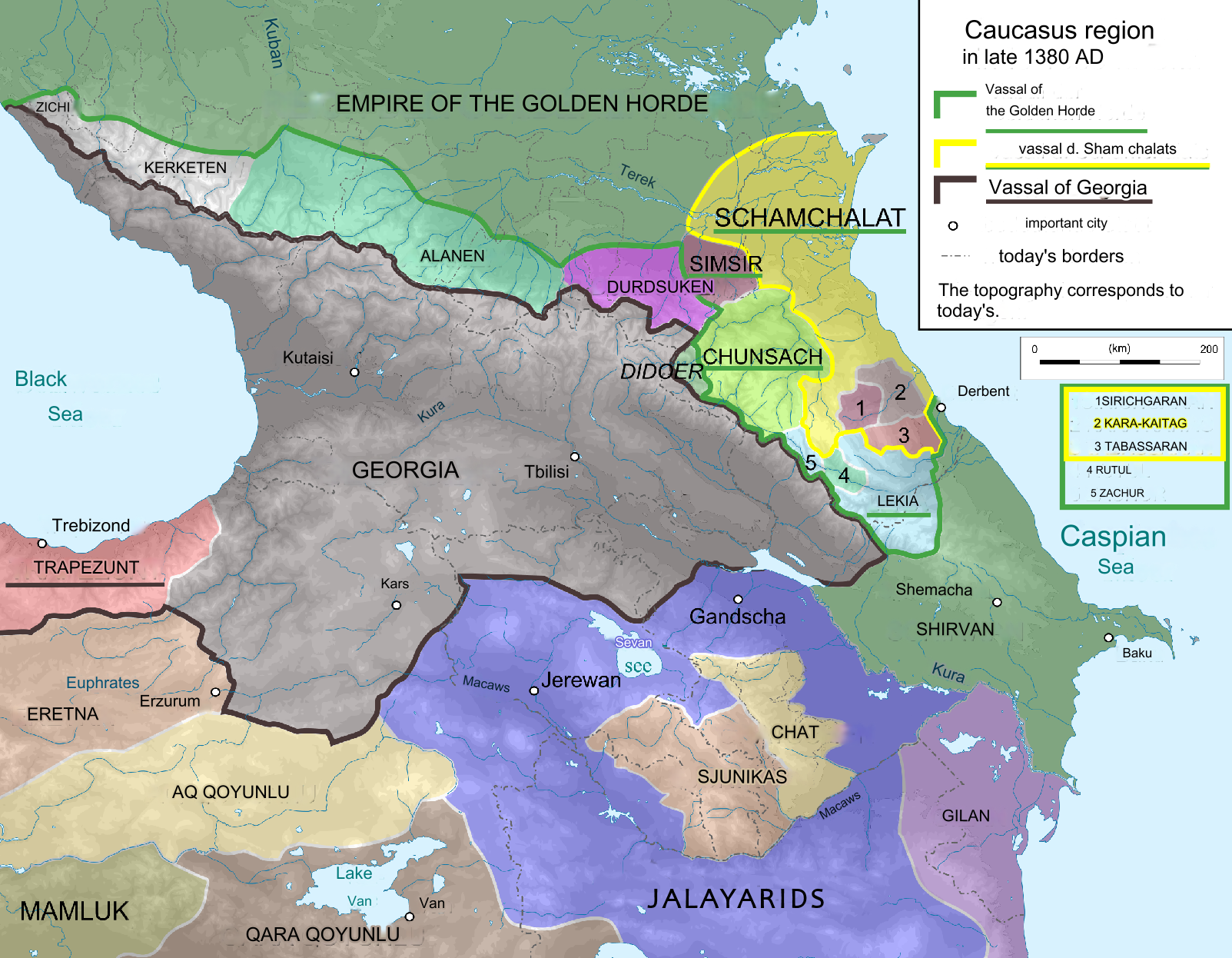
1380년 무렵 조지아 왕국의 영토

한편으로, 바그라트 5세는 기독교 왕국에 적대적인 이슬람 세력으로 둘러싸인 기존의 상황에서 벗어나고자 타 국가들과의 친선 외교를 적극적으로 활용했다. 특히 그는 서방과 조지아 왕국간의 교두보 역할을 하는 트라페준타 제국과 우호관계를 이어가려는 의도를 가지고 있었으므로, 그곳의 공주 엘레니 메갈리 콤니니를 아내로 맞이했다. 1365년, 엘레니가 흑사병으로 인해 사망하자 알렉시오스 3세의 장녀인 안나 메갈리 콤니니와 재혼했다. 또한 그는 1370년에 테살로니키 대주교와 25명의 선교사로 구성된 대표단을 접견하고, 1373년 프란치스코회 선교사들을 초청하여 그들이 트빌리시와 아할치케에 2개의 수녀원을 설립하는 것을 허용했다. 그 결과 캅카스 일대에서 가톨릭의 영향력이 한 층 강화되었다. 하지만, 이렇듯 수많은 어려움에도 굴복하지 않고 이를 극복해가던 바그라트 5세에게 최악의 시련이 다가오고 있었다.

### 티무르의 침공과 왕국의 혼란

#### 배경
14세기 후반은 그야말로 격동의 시기였다. 유라시아 대부분을 단일한 정치·경제권으로 편입함으로써 동서양을 연결해주었던 몽골 제국이 붕괴하고, 각지에서 여러 후계 국가들이 태동하면서 혼란이 휘몰아치고 있었던 것이다. 이 무렵 두각을 드러낸 것이 차가타이 칸국 출신의 티무르였다. 그는 칭기즈 칸의 먼 방계 후손이자 튀르크-몽골 전통을 계승한 군벌으로, 몽골 제국의 재건을 이상으로 삼고 주변 지역에 대한 군사 원정을 여러 차례 되풀이했다. 그의 제국은 중앙아시아에서 아나톨리아 반도에 이르기까지 광범위하게 확장되었는데, 이것은 킵차크 칸국의 칸이자 티무르의 이슬람 세계에 도전할 수 있는 주요 경쟁자인 토크타미쉬와의 전쟁과 밀접하게 연관되어 있었다.

#### 티무르의 초기 침공

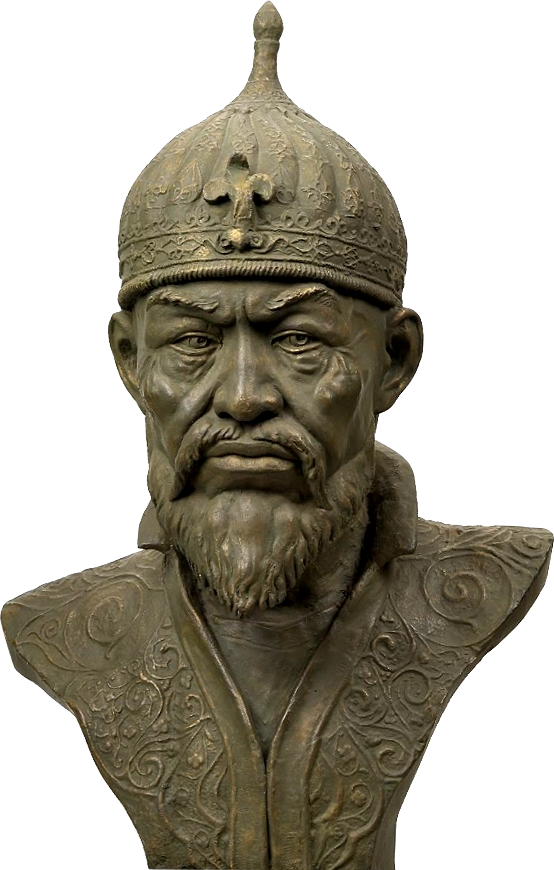
티무르 두상 복원도

바그라트 5세가 토크타미쉬 칸과 맺은 동맹은, 조지아 왕국을 티무르 제국과의 길고도 무자비한 전쟁으로 이끌었다. 티무르가 처음 캅카스 일대에 등장한 것은 1385년 즈음이었는데, 이는 킵차크 칸국이 캅카스를 통해 남하하여 북부 이란을 침공한 것에 대한 대응이었다. 티무르는 그의 제국의 서쪽 국경과 토크타미쉬의 칸국 사이에 위치한 소규모 변경 국가들에 대한 전면적인 침공을 시작함으로써 이에 보복했다. 티무르가 공격해올 수 있다는 가능성을 알아차린 바그라트 5세는 트빌리시와 그 주변을 요새화하여 강력한 방어선을 구축했다.
1386년 초, 티무르는 카르스와 에르주룸을 공략한 뒤 조지아가 장악하고 있는 캅카스 서남부를 넘보기 시작했다. 그는 먼저 조지아 동부에 습격대를 파견하여 국경 지대의 조지아군에게 혼란을 준 뒤, 지하드를 선포하고 대군을 동원하여 당시 조지아의 영역이었던 북부 아르메니아를 단숨에 함락시켰다. 티무르의 위세에 두려움을 느낀 삼츠헤 공작 베카 2세는 별다른 저항 없이 그에게 항복했다. 하지만 바그라트 5세는 침략자에 저항하기로 마음먹고, 부인과 함께 트빌리시 요새에서 농성을 계속했다.
1386년, 티무르는 조지아 북부로 진군하여 수십 개의 마을을 파괴하고 많은 도시들을 함락시킨 뒤, 트리아레티와 사바라티아 일대로 진입하여 그곳에 있던 대다수의 마을을 황폐화시키고 수많은 포로를 사로잡았다. 그는 뒤이어 바그라트 5세가 농성 중이던 트빌리시 요새로 쳐들어갔지만, 강력한 저항과 험준한 지형으로 인해 수십 일에 걸친 공성전에도 함락되지 않았다. 이에 티무르는 요새로 향하는 모든 진입로를 차단함으로써 내부의 병력들이 굶주리도록 하고, 적군이 왕을 구하러 오는 것을 완전히 봉쇄했다. 시간이 지남에 따라 여러 귀족들이 각자의 영역으로 도주했고, 오직 국왕의 가장 충실한 측근들만이 그와 함께 남았다. 1386년 11월 21일, 대포를 비롯한 화약 무기들의 맹공격으로 마침내 성벽이 무너지고 티무르의 군대가 트빌리시로 진입했다. 이에 바그라트 5세는 수비 병력들을 이끌고 성 내부로 진입한 적을 향해 맹렬히 돌진했고, 양자는 막대한 희생을 치렀다. 그러다 구원군이 트빌리시에 접근한 뒤 후방을 노리자, 티무르는 일단 병력을 뒤로 물렸다.
그러나, 티무르는 구원군을 물리치고는 다음날 트빌리시를 끝끝내 점령했으며, 도시 내부의 수도원들을 모조리 파괴하고 시민들을 무자비하게 학살했다. 바그라트 5세는 최후까지 사투를 벌이다 생포된 뒤, 아내 안나 및 차남 다비트와 함께 티무르에게 끌려갔다. 이후 그는 포로 신분으로 티무르의 원정에 따라가면서 그의 나라가 침략자들에게 무참히 파괴되는 걸 지켜봐야 했다. 티무르는 카라바흐에서 겨울을 보낸 뒤, 휘하의 아미르를 파견하여 아직도 자신에게 복종하지 않는 조지아 도시들을 모조리 파괴하게 했다.
트빌리시는 다시 황폐화되었고, 카르틀리 남부 일대는 사람의 흔적을 찾아보기 힘들 정도로 파괴되었으며, 조지아의 종교 중심지였던 므츠헤타의 수많은 정교회 수도원들이 약탈당했다. 이슬람으로 개종하기를 거부한 다수의 사제, 수녀 및 주민들은 교회에 갇혀 산채로 불태워졌다. 이후 티무르 군대는 남쪽으로 이동하여 카헤티 일대에서도 똑같이 이를 행했다. 이렇게 조지아 대부분을 파괴한 뒤 귀환한 아미르는 티무르로부터 승리를 축하받은 뒤, 바그라트 5세에게 개종하지 않으면 그를 죽여버리고 파괴를 재개하겠다고 위협했다. 결국 그는 백성을 구하기 위해 어쩔 수 없이 부인과 함께 이슬람으로 개종했다. 다만 장남 기오르기 7세는 조지아 서부의 산악 지대인 이메레티에서 독자적으로 잔여 병력을 규합하여 티무르에 대항했다.
바그라트 5세는 다비트 4세가 착용했던 외투를 포함한 수많은 선물을 티무르에게 헌상했고, 티무르는 이에 보답하겠다며 그와 안나 왕비, 다비트 왕자를 조지아로 돌려보냈다. 하지만 그는 돌아오자마자 이슬람 개종을 취소했다. 이 소식을 뒤늦게 전해들은 티무르는 1387년 휘하의 봉신에게 12,000명의 병력을 주어 조지아를 공격하게 했다. 하지만 이들은 그의 장남 기오르기 7세가 이끄는 조지아군의 매복 공격으로 섬멸되었다. 티무르는 이에 분노하여 대군을 이끌고 조지아로 쳐들어가 트빌리시 일대에서 또다시 파괴를 자행했지만, 본국에서 반란이 일어났다는 소식을 듣자 조지아를 급히 떠나야 했다.

#### 이메레티의 일시적인 독립과 정벌
한편, 바그라트 5세에 의해 이메레티의 에리스타비로 임명되었던 알렉산드레 1세는 조지아 왕국이 티무르의 맹공에 대응하느라 자신에게 신경을 쓰지 못하자, 1387년에 독립을 선언하고 자신을 이메레티의 왕으로 칭했다. 하지만 중심 도시였던 쿠타이시는 기오르기 7세의 수중에 남았고, 밍그렐리아, 구리야, 압하지야, 스바네티의 공작은 알렉산드레 1세의 합류 권유를 단호히 거부했다.
얼마 뒤, 알렉산드레 1세는 이메레티 전역을 장악하는 데 성공했지만 1389년 사망하고 아우 기오르기 1세가 그 뒤를 이었다. 1392년, 기오르기 1세는 밍그렐리아 공작 바메크 1세와 맞붙었으나 참패하고 목숨을 잃었다. 이에 이메레티를 되찾을 기회가 왔다고 판단한 그는 아들 기오르기 7세에게 이메레티 공략을 맡겼다. 기오르기 7세는 이메레티를 공략해 조지아 왕국과 재결합했다. 기오르기 1세의 형제인 콘스탄틴 2세와 알렉산드레 1세의 아들인 디미트리오스는 캅카스 북부로 피신해야 했다.

#### 계속되는 티무르의 침공과 내부의 혼란

기오르기 7세 즉위 당시 조지아 왕국의 영역. 트빌리시를 포함한 대부분의 영토가 티무르 제국에게로 넘어가버린 것을 확인할 수 있다.

1393년, 바그라트 5세는 파란만장했던 그의 생애를 마쳤다. 조지아인들은 수많은 어려움에도 좌절하지 않고 나라를 구하기 위해 노력을 아끼지 않았던 그의 죽음에 안타까워하며, 바그라트 5세에게 "대왕(დიდი)"라는 칭호를 내려주었다.
그의 뒤를 이어 즉위한 기오르기 7세는 즉위하자마자 티무르의 공세에 시달려야 했다. 티무르는 1394년 봄에 캅카스 남부로 침입한 뒤, 4명의 지휘관에게 각각 40,000명의 군대를 주어 조지아 왕국을 공격하도록 했다. 그들은 삼츠헤, 코르스, 콜라, 아할치케를 무자비하게 파괴했다. 그러나 조지아인들이 이에 맞서 격렬히 저항하자 후퇴해야 했다.
그해 가을, 티무르는 대군을 이끌고 트리알테티와 카르틀리 남부를 거쳐 아라그비 계곡으로 쳐들어왔으며, 도중에 보이는 모든 것들을 파괴하고 주민들을 학살했다. 아마도 그의 목적은 조지아 잔존 세력들의 섬멸과 토크타미시 칸의 침공 가능성을 사전에 차단하기 위해 다리알 협곡을 점령하는 것이었을 것이다. 그러나 조지아인들이 산악 지대로 후퇴한 뒤 필사적으로 항전을 이어나가면서 전황이 지지부진해졌다. 이후 티무르는 조지아의 평야 지대를 황폐화시켰으나, 토크타미시가 캅카스 동부로 쳐들어오자 이를 막기 위해 이동했다. 사실 이전에도 이런 일이 있었는데, 이것은 티무르가 토크타미시로부터 승리를 거두기 위해서는 조지아를 포함한 캅카스 국경의 소국들을 완전히 제압해야 한다는 것을 의미했다.
티무르는 1399년 겨울에 10만의 정예병력을 이끌고 조지아 왕국의 국경을 돌파했다. 그런 다음 쿠라 강을 건너 마체트로 진격했고, 조지아군이 채 대응하기도 전에 카헤티와 헤레티를 기습공격하여 함락시켰다. 조지아인들은 다시 산악 지대로 피신했고, 조지아 장군 키미샤가 전술적으로 회피 작전을 펄쳐 적들의 공격을 지연시키기 위해 고군분투했다. 티무르의 군대는 교회와 수도원을 약탈하고 불태웠으며, 은신처에 있던 주민들을 노예로 끌고 가거나 잔혹하게 죽였다.
티무르는 1400년 봄과 여름에 다시 조지아를 침공하여, 카르틀리 남부에서 기오르기 7세가 이끄는 조지아군을 격파한 뒤 약 60,000명을 노예로 끌고 갔다. 이때 전쟁의 간접적인 피해, 즉 기아와 전염병으로 대다수의 조지아 주민들이 사망하고 말았다. 이후 티무르는 완전히 조지아를 정복하고자 했으나, 주민들을 산악 지대에 피신시키고 유격전을 전개하는 그에게 고전을 면치 못했다. 그러다 오스만 제국의 "뇌제" 바예지드 1세와의 전쟁이 임박하자, 티무르는 전력을 아나톨리아 방면으로 집중시키기 위해 조지아와 휴전 협약을 맺고 물러났다.
1402년에 앙카라 전투에서 오스만군을 상대로 결정적인 승리를 거두고 바예지드 1세를 사로잡은 티무르는, 조지아 왕이 자신을 직접 찾아와서 승리를 축하하지 않았다는 이유로 1403년과 1404년에 또다시 조지아를 공격했다. 이로 인해 700개 이상의 마을과 수많은 기념물이 완전히 파괴되었다. 결국 1404년, 기오르기 7세는 티무르 제국을 종주국으로 인정하고 매년 조공을 바치기로 했다. 그 대신 기존의 기독교 신앙을 계속 믿는 것이 허용되었으며, 제국 정부로부터 자치권을 얻어낼 수 있었다.
이렇듯 티무르의 연이은 침공으로 조지아 왕국 혼란에 빠진 틈을 타서, 알렉산드레 1세의 동생 콘스탄틴 2세가 1396년 이메레티로 돌아와 많은 요새를 공략하고 자신을 이메레티의 왕이라고 자칭했다. 하지만 그는 1401년 망그렐리아의 통치자 마미아 2세에게 참패한 뒤 전사했다. 그는 이를 틈타 이메레티를 탈환하고 알렉산드레 1세의 아들 디미트리오스를 남부 카르틀리의 솜히티로 유배했다. 이후 티무르가 1405년에 병사하자, 기오르기 7세는 나흐츠반과 간자를 정복하고 아니, 에르주룸, 타브리즈를 공략함으로써 왕국의 국경을 일시적으로 확장시키는데 성공했다.

### 끝나지 않은 위협, 튀르크멘인들의 침공

#### 배경
티무르의 파괴적인 침략과 그에 따른 왕국의 황폐화 이후, 조지아인들은 곧 새로운 위협에 직면해야 했다. 1405년, 티무르의 죽음은 오직 피지배자들의 두려움과 공포, 그리고 피로써만 이루어졌던 그의 제국의 종말을 알렸다. 튀르크멘인들, 특히 카라 코윤루라 불리는 씨족 연맹체는 페르시아와 트란스옥시아나의 대부분을 지배했던 티무르 제국 통치자 샤 루흐에게 반기를 든 첫 번째 세력이었다. 그 통치자인 카라 유수프는 페르시아 서부에서 티무르 군대를 격파하고, 바그다드를 포함한 메소포타미아 일대를 장악함으로써 카라 코윤루를 중동의 신흥 주도 세력으로 자리매김하도록 했다.

#### 카라 유수프의 조지아 침공
1407년, 카라 유수프는 조지아 왕국을 침공하여 15,000명의 포로를 사로잡고 기오르기 7세를 전사시켰다. 뒤이어 왕위에 오른 콘스탄틴 1세는 그들이 캅카스로 영역을 확장하는 것을 두려워하여 시르반샤의 이브라힘 1세와 샤키의 통치자 사이드 아흐메드와 동맹을 맺었다. 그러나 이들은 1412년 찰라간 전투에서 참패했고, 그와 동생 다비트, 이브라힘 1세는 생포되었다. 콘스탄틴 1세는 포로가 되었음에도 오만하게 행동했다가, 분노한 카라 유수프에 의해 300명의 귀족 및 동생과 함께 처형되었다.

#### 알렉산드레 1세의 반격

14~15세기 무렵의 조지아 왕국 영토

콘스탄틴 1세의 뒤를 이어 즉위한 알렉산드레 1세 역시 튀르크멘인들의 끊임없는 침략에 직면했다. 그러나 그는 먼저 영내에 깊숙히 침입한 카라 코윤루를 격파하고 그들을 조지아에서 몰아냈으며, 1412~1415년 사이에 밍그렐리아의 다디아니, 삼츠헤의 자켈리, 압하지야의 쉬르바시제 간의 삼자 분쟁을 조정하고, 이들로부터 충성 서약을 받아내면서 내부를 안정시켰다. 이후 그는 외세의 오랜 침략으로 황폐화된 조지아를 재건하는 데 총력을 기울였다. 므츠헤타를 포함한 많은 도시, 수도원 및 대성당이 재건되었으며, 이에 따른 비용을 마련하기 위해 기존의 세금 제도가 정비 및 신설되었다. 한편 조지아 정교회 조직을 재건하고 예루살렘에 세워진 조지아 수도원에 막대한 보조금을 지급하는 등 종교 진흥 정책도 같이 시행되었다.
그렇지만 그가 내치에만 전념한 것은 아니었다. 알렉산드레 1세는 튀르크멘인들로부터 1416년 아할치케, 1431년 로리를 잇달아 탈환했으며, 1434~1435년 경에는 스바네티의 종주권을 확보하고 아르메니아 오르벨 왕조의 베슈켄 2세에게 슈니크에 자리 잡고 있던 카라 코윤루를 공격하도록 격려한 뒤, 그가 승리를 거두자 이에 대한 보답으로 로리를 영지로 하사하기도 했다. 또한 그는 많은 아르메니아인들의 이민을 받아들였으며, 티무르 제국에 포로로 끌려갔다가 탈출한 60,000명의 조지아인들을 받아들임으로써 크게 감소했던 왕국의 인구를 늘리고자 하는 등, 점점 쇠퇴해가던 왕국을 복구하기 위해 다방면으로 노력을 아끼지 않았다.

#### 자한 샤의 1차 조지아 침공
1440년, 알렉산드레 1세는 당시 카라 코윤루의 통치자였던 자한 샤에게 조공을 바치는 것을 중단하고, 앞으로는 그에게 경의를 표하지 않겠다고 선언했다. 그러자 그해 3월 자한 샤는 20,000명의 군대를 이끌고 조지아로 쳐들어가 삼쉬빌데를 파괴하고 트빌리시를 함락시켰다. 그곳에서 자한 샤는 8,000명을 학살하고 9,000명을 노예로 끌고 갔으며, 조지아에 막대한 배상금을 요구하고는 수도 타브리즈로 귀환하였다. 이 일로 알렉산드레 1세의 권위는 큰 타격을 입게 되었다.

#### 알렉산드레 1세의 실책
알렉산드레 1세는 강력한 귀족들이 각지에서 막강한 권세를 누리고 중앙 정부의 명령에 자주 반항적으로 행동하는 문제를 해결하려 했다. 이를 위해 장남인 바크탕 4세를 카헤티, 차남 디미트리오스를 이메레티, 그리고 3남 기오르기 8세를 카르틀리에 각각 공동 통치자로 임명했으며, 또한 외가 친척들을 이메레티의 에리스타비로 임명했지만 실권을 주지는 않았다. 그는 이를 통해 바그라티온 왕조의 조지아 전역 지배를 꾀했다.
그러나 그가 각지에 아들들을 공동 통치자로 임명한 조치는 오히려 왕국에 분열과 내란이라는 역효과를 초래했다. 그들은 강력한 왕권을 제한없이 사용하면서도 아버지의 지시에 고분고분하게 순종하지 않았고, 더 나아가 형제들을 제거하고 스스로가 왕으로 즉위하고자 하는 야심을 품었다. 세속적인 문제가 그의 통치를 위협하자, 알렉산드레 1세는 1442년 장남 바크탕 4세에게 양위하고는 아타나시오스라는 이름으로 수도원에 들어가버렸다.

#### 바크탕 4세의 짧은 집권, 그리고 자한 샤의 2차 조지아 침공

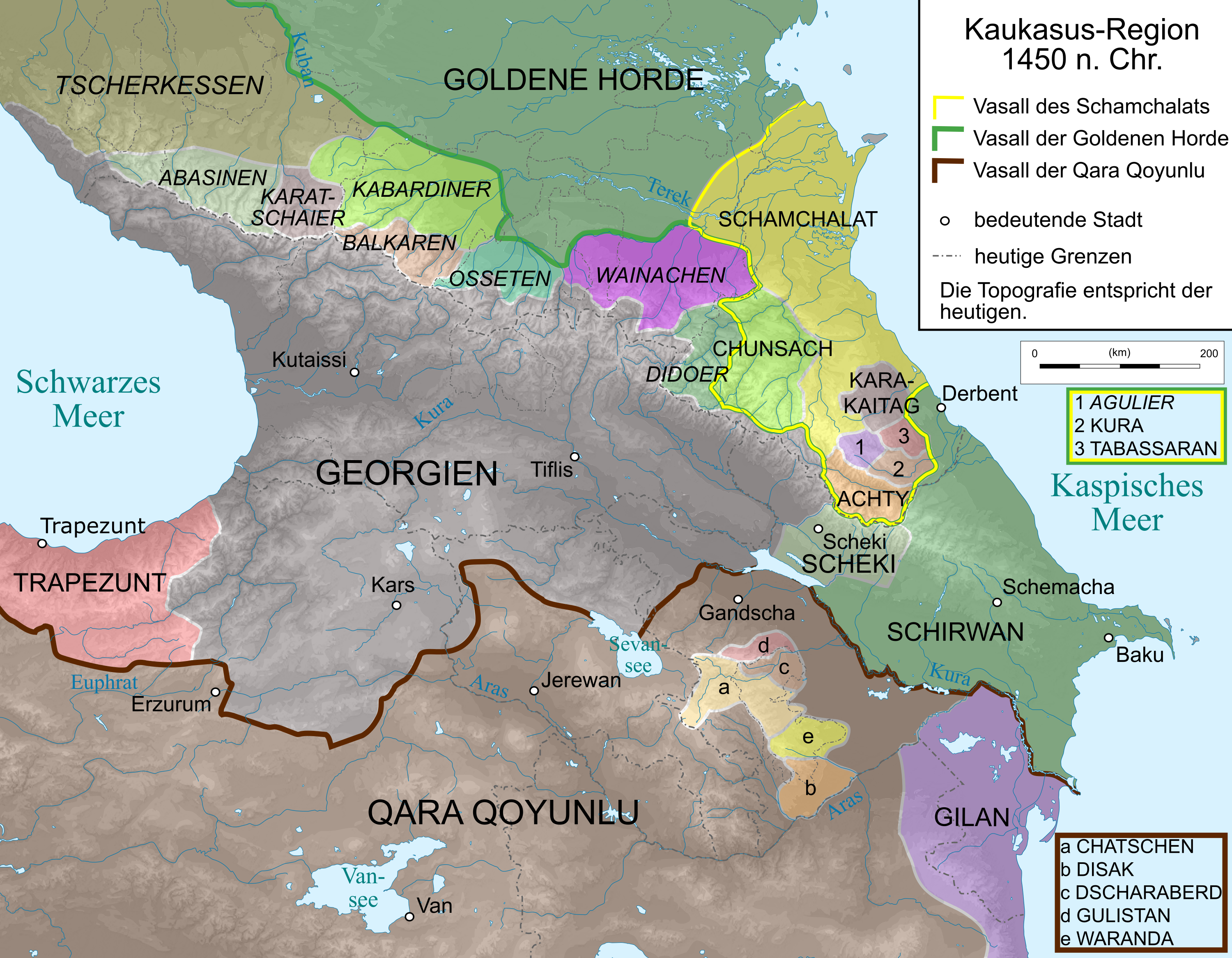
1450년 무렵 조지아 왕국의 영토

1442년에 즉위한 바크탕 4세는 스스로를 "란, 카헤티, 스반스, 그리스, 아르메니아, 밍그렐리아, 카르트벨리, 지크와 알란인의 왕이자 시르반의 샤한샤, 이메레티와 아미에레티의 왕, 동부와 북부, 그리고 모든 기독교의 왕"이라는 거창한 수식어로 꾸미면서 자신의 권위를 드높이고자 했지만, 실질적으로 그의 지배력은 자신의 영지였던 카헤티에만 국한되었으며, 이메레티와 카르틀리를 각각 지배하고 있던 디미트리오스와 기오르기 8세가 그의 명령에 순종하지 않았고, 귀족들 역시 각자의 주군을 추종했기 때문에 통치가 원할하게 이루어지지 못했다. 바크탕 4세는 이 상황을 만회하기 위해 강력한 귀족이었던 자알 파나스카르텔리 치치쉬빌리의 딸 시티카툰 파나스카르텔리와 결혼했다. 그러나 그녀는 2년 후인 1444년 자식 없이 세상을 떠났다.
1444년, 카라 코윤루의 자한 샤가 재차 조지아를 침공했다. 바크탕 4세는 이에 맞서 싸우고자 군대를 이끌고 출진했고, 조지아 남부의 아할치케에서 결전을 벌였다. 이 전투에서 양측 모두 상당한 사상자를 냈지만 우열을 가리지 못했고, 결국 자한 샤는 밤을 틈타 타브리즈로 철수했다. 이렇게 외부로부터의 위협을 성공적으로 막아냈지만, 이는 내부의 갈등을 해소하는 데 별 역할을 하지 못했다. 바크탕 4세는 귀족들의 제어에 실패하여 그들을 주요 요직에 임명해야 했을 뿐만 아니라, 삼츠헤 공작 이바네 2세가 사망하자 이바네 3세의 아들 쿠바르쿠바레 2세를 새로운 공작으로 임명함으로써 그의 삼촌이었던 아그부카가 이에 반발해 반란을 일으키도록 이끌었다. 이로 인해 그는  조지아 왕실의 든든한 지원 세력이었던 삼츠헤가 혼란에 빠지는 것을 막을 수 없었다.

#### 형제 계승기

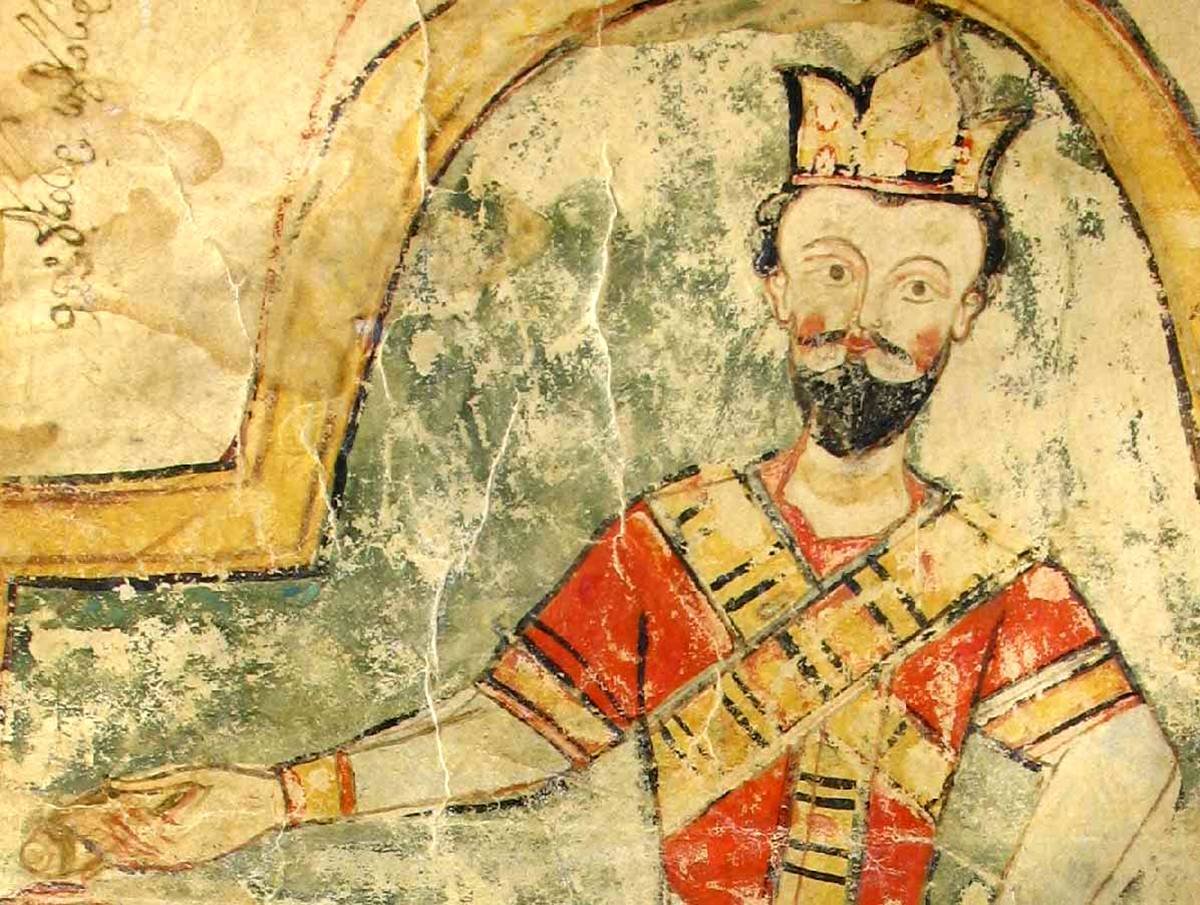
기오르기 8세의 초상화

1446년 바크탕 4세가 후계자 없이 사망하자 이메레티 통치자 디미트리오스와 카르틀리 통치자 기오르기 8세가 왕위를 놓고 경쟁했는데, 그 결과 기오르기 8세가 형을 밀어내고 조지아 왕국의 왕으로 즉위했다. 그의 치세는 마지막 통합 조지아 왕국의 시기이자 이후 이어질 조지아 분열기의 시작으로 평가받는다.
1451년, 비잔티움의 마지막 황제였던 콘스탄티노스 11세가 사절단을 보내어 비잔티움 제국과 조지아 왕국과의 결혼 동맹을 제안했다. 기오르기 8세는 이에 동의하였으나, 그에게 지참금으로 비잔티움 제국의 영토를 할양할 것을 요구했다. 그러면서 그 대가로 56,000두카트, 보석, 고급 가구, 예식용 의복들을 제공하며 매년 연간 지불료 3,000두카트를 보내겠다고 약조했다. 이것은 피폐해졌던 당시 조지아 왕국의 경제로는 감당할 수 없는 것이었다. 그러나 1453년, 콘스탄티노플이 메흐메트 2세가 이끄는 오스만 군대에게 정복되고 비잔티움 제국이 멸망하면서 이는 이루어지지 않았다.
그는 공식적으로는 자신이 조지아 왕을 내세웠지만, 실제로는 자신의 영지였던 카르틀리만 통제할 수 있었고, 밍그렐리아, 구리아, 삼츠헤 등 조지아 공국들이 독립하려는 시도로부터 자유롭지 않았다. 1447년 삼츠헤에서 재차 내전이 벌어졌고, 기존 통치자 아그부카가 쿠바르쿠바레 2세에게 패배한 뒤 조지아 왕궁으로 피신했다. 이에 양측 사이에는 긴장감이 감돌았다. 1451년 아그부카가 사망한 뒤, 기오르기 8세는 쿠바르쿠바레 2세에게 아타베그 칭호와 삼츠헤 공작 직위를 하사했지만, 이것이 조지아 왕국과 그 봉신 사이의 악화된 관계에 변환점을 가져오지는 못했다.
얼마 뒤, 쿠바르쿠바레 2세는 삼츠헤 내 조지아 왕실의 영지를 전부 몰수하고, 예루살렘과 안티오키아에서 찾아온 성직자들로 삼츠헤 정교회를 구성하여 본국으로부터의 종교적인 독립을 선포했다. 곧 삼츠헤에서 기오르기 8세와 조지아 총대주교 다비트 4세의 이름은 삭제되었고, 자신들이 독자적으로 선출한 주교를 총대주교의 직위로 격상했다. 이에 조지아 정교회는 사제들에게 삼츠헤 교회에 대한 예배 집전을 하지 말라고 경고하고, 삼츠헤 사제들을 파문하는 것으로 맞대응했다. 그러나 곧 심각한 재정위기를 겪게 되자, 삼츠헤 정교회는 조지아 왕국으로부터 독립하려던 계획을 포기하고 므츠헤타의 총대주교를 다시 받들었다.
한편, 1452~1453년 사이에 그의 형제 디미트리오스가 사냥 도중 사망했다. 이리하여 조지아의 유일한 군주가 된 기오르기 8세는, 이를 과시하기 위해 므츠헤타에서 다비트 4세의 주관하에 대관식을 거행하고 1455년 콘스탄틴 1세의 손자 바그라트 6세를 이메레티의 통치자로 임명했으며, 디미트리오스의 아들 콘스탄틴 2세를 자신의 보호 하에 두었다. 이 무렵 카스피해 연안의 이슬람 세력권이자 조지아의 속국인 시르반 지역에서 반란이 일어났다. 그는 즉시 군대를 이끌고 진군하여 짧은 전투 끝에 시르반을 다시 복속시켰다.

#### 우준 하산의 침공
1469년, 아크 코윤루라는 또 다른 튀르크멘 씨족 연맹체가 카라 코윤루를 대체했다. 이들은 여러 면에서 그들의 전임자와 유사했는데, 그 통치자인 우준 하산은 1456년 처음으로 조지아를 침공하여 솜키티를 파괴하고 오르베티 요새를 함락시켰다. 총독이 항복하고 그의 군대에 합류한 이후에야 그 지역에 대한 궤멸적인 공격이 멈추어질 수 있었다. 그 뒤 하산은 카르틀리 일대를 황폐화시고 무크라니를 점령하고는 본국으로 회군하였다. 다만, 이후에도 아크 코윤루는 1466년, 1472년, 그리고 1476~1477년의 3차례에 걸쳐 지속적으로 조지아 왕국에 침입하여 약탈과 파괴를 자행했다.

#### 조지아-사파비 동맹
사파비 제국의 창시자 이스마일 1세는, 1502년 조지아인들과 동맹을 맺고 그 해 아크 코윤루로부터 결정적인 승리를 거둠으로써 튀르크멘 침략의 종말을 알렸다.

### 망국의 길

#### 십자군 결성 실패
콘스탄티노플의 함락이 가져다 준 지정학적 변화, 그리고 서방 기독교 세계와 조지아 간의 단절은, 내분이 계속되고 있던 조지아 왕국의 통치자들에게 명백히 일시적인 협력을 달성하도록 강요했다. 1459년, 외세의 위협이 점차 심화됨에 따라 기오르기 8세와 삼츠헤 공작 쿠바르쿠바레 2세는 서로 평화 조약을 체결하고 외부로부터의 위협에 공동 대응을 약속했다.
한편 1452년, 교황 니콜라오 5세는 "이교도"들인 오스만 제국의 손에서 콘스탄티노플을 탈환하기 위해 십자군 원정을 계획했다. 그러나 그가 1455년에 사망하면서 이는 무산되는 듯 했다. 1456년, 새로운 교황 갈리스토 3세의 외교 대사인 루도비코 다 볼로냐가 조지아에 도착했다. 그는 로마에 보낼 보고서를 작성하면서, 그곳에 이곳 주민들의 경건함뿐만 아니라 왕족들끼리의 내전으로 인한 심각한 상황을 특히 강조했다. 이 보고 이후, 교황청은 조지아 왕국에게 유럽에 사절단을 파견할 것을 촉구했고, 기오르기 8세는 이를 수락했다. 1459년 9월에 갈리스토 3세의 후계자 비오 2세는, 니콜라오 5세의 계획을 이어받아 오스만에 대항하는 새로운 십자군 원정을 선포했다. 그해 11월부터 기오르기 8세, 쿠바르쿠바레 2세, 비오 2세, 베네치아 도제 파스콸레 말리피에로와 부르고뉴 공작 필리프 3세 사이에 정기적인 연락이 시작되었다.
기오르기 8세는 교황의 사절로부터 십자군에 참여해달라는 요청을 받자 즉각 동의했으며, 그에게 조지아 본토에서 40,000명, 트라페준타 제국에서 30,000명, 아르메니아에서 20,000명, 삼츠헤에서 20,000명, 밍그렐리아에서 10,000명을 차출하여 총 12만의 대군 및 항구 도시들에서 가져온 30척의 배, 오스만 제국에 적대적이었던 우준 하산의 제한된 병력, 그리고 구리아의 다른 분견대들이 함께 할 거라 약속했다. 비오 2세는 기오르기 8세의 이러한 답변에 고무되어, 그를 "페르시아의 왕"으로 칭하고 유럽 전역에 사절을 보내 조지아와 함께 오스만 제국을  유럽에서 몰아낼 것을 호소했다. 그러나 정작 샤를 7세와 루이 11세의 프랑스 왕국, 그리고 프리드리히 3세의 신성 로마 제국을 비롯한 대부분의 서방 기독교 국가들은 십자군에 회의적인 태도로 일관했으므로, 교황과 기오르기 8세의 원대한 계획은 마침내 실패하고 말았다. 이후 조지아 사절단들은 유럽을 떠나면서 다음과 같은 말을 남겼다.
적절한 순간을 이용하지 못했기 때문에, 유럽인들은 곧 빈의 문턱에서 오스만 제국을 보게 될 것이다.

#### 트라페준타 제국의 멸망

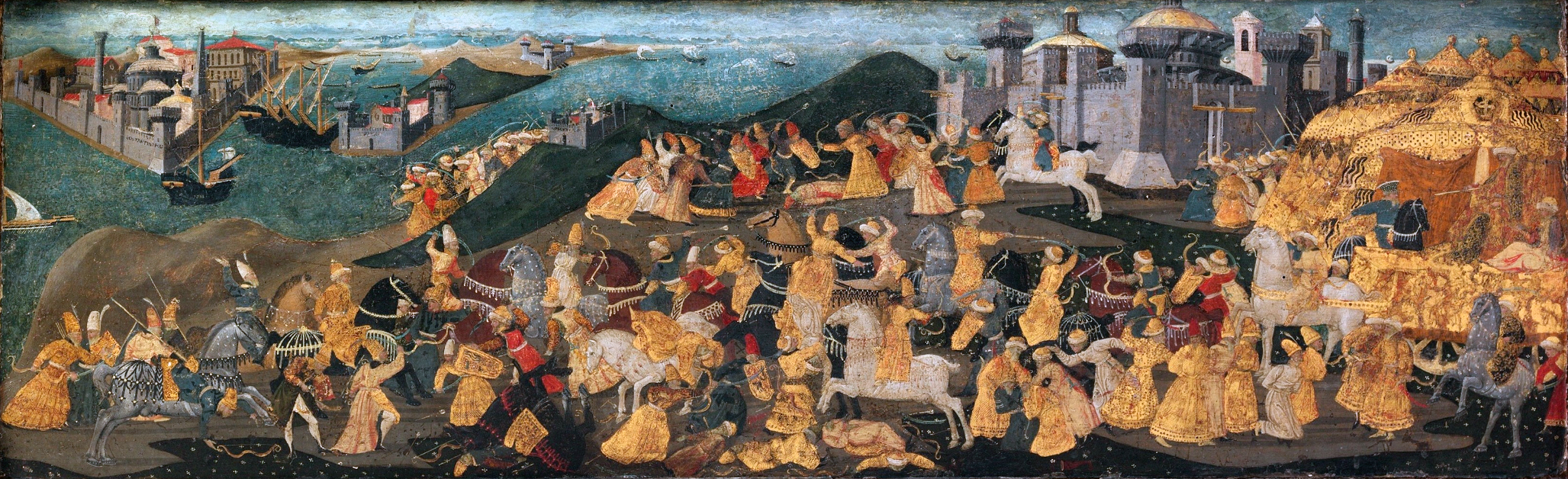
이탈리아 화가 아폴로니오 디 지오반니 디 토마소의 트라페준타 공방전을 묘사한 그림. 실은 트라페준타 제국이 멸망한 이후에 그려진 것이다.

조지아 왕국 서남부에 인접해 있던 트라페준타 제국은 콘스탄티노플이 함락된 이후 비잔티움 제국 최후의 보루였으며, 또한 1204년 건국 당시에도 타마르가 알렉시오스 1세를 전폭적으로 지원해주는 등 조지아 왕국의 가장 든든하고 긴밀한 동맹국 중 하나였다.
그러나, 이러한 동맹 관계는 콘스탄티노플을 무너뜨린 메흐메트 2세의 정복욕을 자극시켰다. 1460년 9월 14일, 조지아 사절단들이 아직 유럽에 있는 사이, 메흐메트 2세가 이끄는 오스만군이 트라페준타를 포위 공격했다. 이에 앞서 그는 조지아에 사절단을 보냈다. 사절단 대표 오스트로비카의 콘스탄틴은, "만약 조지아군이 트라페준타에 단 한 명의 지원 병력이라도 파견한다면, 술탄께서는 친히 조지아를 침공하실 것"이라고 말하면서 위협했다. 트라페준타 제국의 마지막 황제 다비드 메가스 콤네노스는 조지아의 구원을 기대했으나, 기오르기 8세는 메흐메트 2세의 침공을 두려워하여 이들을 돕지 않았다. 이리하여 미하일 8세 팔레올로고스가 콘스탄티노플을 수복한지 정확히 200년이 지난 1461년 8월 15일, 트라페준타 제국이 오스만 제국에게 항복하면서 마침내 비잔티움 문명의 마지막 잔재에 종지부가 찍히게 되었다. 트라페준타 황실은 대거 처형되었지만, 다비드의 아내인 엘리니 칸타쿠제노스 등의 일부 인사들은 조지아 왕국으로 망명했다.

#### 내부 통합의 붕괴
기오르기 8세의 외교 정책이 실패를 거듭하면서, 조지아 내부의 단결성은 점차 무너져가고 있었다. 1462년, 이메레티의 통치자 바그라트 6세는 삼츠헤 공작 쿠바르쿠바레 2세와 접촉하여, 얼마 뒤 반란을 일으키기로 합의를 맺었다. 기오르기 8세의 사촌이자 조지아 왕족이었던 그는, 곧 조지아 서부의 여러 귀족들까지 끌어들임으로써 그 규모를 더욱 확대시켰다.
바그라트 6세는 삼츠헤 이외에도 밍그렐리아의 리파리트 1세, 구리아의 마미아 가문, 압하지야 및 스바네티의 공작들과 "중앙 정부의 간섭으로부터 해방시켜 주겠다."라는 조건으로 동맹을 맺는 데 성공했다. 이리하여 기오르기 8세에 대항하는 반란이 일어났다. 반란군은 조지아 서부를 휩쓴 뒤 이메레티의 수많은 요새들을 점령했다. 그러자 기오르기 8세는 이를 좌시하지 않고 즉각 토벌에 나섰다. 1463년, 리키 산맥을 넘어 이메레티로 진군한 그는 공식적으로 반란에 가담하지 않고 있던 쿠바르쿠바레 2세에게 지원을 요청했다. 쿠바르쿠바레 2세는 군대를 이끌고 이메레티에 도착했으나, 전장에서 멀리 떨어진 곳에 진을 치고 상황을 관망하기만 했다. 양군은 치코리 전투에서 격돌했고, 그 결과 반란군은 중앙 정부군에게 결정적인 패배를 안겨주었다.
전투에서 패배한 기오르기 8세는 카르틀리로 후퇴한 뒤, 자신에게 충성하지 않는다고 판단된 몇몇 귀족들을 엄벌에 처했다. 한편 바그라트 6세는 조지아 서부의 중심지이자 가장 큰 도시였던 쿠타이시를 점령하고는, 밍그렐리아, 구리아, 압하지야, 삼츠헤, 스바네티의 대귀족들 앞에서 스스로를 "이메레티의 왕인 바그라트 2세"로 칭했다. 이는 조지아 왕국의 몰락의 시작을 알렸으며, 이후 조지아 군주들은 다시는 통합된 단일 국가를 통치하지 않을 것임을 예고했다.
그 사이 쿠바르쿠바레 2세는 재차 조지아로부터 독립할 기회를 노렸다. 그는 아할치케에서 독자적인 동전을 주조했으며, 그의 칭호에 "왕Mepe"을 덧붙혔다. 이에 기오르기 8세는 복수를 다짐하고 잔존 병력을 규합하여 삼츠헤로 쳐들어갔다. 쿠바르쿠바레 2세를 두려워한 대다수의 지역 귀족들이 그에게 협력하면서, 원정은 순조롭게 이어지는 듯 했다. 그러나 이때 우준 하산이 그의 본거지인 카르틀리를 공격하여 무자비한 파괴를 행했다. 때문에 기오르기 8세는 회군하여 하산과 맞붙었으나 재차 패배했고, 이후 아크 코윤루 군대는 조지아 동부 일대를 황폐화시킨 뒤 돌아갔다. 이 패배로 기오르기 8세의 지방 통제력은 겉잡을 수 없이 약화되었으며, 동부의 시르반, 아란, 모바칸 등 일부 지역이 떨어져 나갔다. 한편 쿠바르쿠바레 2세는 바그라트 6세의 지원을 받아 빼앗겼던 영토를 탈환했고, 기오르기 8세에게 협조했던 지역 귀족들과 정적들을 모조리 처형하거나 엄벌에 처했다.
1465년, 한 자객이 기오르기 8세를 죽이려 시도했으나 보좌관인 이오탐 제드구니제가 대신 칼을 맞고 사망하는 사건이 일어났다. 그는 이오탐의 아들들에게 카르틀리의 여러 성채를 하사하고 이오탐에게 "카르틀리의 장군Generalissimo of Kartli"이라는 칭호를 하사했다. 이후 기오르기 8세는 아라그비 공국과 동맹을 맺은 후 삼츠헤를 다시 침공하기로 결심했다. 삼츠헤군과 조지아 군은 파라바니 호수에서 격돌했는데, 전투 자체는 조지아군이 승리했지만 아이러니하게도 기오르기 8세는 삼츠헤군에게 사로잡히고 말았다. 그의 조카인 콘스탄틴 2세는 가까스로 탈출하여 군대와 합류한 뒤 조지아 서부로 철수했다. 기오르기 8세는 아할치케로 끌려가 그곳에서 1년 동안 감옥 생활을 해야 했다.

### 멸망

#### 절정으로 치닫는 내부 분열
중앙 정부의 통치력이 감소함에 따라, 조지아 왕국 내부의 상황은 심각하게 퇴보했다. 기오르기 8세가 아할치케에 갇혀 있는 사이, 1466년 2월경 바그라트 6세는 군대를 이끌고 조지아의 수도 트빌리시에 입성하였으며, 기오르기 8세를 퇴위시킨 이후 스스로를 조지아의 왕으로 칭했다. 이제 그는 반기를 든 카헤티 지방을 제외한 조지아 대부분을 지배하게 되었다.
이 상황을 지켜본 쿠바르쿠바레 2세는, 심지어 그가 이전에 바그라트 6세를 지원했음에도 불구하고 새로운 조지아 군주의 세력이 점차 커져가는 것을 두려워했다. 삼츠헤에게, 조지아 왕국의 안정은 어떤 군주가 왕위에 있든 간에 상관없이, 자켈리 왕가의 독립이라는 원대한 야망에 크나큰 위협이 되었다. 따라서 쿠바르쿠바레 2세는 기오르기 8세와 협상하여, 후자에게 삼츠헤의 독립 용인, 아할치케의 자치권 보장, 서부 조지아 양도 등의 조건을 강요하는 대신에, 그의 석방을 보장할 것을 약속했다. 잘 알려지지 않은 또 다른 기록은 그가 기오르기 8세와 자신의 딸인 타마르 자켈리와 결혼하는 조건으로 풀어주기로 했다고도 한다.
이리하여 석방된 기오르기 8세는, 1466년 중순에 삼츠헤군의 지원을 받아 카르틀리를 탈환하려고 시도했으나, 그가 복귀할 경우 자신들에게 복수할 것을 우려한 지역 귀족들의 대대적인 반대에 부딪혔다. 결국 카르틀리에서 패배한 그는 잔여 병력을 수습한 뒤 쿠바르쿠바레 2세와 함께 카헤티로 이동했다.
카헤티 귀족들은 기존의 통치자였던 다비트보다는 기오르기 8세에게 더 정통성이 있다고 여겼고, 곧 그를 적극적으로 지지했다. 덕분에 기오르기 8세는 다비트를 물리치고 카헤티의 산악 지역으로 추방한 뒤, 1466년 말 보드베 수도원에서 즉위식을 거행하여 "카헤티의 왕인 기오르기 1세"를 칭했다. 이후 쿠바르쿠바레 2세는 삼츠헤로 돌아와 독립을 선포했으나, 기오르기 8세는 계속 카헤티에 남아 그곳을 통치했다. 한편 콘스탄틴 2세는 카르틀리로 이동한 뒤 세력을 정비하고 바그라트 6세에게 반기를 들었다.
이에 바그라트 6세는 기오르기 8세에게 협상을 제안했고, 마침 카헤티의 몇몇 귀족들이 자신을 적대시하는 것에 부담을 느낀 기오르기 8세도 동의했다. 1467년, 바그라트 6세와 기오르기 8세는 서로 자신들에게 복종하지 않는 귀족들의 토벌을 도와주고, 상호 간에 전쟁을 벌이지 않는 조약에 합의했다. 이후 두 군주는 함께 카르틀리를 침공하여 콘스탄틴 2세를 중부 조지아에서 축출했으며, 바그라트 6세는 트빌리시와 그의 왕좌를 되찾을 수 있었다. 이후 기오르기 8세는 여러 현명한 정책들을 펼치는 등 안정적인 통치를 이어가다가 1476년에 사망했다. 그의 뒤를 이은 장남 알렉산드레 1세는 카헤티에 군림하는 데 만족하기로 했다.
바그라트 6세는 기오르기 8세와 화해한 뒤 콘스탄틴 2세와 전쟁을 벌였으나, 그를 쉽사리 토벌할 수 없자 평화 협약을 체결했다. 그러는 사이, 아크 코윤루의 우준 하산이 조지아를 침공하여 파괴와 약탈을 자행했으며, 급기야 1477년에는 아크 코윤루의 군대가 조지아의 수도 트빌리시를 함락시키기에 이르렀다. 그러나 바그라트 6세는 별다른 저항도 하지 못하고, 매년 16,000 두카트의 공물을 지불하며 봉신을 자처하는 조건으로 그들에게 평화를 구걸해야 했다.
1478년 바그라트 6세가 사망하자, 차남 알렉산드레 2세가 왕위에 올랐다. 그는 조지아 서부의 쿠타이시에서 대관식을 거행하려 했지만, 밍그렐리아 공작 바메크 2세, 구리아 공작 카하베르 2세, 그리고 압하지야와 스바네티의 공작들이 이를 거부하면서 취소되었다.
그러자 카르틀리와 북 아르메니아 일대에 근거지를 두고 있던 콘스탄틴 2세가 케브수레티와 투체티의 산악 민병대의 도움을 받아 트빌리시를 점령한 뒤, 중앙 조지아 전역의 많은 요새를 차례차례 장악했다. 이리하여 수도를 잃은 알렉산드레 2세는 고리로 후퇴했지만, 1479년 그곳마저 공략당하자 쿠타이시로 피신했다. 이후 바메크 2세 및 대다수의 이메레티 귀족들이 콘스탄틴 2세에게 협력하여, 그가 별다른 저항 없이 쿠타이시를 공략하는 데 큰 도움을 주었다. 쿠타이시마저 함락당하자 알렉산드레 2세는 랏차와 레흐쿠미의 산악 지대로 피신했고, 콘스탄틴 2세는 밍그렐리아와 구리아 공작의 충성을 받아낸 뒤 쿠타이시에 수비대를 남겨둔 후 삼츠헤를 정벌하러 떠났다. 그 사이 산악 주민들과 동맹을 맺은 알렉산드레 2세는 콘스탄틴 2세의 군대를 상대로 수년 간 유격전을 전개했다.

#### 교회의 분열
통일 군주제의 붕괴는 그들 종교의 운명에도 적지 않은 영향을 미쳤다. 특히 쿠바르쿠바레 2세와 음제차부크 치하의 삼츠헤는 조지아 정교회로부터의 분리를 위해 노력을 아끼지 않았다. 남부 조지아 지역에서의 정교회 약화는 메스케티인들의 점진적인 이슬람화를 초래했다.
서부 조지아에서는 또 다른 양상이 나타났다. 이 지역에서의 가톨릭교도들은 이 시기에 그들의 영적 관할권을 이메레티 너머 구리아, 밍그렐리아, 스바네티, 압하지야에까지 확장시켰다. 이것은 19세기 조지아가 러시아 제국에 합병될 때까지 지속되었다.

#### 끝나지 않는 갈등
1483년, 콘스탄틴 2세는 삼츠헤와의 전쟁에서 결정적인 패배를 당하고 수도 트빌리시로 철수했다. 이때 1484년 콘스탄틴 2세의 핵심 지지자이자 이메레티의 권력자였던 밍그렐리아 공작 바메크 2세가 사망했다. 알렉산드레 2세는 이것이 절호의 기회라고 판단하고, 산악 지대에서 내려와 쿠타이시를 손쉽게 탈환하고 밍그렐리아와 구리아를 제외한 대부분의 지역을 장악한 뒤, 스스로를 "이베리아의 왕"으로 칭했다. 그러자 콘스탄틴 2세는 병력을 재정비하여 1485년 이메레티를 재차 침공했으나, 치코리 전투에서 그와 로르트키피나제 가문의 군대에게 패배하고 말았다. 설상가상으로 1486년 아크 코윤루의 통치자 야쿠브 베그가 쳐들어와 드마니시와 크베시를 공격하자, 콘스탄틴 2세는 결국 카르틀리로 철수했다.
1487년, 밍그렐리아 공작 라파리트 2세는 콘스탄틴 2세에게 이메레티로 원정할 것을 권고했다. 콘스탄틴 2세는 이를 받아들여 카르틀리 군대와 밍그렐리아 군대, 그리고 자신에게 동조하는 몇몇 이베리아 귀족들의 군대를 모두 동원하여 이메레티를 대대적으로 침공했다. 알렉산드레 2세는 쿠타이시를 포기하고 요새에서 농성했다. 적군이 요새를 포위하자, 그는 아들을 거기에 남기고 이메레티 북부의 산악 지대로 피신했다. 이후 콘스탄틴 2세는 요새를 함락시킨 뒤 이메레티에 대한 자신의 지배권을 공고히 하려 했으나, 1488년 야쿠브 베그의 휘하 아크 코윤루 장군 수피 칼릴 베그 모우실루가 조지아를 침공했다. 하지만 그는 알렉산드레 2세가 다시 이메레티를 장악할 것을 우려했으므로, 회군을 거부하고 2명의 장군을 보내 자신을 대신하여 튀르크멘인들을 격퇴하도록 했다. 그러자 야쿠브가 직접 나서 군대를 이끌고 조지아군을 전부 격파한 뒤 트빌리시를 포위했다. 결국 콘스탄틴 2세는 어쩔 수 없이 이번에도 철수해야 했다.

#### 1490년 왕실 회의, 그리고 왕국의 공식적인 해체

분열된 조지아 왕국의 지도

1489년, 알렉산드레 2세는 밍그렐리아 공작 리파리트 2세와 평화 협약을 체결하고, 랏차, 레흐쿠미, 스바네티에서 모집한 산악 부족 연합군과 함께 반격을 개시했다. 그는 이메레티의 여러 전략적 요새를 공략한 뒤 쿠타이시를 재탈환했다. 이에 진노한 콘스탄틴 2세는 왕실 평의회(다르바지)를 소집한 뒤 카헤티, 이메레티, 삼츠헤 재정복을 위한 원정 계획을 발표했다. 그러나 평의회에 참석한 귀족들은 콘스탄틴 2세의 권력이 증가하는 것을 원하지 않았기에, 조지아 왕국을 공식적으로 해체하기로 결의했다.
결국 콘스탄틴 2세는 평의회의 결정을 수용할 수 밖에 없었고, 1491년에 삼츠헤의 쿠바르쿠바레 2세 및 이메레티의 알렉산드레 2세, 카헤티의 알렉산드레 1세와 평화 협정을 체결했다. 이리하여 조지아 왕국은 공식적으로 멸망하게 되었고, 그 잔재로부터는 3개의 왕국(이메레티, 카헤티, 카르틀리)들과 1개의 공국(삼츠헤)이 등장했다. 이들은 19세기까지 서로 협력과 갈등을 주고받으며 존속하다가, 마침내 러시아 제국에게 차례차례 합병당하였다.

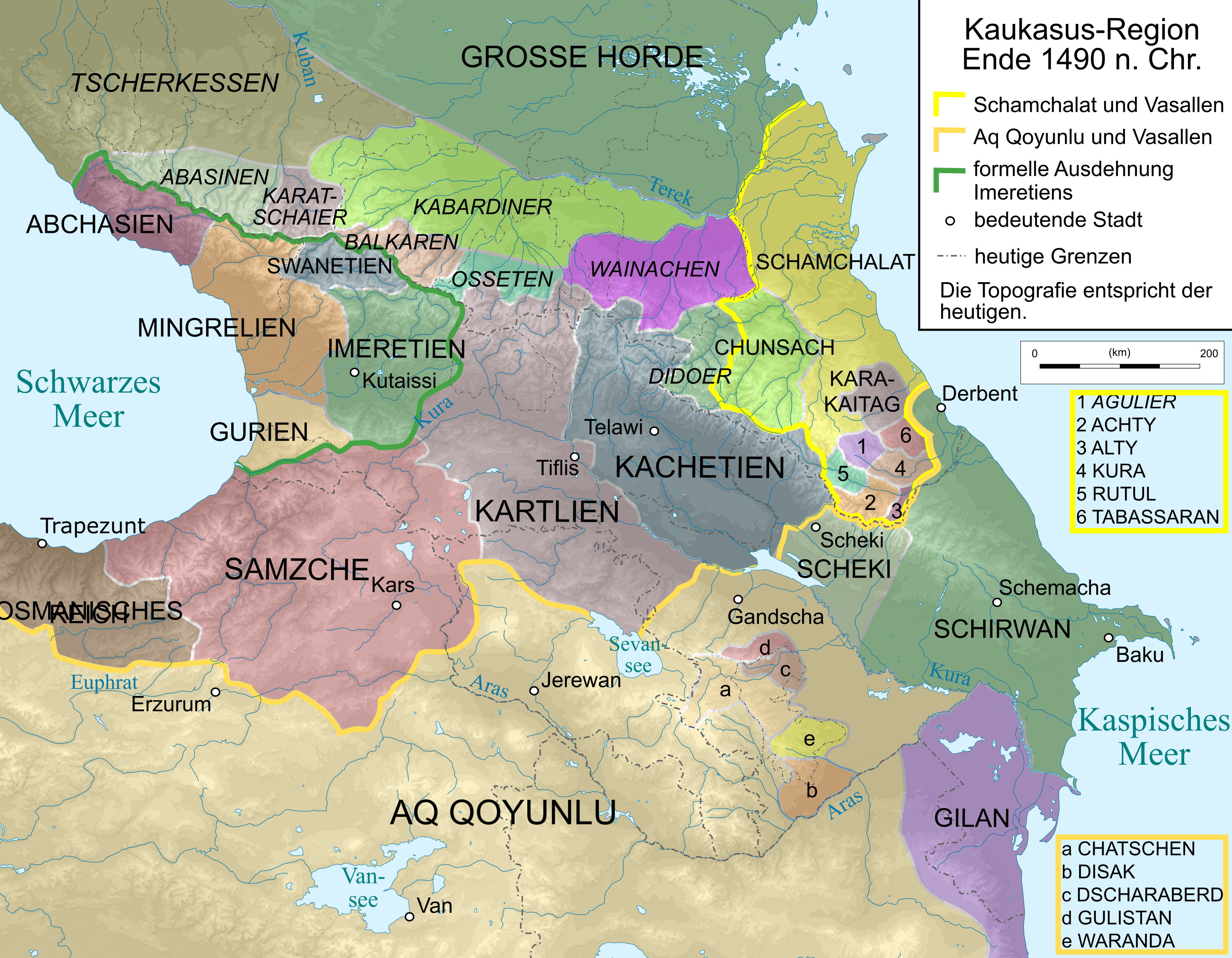
1490년 무렵 조지아의 형세. 여러 국가들로 나뉘어진 것이 보인다.

## 종교와 문화

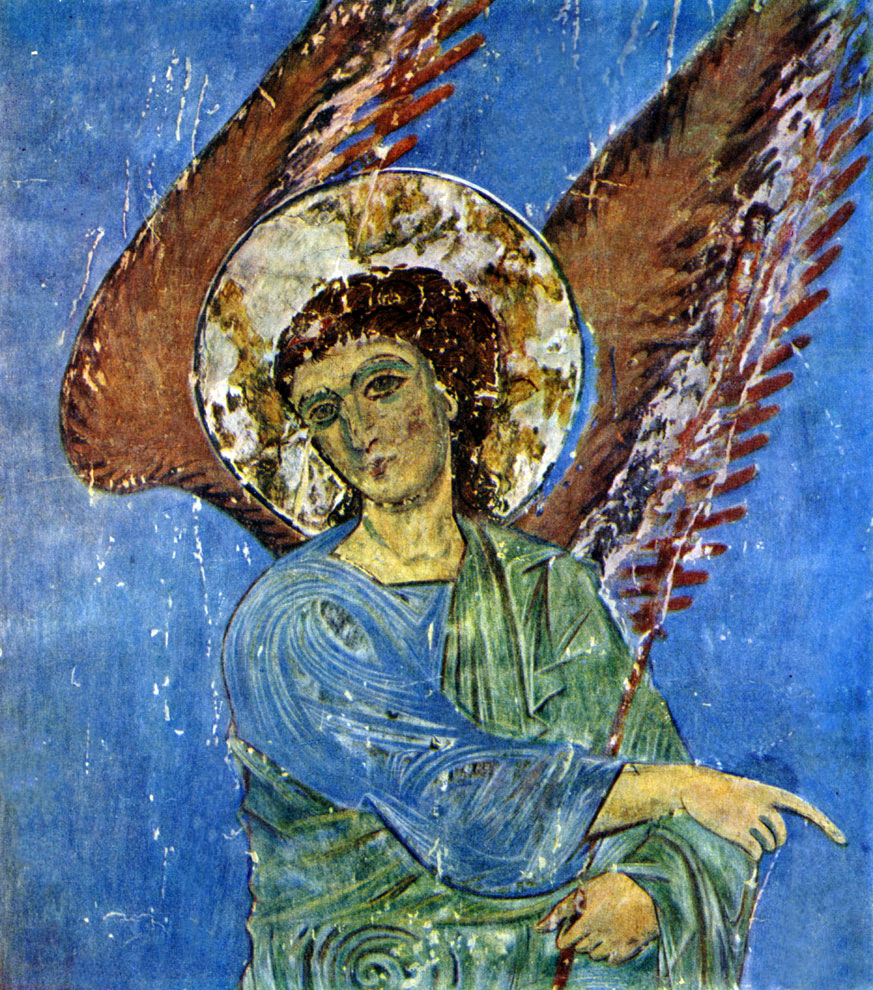
라피스라줄리를 분쇄하여 만든, 매우 희귀한 울트라마린으로 그려진 킨츠비시 수도원의 천사 묘사화. 이는 이 지역에서 번성했던 당시 조지아 정교회의 수준 높은 종교 문화를 보여준다.

11~13세기 동안, 조지아는 바그라티온 왕조 치하에서 조지아 동부와 서부를 단일 군주제 왕국으로 통합하는데 성공했으며, 이를 바탕으로 정치·경제·문화 분야에서 엄청난 황금기를 누릴 수 있었다. 그들의 목적을 달성하기 위해, 조지아 왕들은 교회의 명성에 계속 의존했으며, 그들에게 많은 경제적인 이점과 세금 면제, 그리고 특혜 등을 줌으로써 성직자들의 정치적인 지지를 받을 수 있었다. 동시에, 특히 "건설자" 다비트 4세와 같은 일부 왕들은 국가 권력에 간섭하기 위해 교회를 이용했다. 예를 들어, 그는 1103년 루이시 우르브니시에서 평의회를 소집해 아르메니아에서 만연하던 합성론 숭배에 대해 그 어느 때보다 강력한 용어로 이를 비난했고, 자신의 친구이자 종교 지도자인 콘디디의 기오르기에게 총대주교 다음으로 전례 없는 권력을 부여했다. 이후 몇 세기 동안, 교회는 당시 조지아의 주요 귀족 가문들과 비교해도 꿇리지 않는 경제적·정치적인 권력을 가진 중요한 봉건적 기관으로 거듭났다.
중세 동안, 조지아 정교회는 그들 문화의 중심 요소였다. 특정한 형태의 예술들이 종교적인 목적을 가지고 개발되기 시작했다. 그 중에서도 서예, 성악, 차출리 3폭화로 대표되는 클루아조네 기법의 에나멜 상징물, 대부분의 중세 조지아 교회에서 흔히 나타나는 "조지아식 교차 돔 양식"의 건축 등은 특히 유명하다. 당시 조지아 건축의 가장 유명하고 아름다운 예로는 쿠타이시의 겔라티 수도원과 바그라티 대성당, 이칼토 수도원과 아카데미, 므츠헤타의 스베티츠코벨리 대성당 등이 있다.
조지아에서 유명한 정교회 대표자로는, 아토스의 에우티미우스(955–1028)와 아토스의 기오르기(1009–1065), 아르센 아칼토엘리(11세기), 그리고 에프레름 므티레(11세기) 등의 인물들이 있다. 철학은 11~13세기 동안 특히 겔라티 수도원의 아카데미에서 번성했는데, 여기서 아오아네 페트리치는 정교회, 귀족주의, 신플라톤 사상의 융합을 시도하기도 했다.
타마르의 치세는 또한 그녀의 전임자들에 의해 시작된 조지아의 예술적 발전의 지속과 번영이 빈번하게 표출되는 시기이기도 하다. 동시대의 조지아 연대기가 정교회의 도덕적 이념을 계속해서 간직해 오는 동안, 종교적인 주제는 초기의 지배적인 위치를 상실했으며, 그 자리는 독창적으로 발전한 세속 문학이 차지했다. 이들 중 가장 유명한 것은 조지아의 국민 시인 루스타벨리의 걸작 《표범의 가죽을 쓴 기사 vepkhist'q'aosani》이다.

### 선교활동
콘스탄티노플, 로마, 알렉산드리아, 안티오키아, 예루살렘의 총대주교들이 실패한 곳이 어디든 간에, 조지아의 정교회는 주님의 십자가를 가져와 그들에게 복음을 전하는 데 성공했다.

10세기부터, 조지아인들은 캅카스 산맥 일대에 그들의 신앙을 전파하면서, 그 지역에서 기독교가 퍼지는 데 중요한 역할을 하기 시작했다. 이는 오래된 문헌 자료들뿐만 아니라, 체첸, 인구셰티야, 다게스탄, 북오세티아, 카바르디노발카르 등을 포함한 북캅카스 전역에서 여전히 발견되는, 조지아어 비문이 새겨진 정교회 건축 기념물에 의해서 입증되었다. 조지아 수도원들의 황금기는 9세기부터 시작되어 11세기까지 지속되었다. 그 기간 동안, 조지아인들은 캅카스를 넘어 시나이산, 아토스산(테오토코스 이베스카야가 있는 이비론 수도원)과 팔레스타인 등의 광범위한 지역에서 수도원 설립 활동을 계속했다.

## 유산

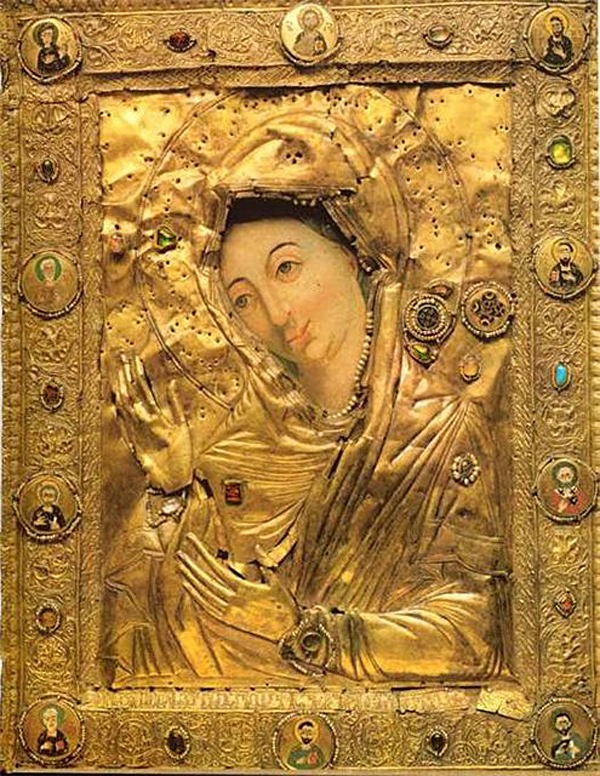
호비 수도원의 황금 성모 마리아 조각
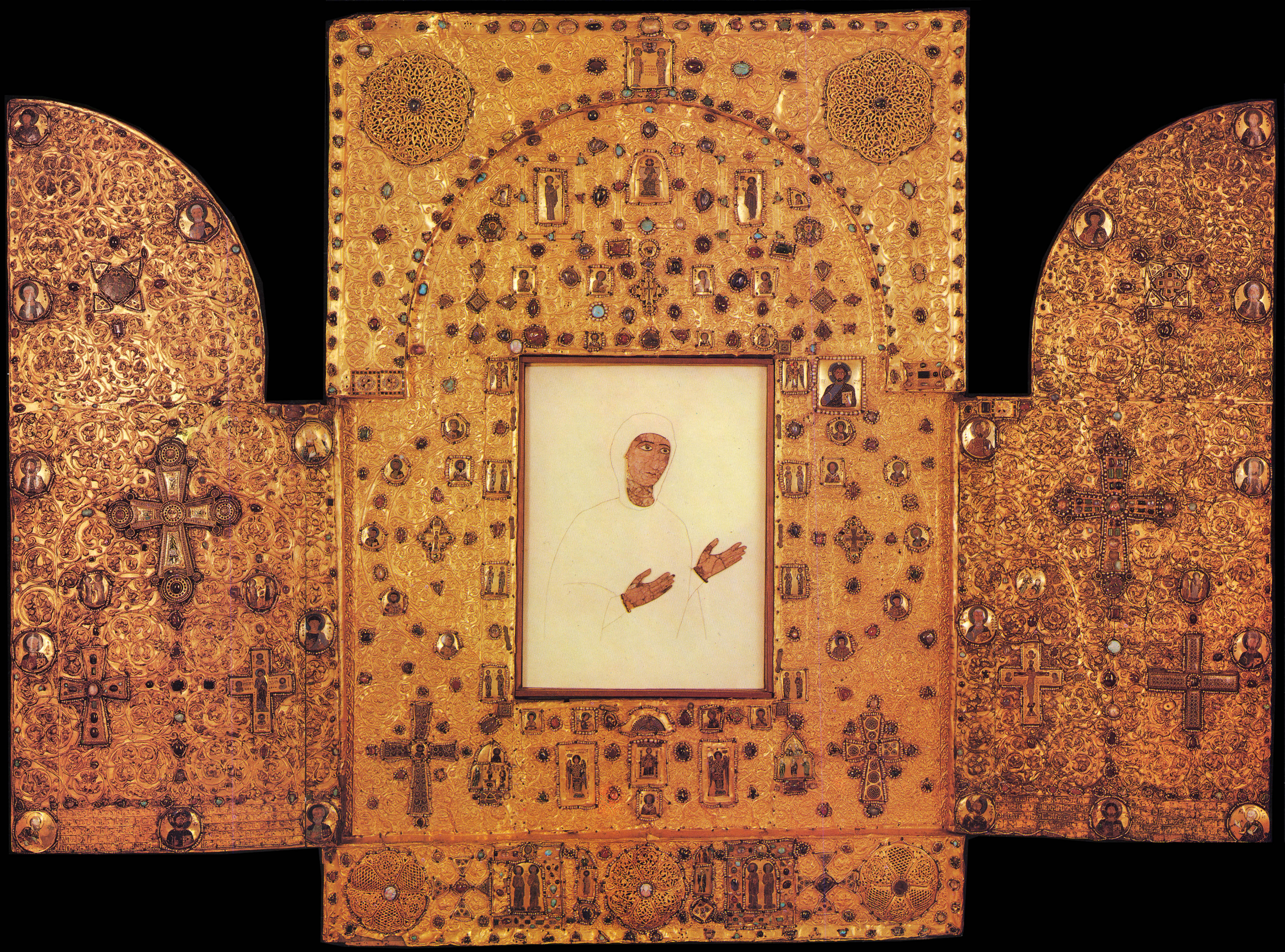
차출리 3폭화
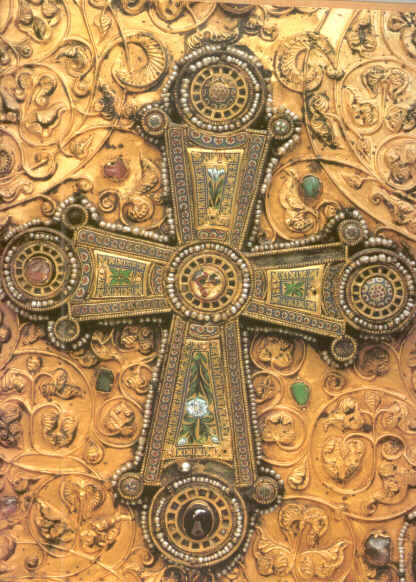
차출리 3폭화의 세부 묘사
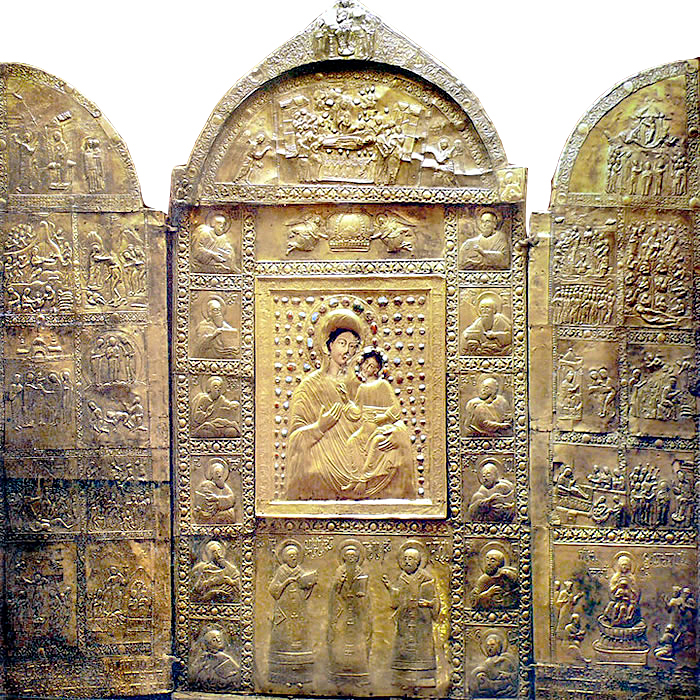
또다른 조지아식 3폭화
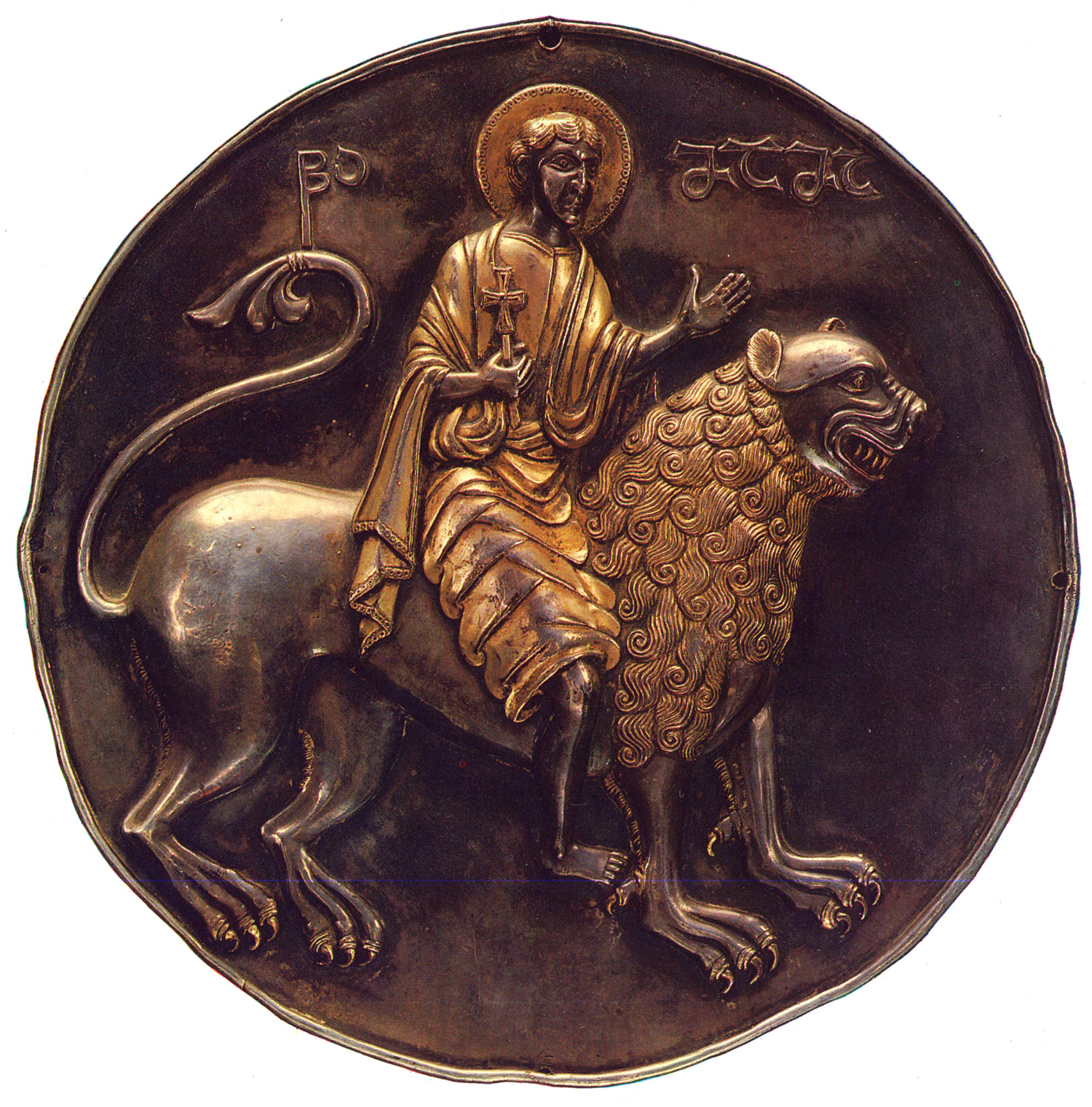
카이사레아의 성 마메스를 기념하는 조지아 톤도
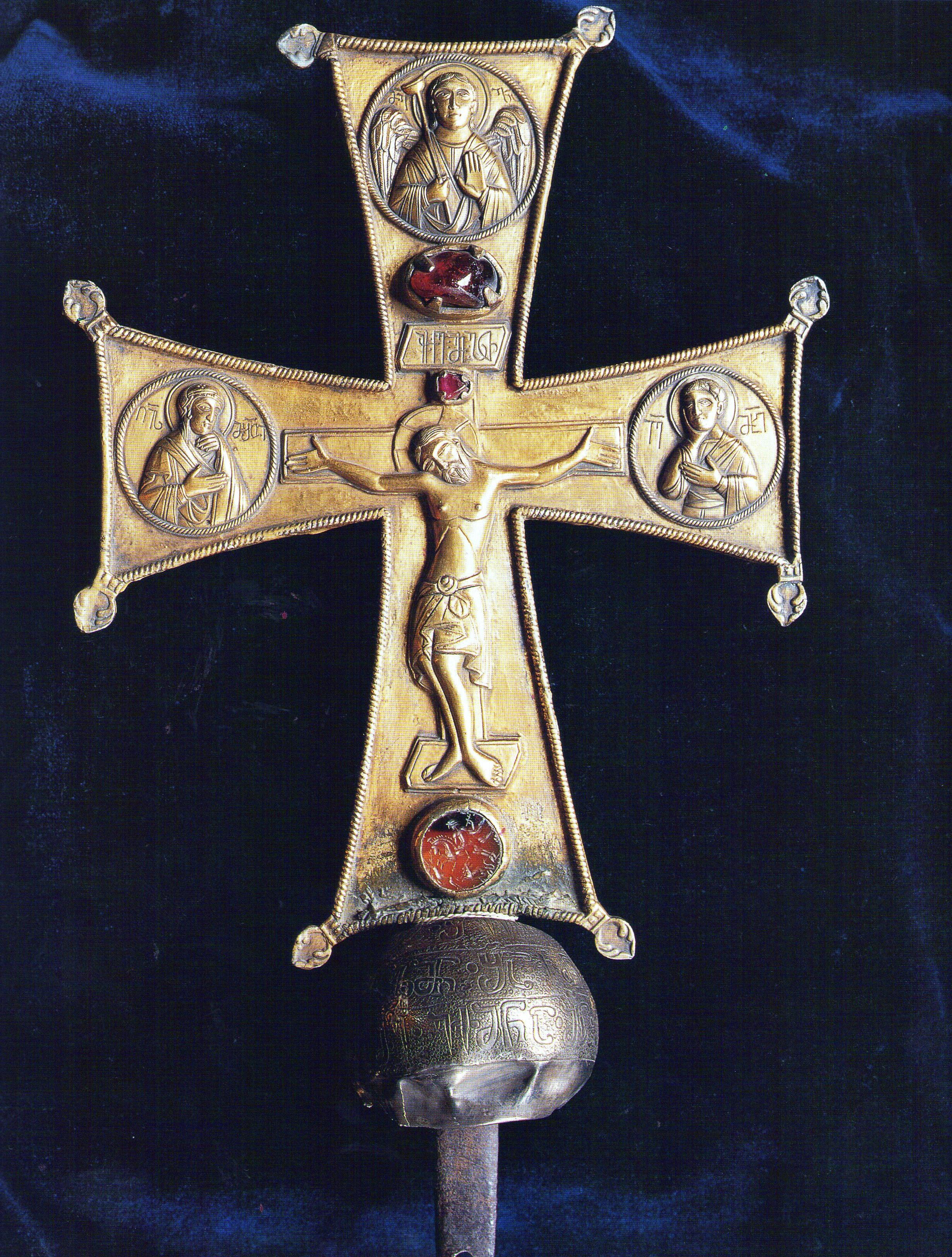
"건설자" 다비트 4세의 행렬 십자가
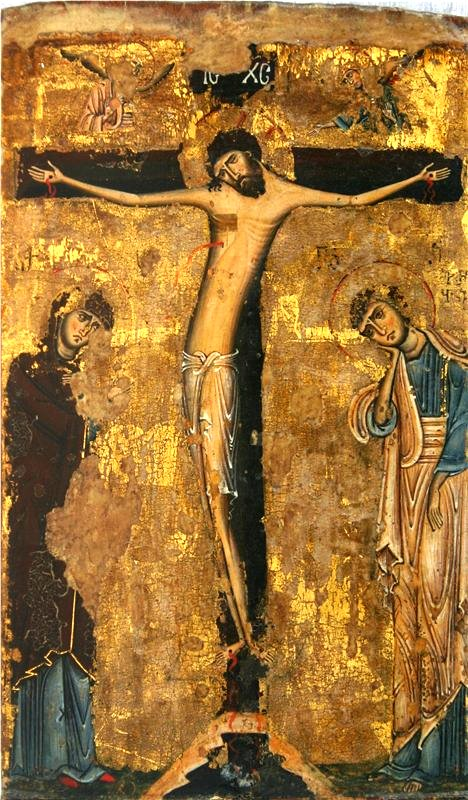
십자가에 못박힌 예수를 표현한 메스티아의 그림
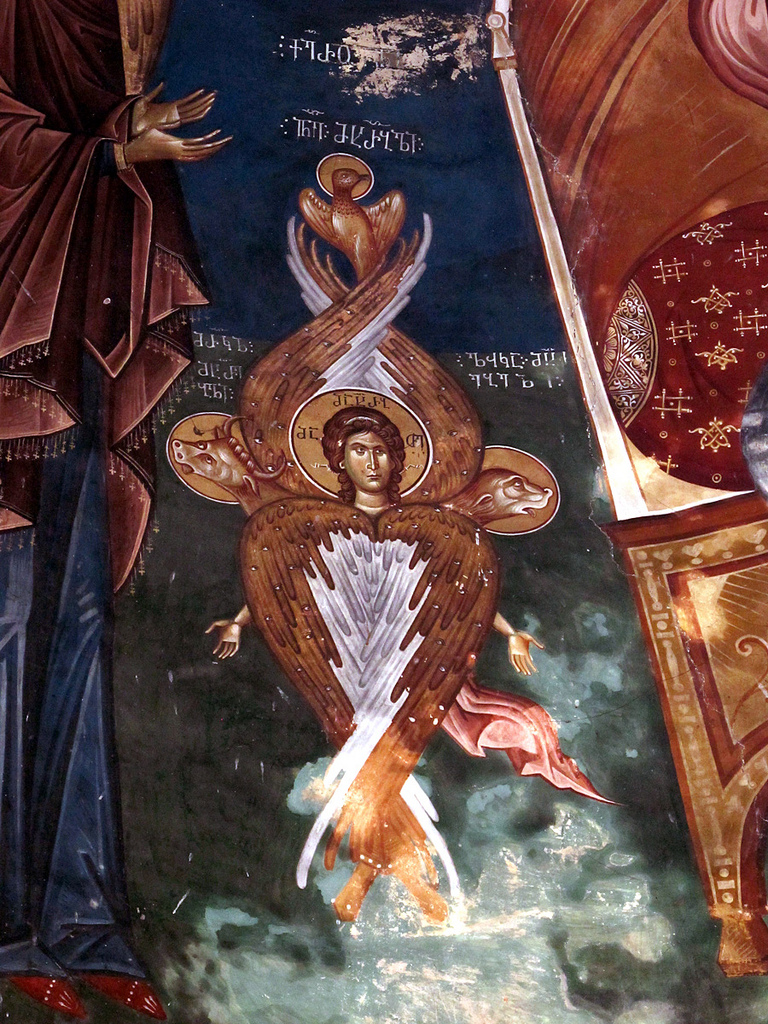
조지아 유비시에서 발견된 프레스코화
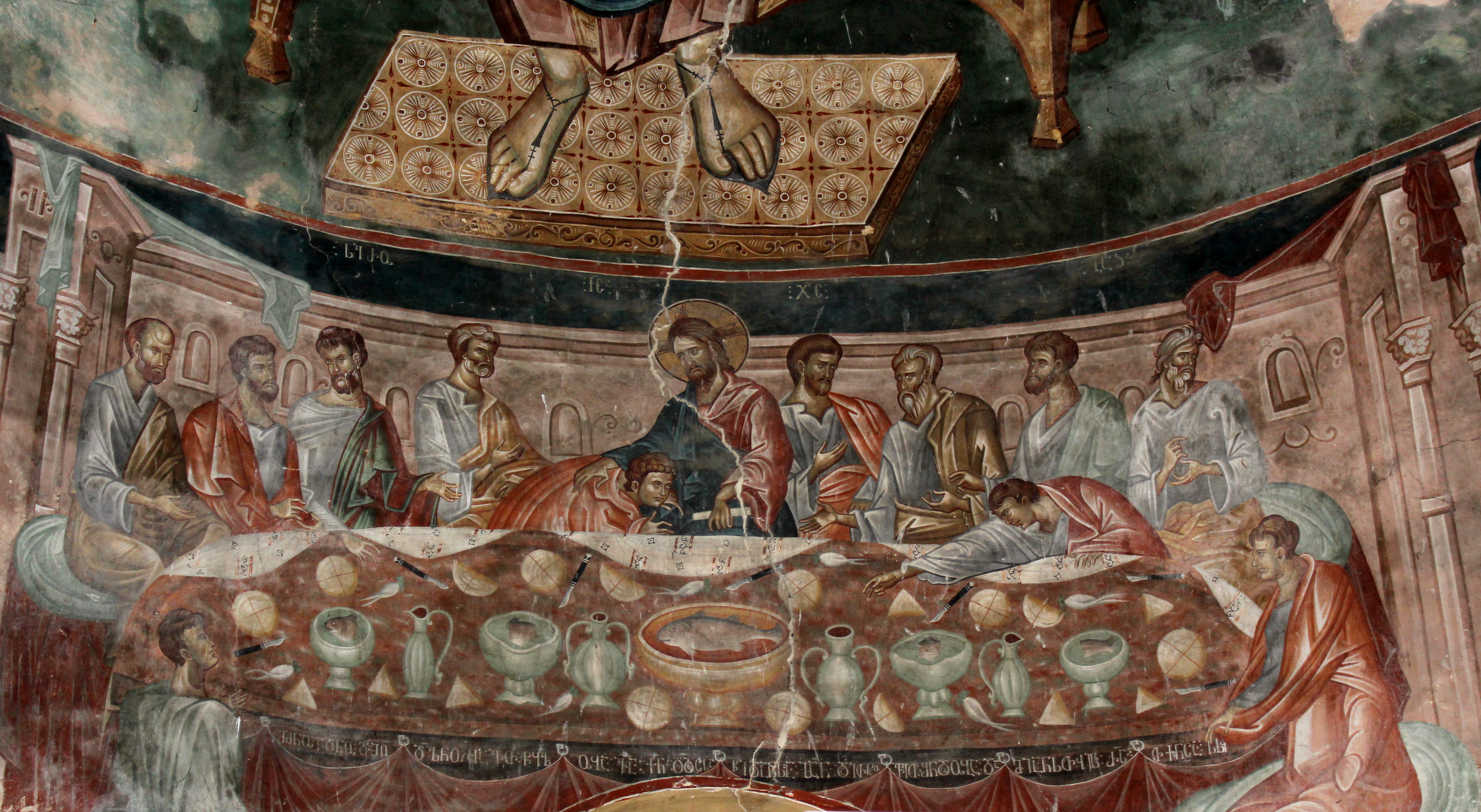
마찬가지로 유비시에서 발견된 최후의 만찬
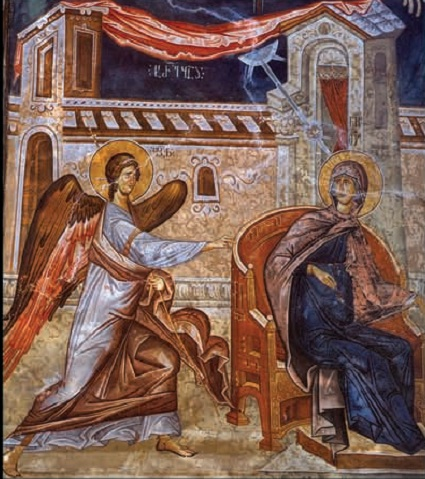
유비시 수도원의 그림
겔라티 수도원
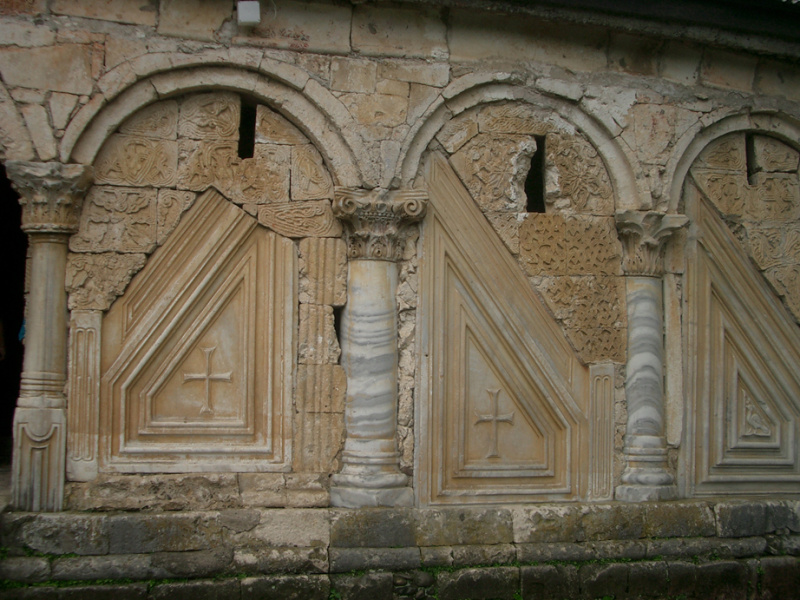
호비 수도원의 벽면에 조각된 다채로운 문양. 이것은 조지아인들이 로마 문명으로부터 얼마나 강력한 영향력을 받았는지를 잘 보여준다.
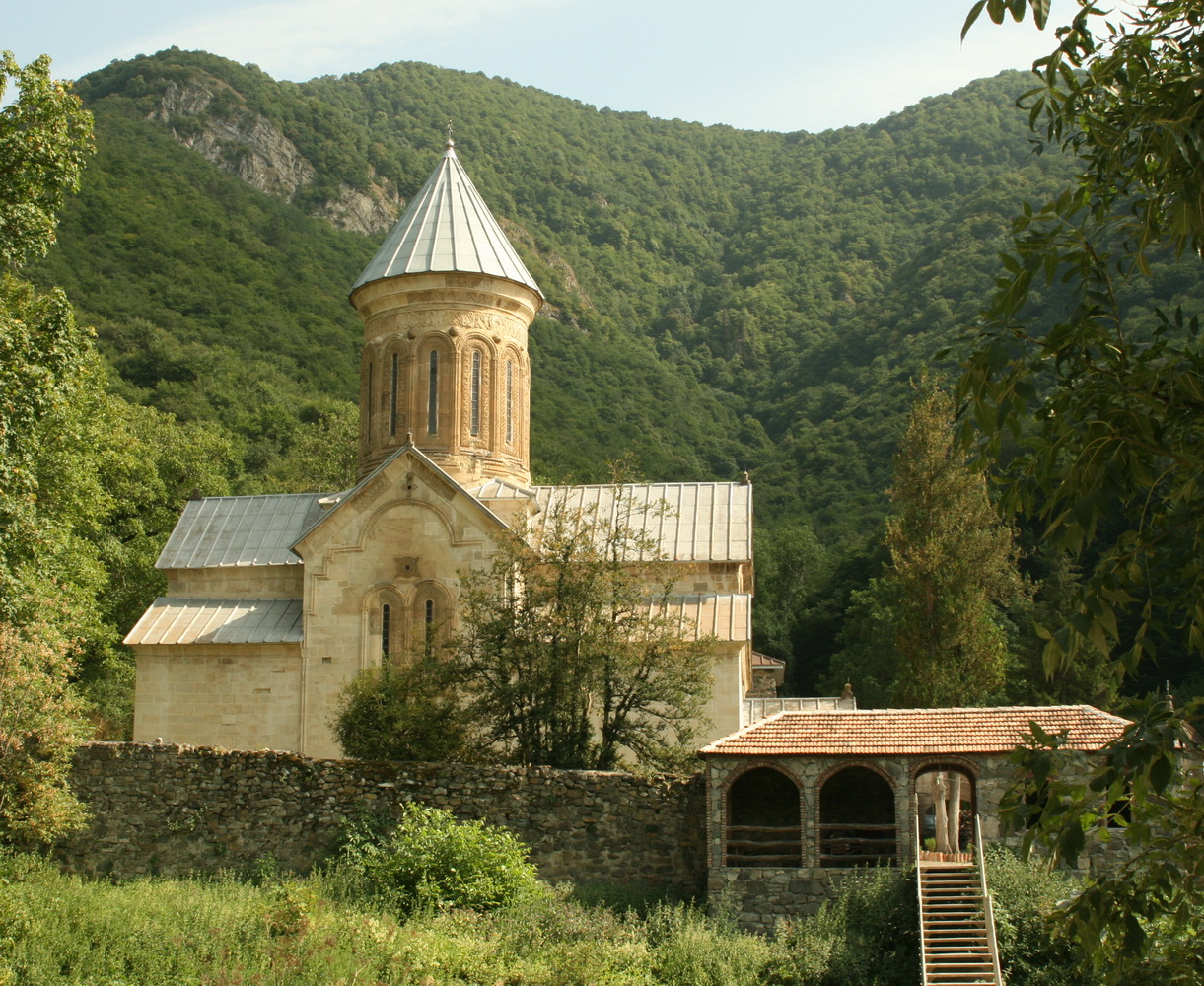
크바타케비 수도원
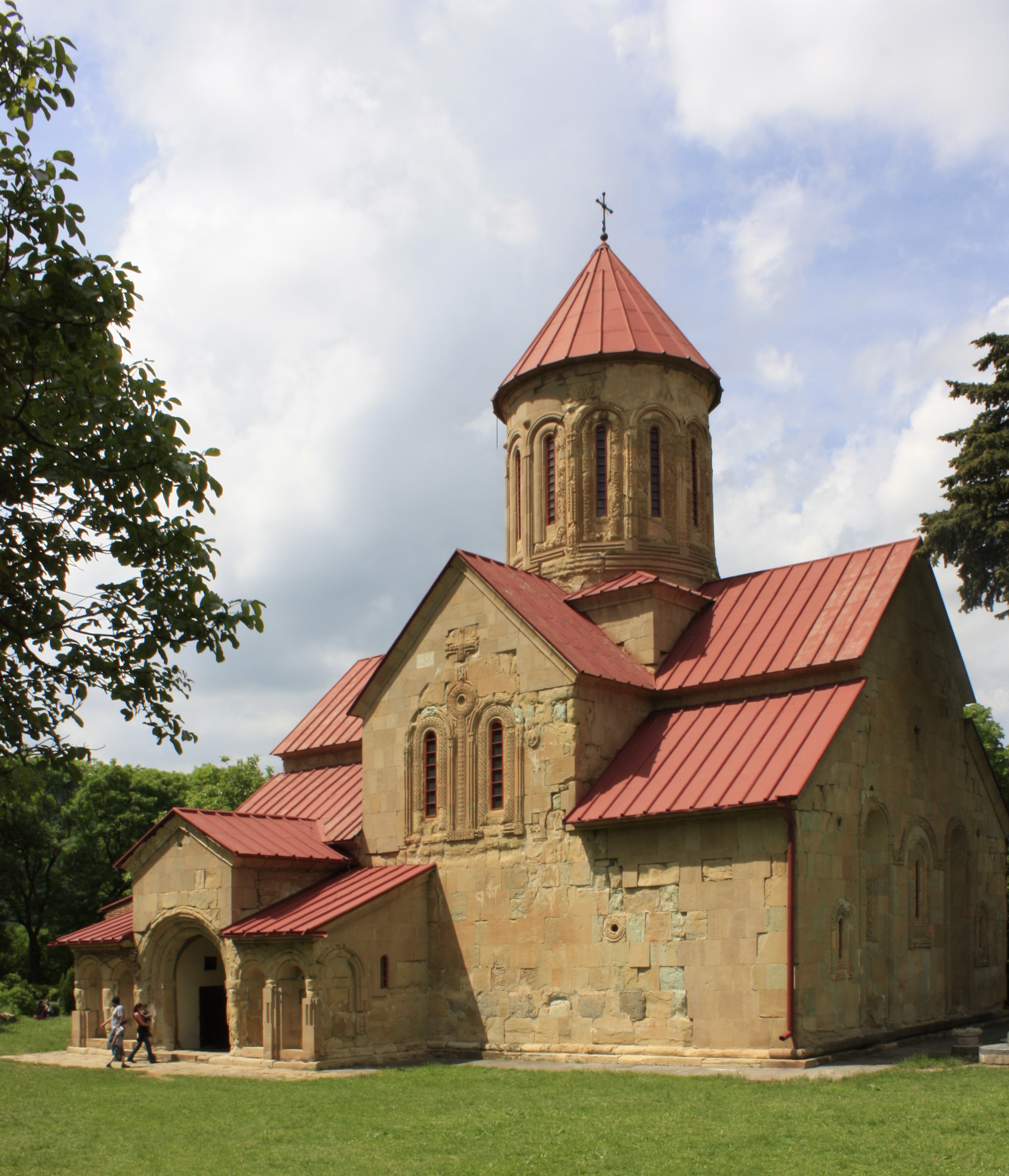
베타니아 수도원
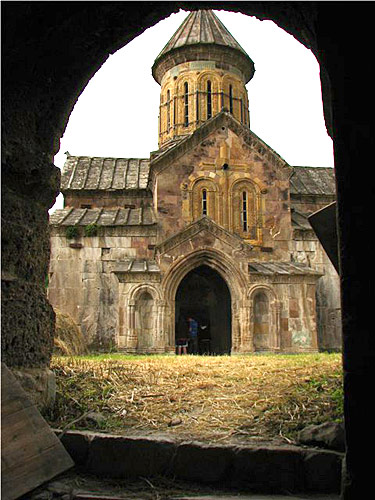
피타레티 수도원
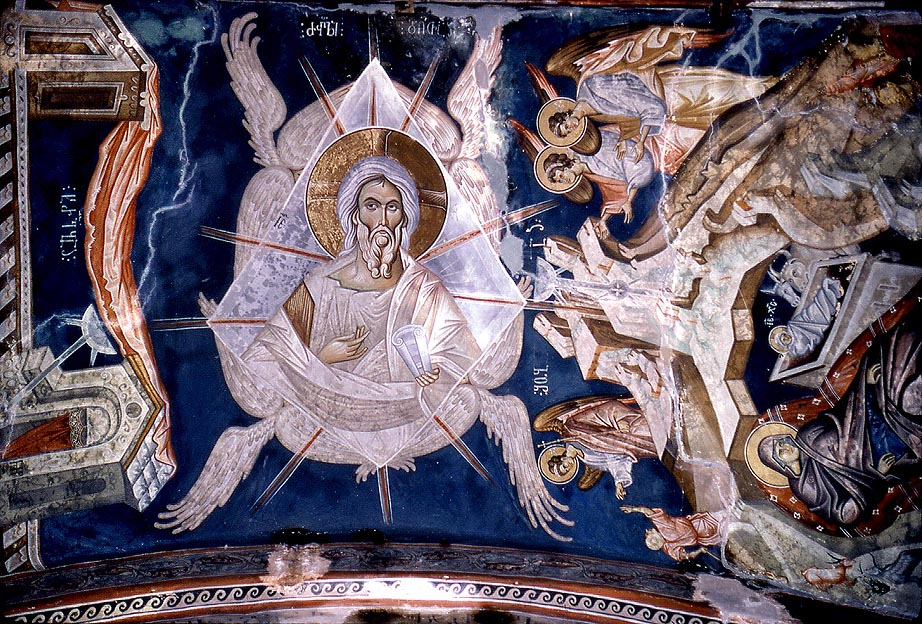
유비시에서 발견된 프레스코화. 아마도 13~14세기 즈음에 그려진 것이다. 조지아인들은 몽골의 압제에도 불구하고 그들만의 독특한 중세 미술 양식을 계속 발전시켜 나갔다.
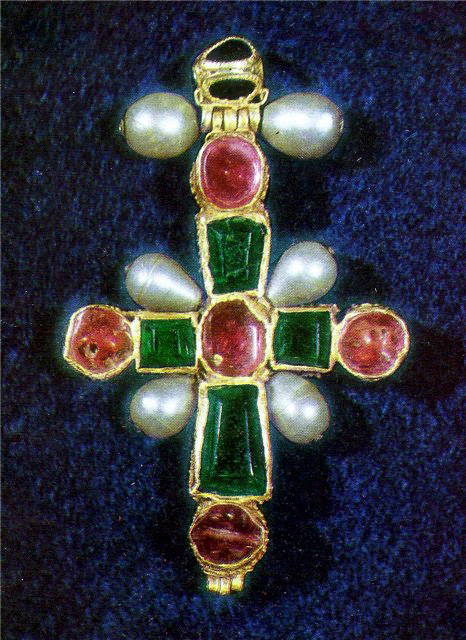
루비, 에메랄드, 큰 진주로 장식된 타마르 여왕의 황금 십자가
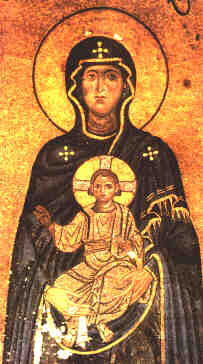
겔라티 수도원의 성모 마리아 초상화. 이 무렵의 교회 예술에는 화려하고 값비싼 장식이나 재료들이 많이 사용되었는데, 이것은 조지아 왕국의 팽창주의적 야망을 예고한 것이었다.
카즈레티 수도원 [11]
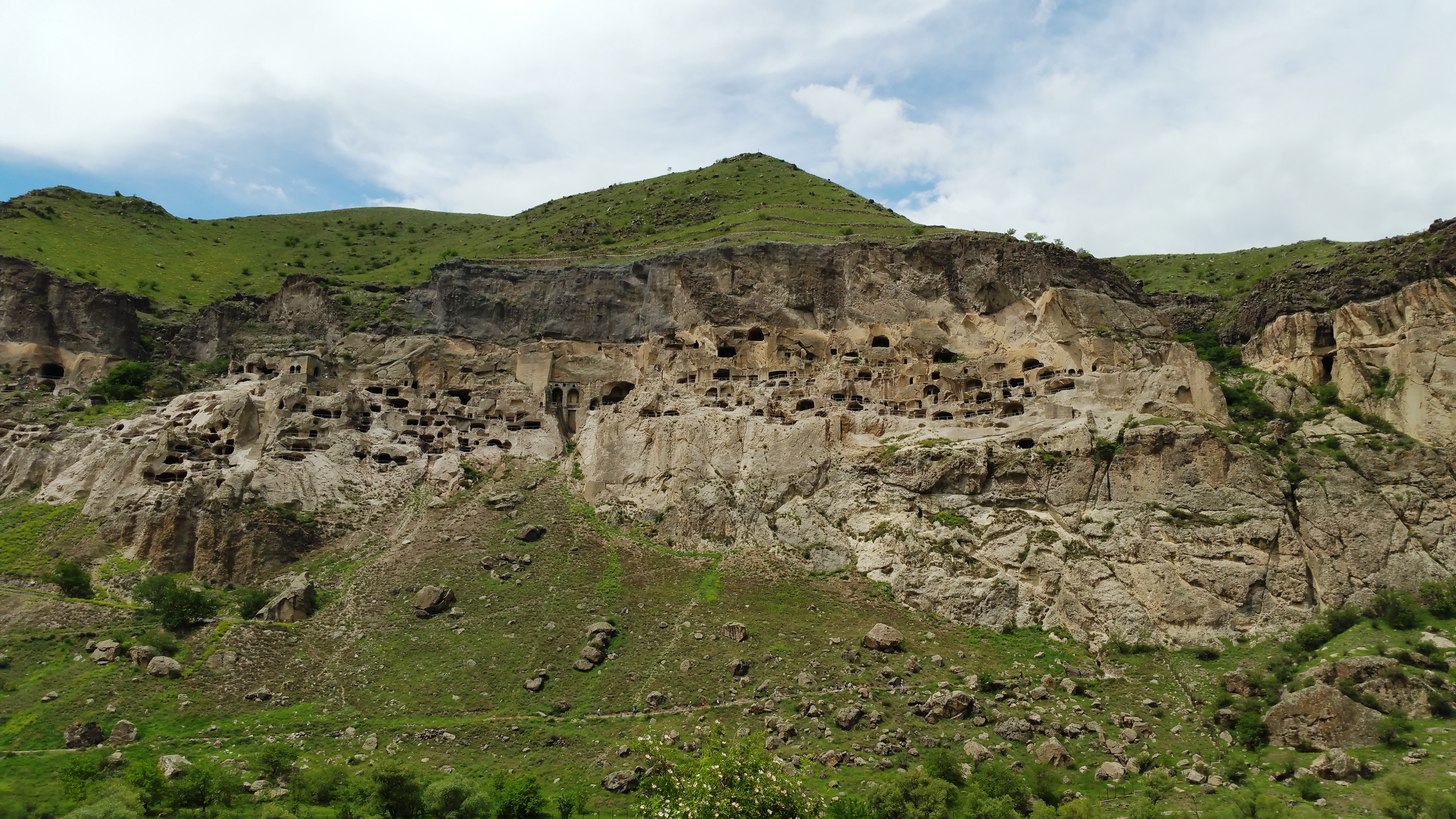
바르치아

## 참고
- 조지아의 국왕 목록
  - 조지아 군주 가계도
- 조지아의 군주제
- 조지아 군주들의 칭호
- 조지아의 역사적 국가들